# Site archéologique de Carthage
Pour les articles homonymes, voir Carthage (homonymie).
Vous lisez un « article de qualité » labellisé en 2008.
Le site archéologique de Carthage est un site dispersé dans la ville actuelle de Carthage (Tunisie) et classé au patrimoine mondial de l'Unesco depuis 1979.
Il est dominé par la colline de Byrsa qui était le centre de la cité punique. Aujourd'hui, il se distingue par la silhouette massive de la cathédrale Saint-Louis édifiée, à la fin du XIXe siècle, à l'emplacement présumé de la sépulture du roi Louis IX (saint Louis) qui y mourut au cours de la huitième croisade. À proximité de la cathédrale, en face de cette tombe vide dont les restes ont été rapatriés en France, se trouvent les vestiges du plus important quartier de la ville. Il n'en subsiste que quelques fondations et quelques fragments de colonnes, mais on peut y mesurer la puissance qui émanait alors de la cité : dimensions immenses, grands espaces, vues panoramiques et organisation des rues.
Le développement rapide de la ville moderne risquant de détruire à jamais les vestiges, de grands archéologues tunisiens ont alerté l'opinion et l'Unesco a lancé une vaste campagne internationale entre 1972 et 1992 afin de sauver Carthage. Ce tournant est parachevé avec le classement au patrimoine mondial.
Il ne sera question ici que de l'état actuel du site archéologique, un grand nombre d'éléments ayant été perdus anciennement ou plus récemment. La difficulté pour le visiteur réside désormais dans l'extrême dispersion des vestiges même si certains pôles peuvent être distingués. Pour la ville et le pays, la problématique est plus complexe : protéger les témoignages du passé tout en gênant le moins possible la vie quotidienne de la population.

## Géographie

### Localisation
« L'Histoire s'attache aux lieux qu'elle a une fois choisis » selon Serge Lancel. Force est de constater que la géographie compta pour beaucoup dans le rôle de Carthage, la grande cité étant comparée à un « navire à l'ancre » par Strabon. La localisation des villes chez les Phéniciens répondait à la double exigence d'ouverture sur la mer et de protection vis-à-vis de l'intérieur des terres. Les fondations de Tyr, Sidon et Gadès s'inscrivaient dans ce cadre.

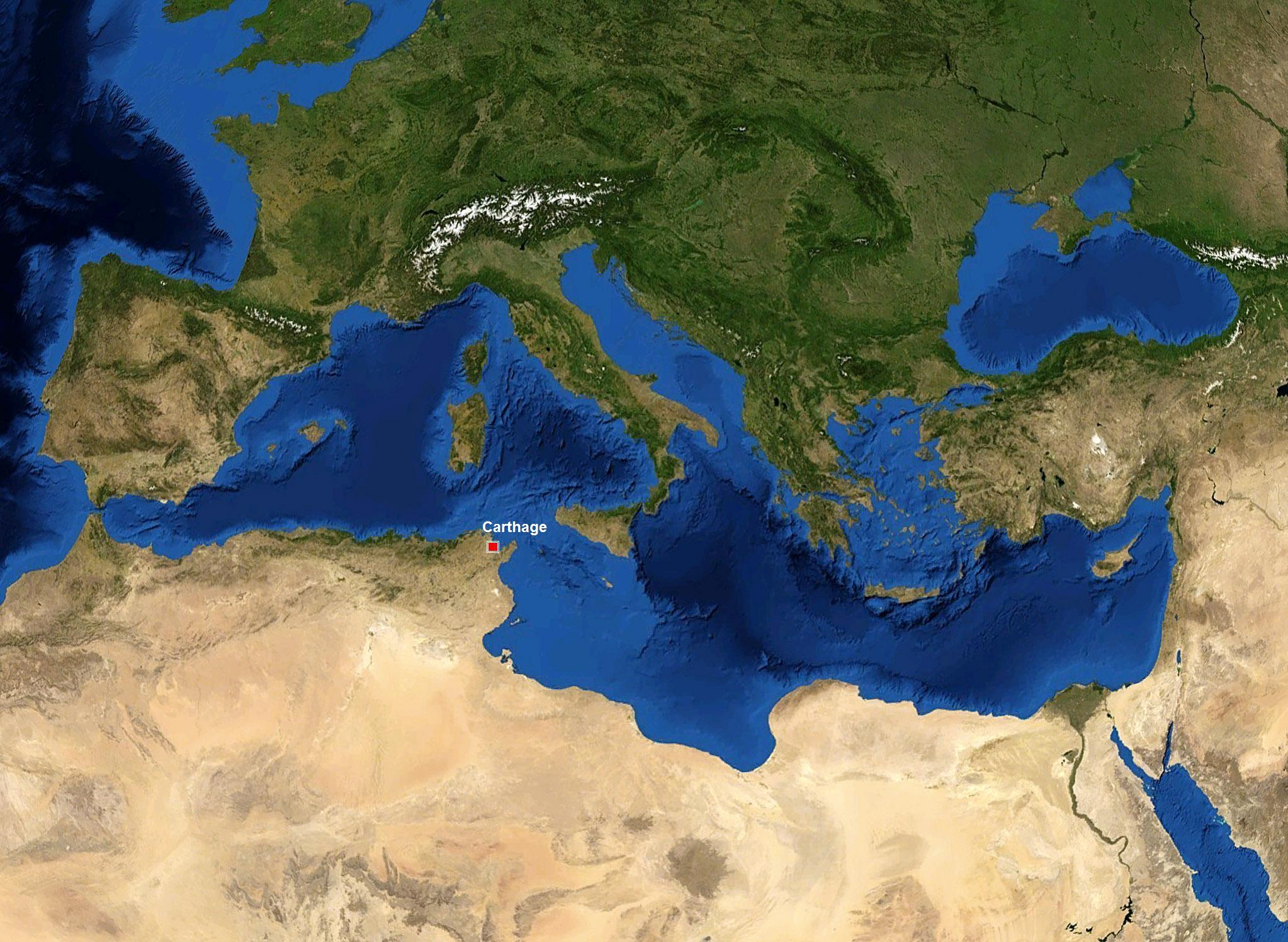
Localisation de Carthage au centre du bassin méditerranéen.

Davantage que la colonie plus ancienne d'Utique, Carthage paraît favorisée par la géographie. Elle se situe à la frontière des deux bassins de la mer Méditerranée, donc sur un emplacement très propice aux échanges. Au fond du golfe de Tunis, face au djebel Boukornine, l'antique Carthage se présente tel un éperon barré de collines dont la principale est Byrsa, territoire facile à défendre et qui plus est bordé par la mer sur trois de ses côtés. Polybe en parle comme d'une « péninsule presque entièrement entourée soit par la mer [la sebkha Ariana n'était pas encore fermée et formait une baie], soit par un lac et rattachée au continent par un isthme barré et par une chaîne de collines difficiles à franchir ».
Protégée du côté de la mer, la cité apparaît préservée également par les collines et par le lac de Tunis, la présence des deux sebkhas renforçant cette particularité.
| Composants                | Coordonnées                        | Composants                    | Coordonnées                        |
| ------------------------- | ---------------------------------- | ----------------------------- | ---------------------------------- |
| Amphithéâtre              | 36° 51′ 22,01″ N, 10° 18′ 53,88″ E | Basilique de Damous El Karita | 36° 51′ 41,59″ N, 10° 19′ 51,72″ E |
| Basilique de Dermech      | 36° 50′ 55,13″ N, 10° 19′ 30,99″ E | Basilique de Saint-Cyprien    | 36° 51′ 49,97″ N, 10° 20′ 15,16″ E |
| Basilique Majorum         | 36° 52′ 03,87″ N, 10° 19′ 58,98″ E | Citernes de La Malga          | 36° 51′ 33,53″ N, 10° 19′ 08,07″ E |
| Édifice à colonnes        | 36° 51′ 23,45″ N, 10° 19′ 31,25″ E | Îlot de l'amirauté            | 36° 50′ 42,07″ N, 10° 19′ 31,82″ E |
| Monument circulaire       | 36° 51′ 27,25″ N, 10° 19′ 40,75″ E | Nécropoles puniques           | 36° 51′ 18,26″ N, 10° 19′ 55,89″ E |
| Odéon                     | 36° 51′ 31,7″ N, 10° 19′ 49,82″ E  | Port marchand                 | 36° 50′ 29,8″ N, 10° 19′ 29,86″ E  |
| Port militaire            | 36° 50′ 44,91″ N, 10° 19′ 34,14″ E | Quartier Magon                | 36° 51′ 04,6″ N, 10° 19′ 52,14″ E  |
| Quartier punique de Byrsa | 36° 51′ 08,46″ N, 10° 19′ 26,3″ E  | Rotonde de Damous El Karita   | 36° 51′ 39,03″ N, 10° 19′ 48,09″ E |
| Théâtre                   | 36° 51′ 27,93″ N, 10° 19′ 46,12″ E | Thermes d'Antonin             | 36° 51′ 18,26″ N, 10° 19′ 55,89″ E |
| Tophet de Salammbô        | 36° 50′ 28,5″ N, 10° 19′ 21,59″ E  | Villas romaines               | 36° 51′ 26,64″ N, 10° 19′ 53,96″ E |

### Caractéristiques des sols
Bien que le site reste assez pauvre en édifices complets, le terrain est jonché de fragments des marbres les plus précieux. Parmi ces fragments figurent deux ou trois variétés de marbre blanc statuaire — provenant probablement des carrières de Páros et de Luni — et une variété de marbre du Pentélique, plusieurs variétés de marbre cipolin, de nombreux fragments de marbre jaune de Sienne, du marbre connu en Italie sous le nom de Pavonazzo, du porphyre feldspathique en grande quantité — parfois en blocs de plusieurs pieds cubes — et du porphyre rose d'Égypte.

Emplacement de Carthage : site stratégique au fond du golfe de Tunis.

Pacho pense que, comme à Cyrène, le territoire de Carthage n'offre pas de matériaux précieux, mais abrite plutôt des matériaux, comme le marbre, le porphyre et le granite, étrangers à la cité et importés de loin. De Buch, savant géologue de Berlin et Mesnard de La Groye, ancien enseignant de géologie au Collège de France, ayant étudié ces fragments, pensent qu'ils proviennent de carrières d'Italie et de Grèce.
Des notes sur la Cyrénaïque de Frederick William Beechey rapportent aux alentours de Carthage la présence d'un conglomérat de grès et d'un calcaire sans fossiles et donc peu solide.

## Histoire et redécouverte du site
La grande cité africaine connaît une expansion rapide en tant que civilisation du creuset méditerranéen propre à la culture phénicienne, puis cet essor est brutalement brisé, mais la ville parvient à renaître par la volonté des vainqueurs romains et grâce à sa localisation exceptionnelle. Néanmoins, dans les tourments des scissions du monde méditerranéen, Carthage passe au second plan : d'abord pillée puis oubliée, elle fait dire à Gustave Flaubert dans une lettre écrite à Ernest Feydeau en octobre 1858 qu'« on ne sait rien de Carthage ».
Il faudra toute l'opiniâtreté de quelques passionnés pour mettre fin à cet état de choses, et un risque de destruction finale pour qu'une campagne internationale permette d'éviter que la rivale de Rome ne tombe définitivement dans l'oubli, dans « l'abîme de l'histoire ».

### Histoire antique du site
Sur les premiers occupants, le substrat de population libyco-numide, on ne dispose que de peu d'informations. L'archéologie est muette à ce propos, les seules mentions disponibles étant les textes antiques d'Appien (Libyca, 1, 2) et Justin (Abrégé des histoires philippiques, XVIII, 5, 8).
Pendant plus d'un millénaire, la cité de Carthage se place au premier plan de l'histoire en tant que carrefour de civilisations, du fait de sa situation géographique.

#### Carthage phénicienne et punique

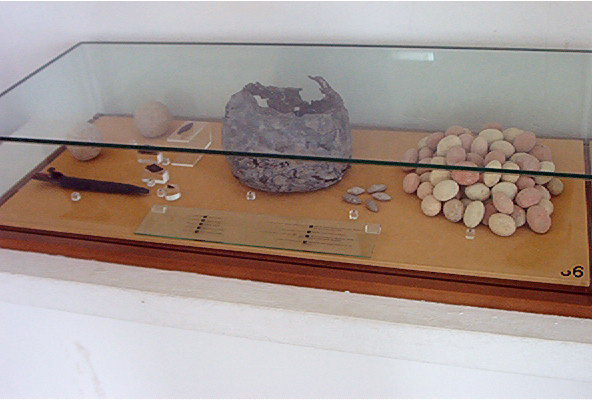
Vestiges du siège de 149--146 dans une vitrine du musée national de Carthage.

La cité est, selon la tradition, fondée par Didon (également dénommée Élyssa) en 814 av. J.-C., soit une soixantaine d'années avant sa rivale, Rome, qui finira par la surpasser. La cité essaime rapidement, créant diverses colonies et affrontant les colonies grecques, notamment en Sicile. Celles-ci, particulièrement Syracuse et Agrigente, porteront la guerre sur les terres puniques au début du Ve siècle av. J.-C. puis à la fin du IVe siècle av. J.-C. C'est lors des aléas de cet antagonisme que l'on place la destruction de la cité punique de Kerkouane.
Les premières relations avec Rome sont pacifiques, comme l'attestent les traités conclus en 509 av. J.-C. puis en 348 et 306 av. J.-C., qui garantissent à Carthage l'exclusivité du commerce depuis l'Afrique et l'absence de pillage contre les alliés de Rome en Italie. Les épisodes dénommés guerres puniques voient l'antagonisme s'étendre sur plus d'un siècle, de 264 à 146 av. J.-C. Une issue favorable pour la cité punique a pu sembler possible, ainsi qu'en témoigne l'aventure du général Hannibal Barca. Le premier conflit se déroule de 264 à 241 av. J.-C., aboutissant pour Carthage à la perte de la Sicile et au paiement d'un lourd tribut.

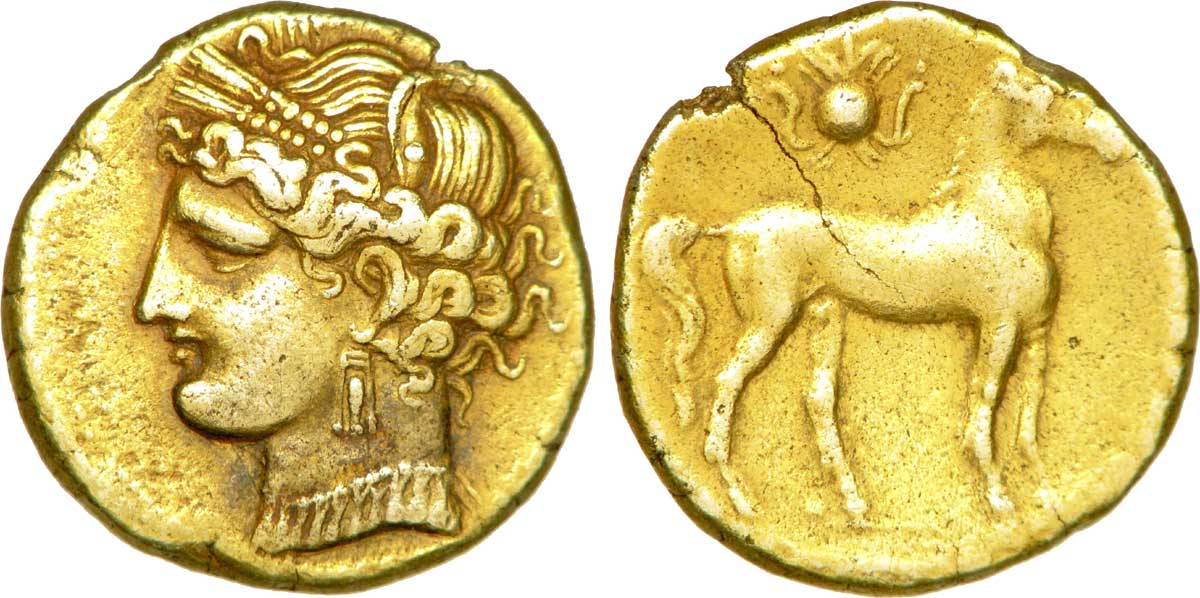
Trihémistatère, tridrachme en électrum (vers 264--241).

Cette première défaite engendre de graves conséquences sociales avec l'épisode de la guerre des Mercenaires, de 240 à 237 av. J.-C., la ville étant sauvée par Hamilcar Barca. Carthage oriente ensuite son impérialisme vers la péninsule Ibérique et se heurte aux alliés de Rome, rendant le second conflit inéluctable (219-201 av. J.-C.). Après 205 av. J.-C., la guerre ne se déroulera plus que sur le sol africain, l'année 202 av. J.-C.marquant la victoire finale de Scipion l'Africain à Zama. Les cinquante années qui suivent voient Carthage rembourser de façon régulière le lourd tribut, mais aussi se doter d'équipements coûteux comme les ports puniques dans leur dernier état de développement. Pourtant, face au relèvement de la cité et à la fin du paiement du tribut, Rome impose aux Carthaginois d'abandonner la ville et de se retirer dans l'arrière-pays. À ce propos, Velleius Paterculus a écrit que « Rome, déjà maîtresse du monde, ne se sentait pas en sûreté tant que subsisterait le nom de Carthage ». Le refus logique qui suit cette intransigeance entraîne le troisième conflit, ce dernier et le siège de Carthage devant durer trois années.
À son terme, même si le sel n'a pas été répandu sur le sol ainsi que la légende le relate, la destruction de la ville est totale et une malédiction jetée sur son site. Singulièrement, cette cité au sol déclaré sacer, c'est-à-dire maudit, a pu renaître et devenir un foyer essentiel de diffusion de nouveautés culturelles, artistiques et spirituelles même si elle n'en était pas le berceau originel.

#### Carthage romaine
Caius Gracchus, tribun de la plèbe en 123 av. J.-C., s'efforce en 122 av. J.-C. d'établir une colonie d'anciens vétérans, tentative sans lendemain — le souvenir de la vieille rivale était vivace moins d'un quart de siècle après sa destruction —, mais dont il demeure des traces archéologiques dans la campagne carthaginoise, particulièrement les centuriations. La volonté d'installer des vétérans refait surface avec Jules César, mais ce projet reste à nouveau sans suite, du fait de l'assassinat de César aux Ides de mars en 44 av. J.-C. La renaissance de la cité sera l'œuvre d'Auguste, qui la refonde en 29 av. J.-C. et la renomme Colonia Iulia Concordia Carthago : au nom ancien sont apposées sa propre famille — les Julii — et la concorde tant désirée après les affres des guerres civiles qui ont agité Rome dans le dernier siècle av. J.-C.

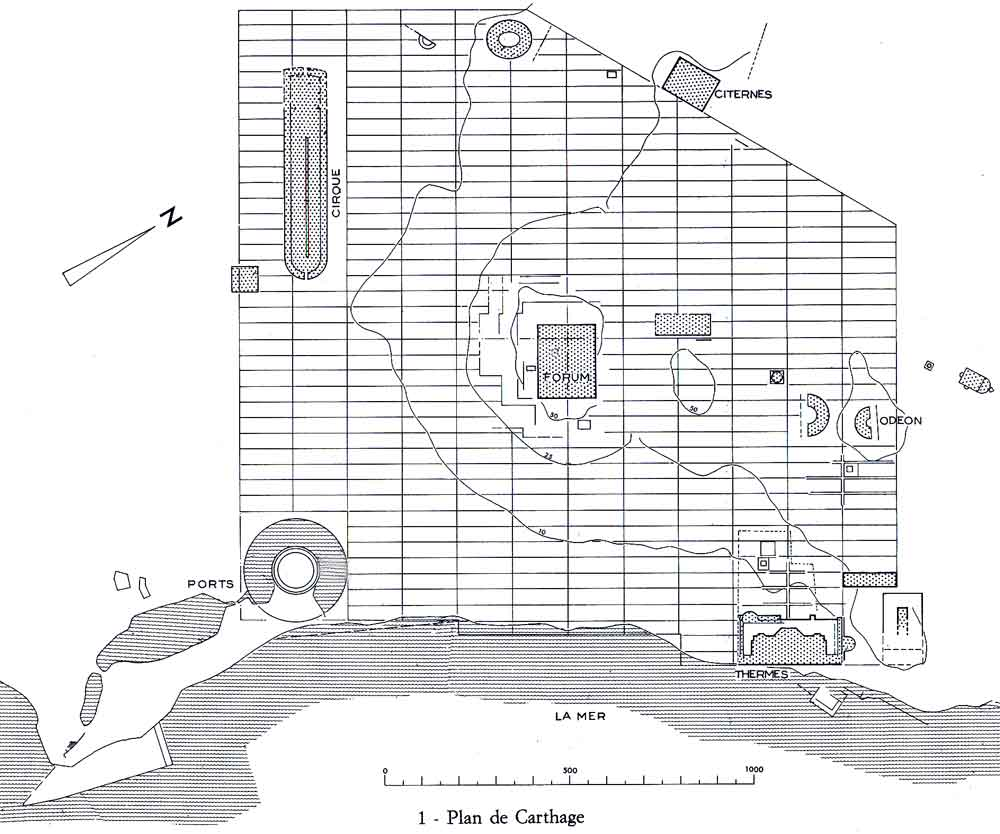
Plan de la Carthage romaine.

Les premières constructions de la cité sont publiques ; elles répondent au dessein d'en faire un exemple de la romanité et de lancer le processus de romanisation dans cette région au passé à la fois libyco-numide et punique. Les installations privées ne viennent que tardivement, avec l'enrichissement grandissant que procurent les nombreuses exportations vers Rome : blé essentiellement, mais aussi huile d'olive destinés particulièrement au système de l'annone. De cité administrative — siège du procurateur — elle devient une ville importante et prospère à la population estimée à 300 000 habitants lors de la conquête vandale. La première ville romaine est pourtant mal connue, à cause des catastrophes successives qui l'ont frappée : tremblements de terre, incendie sous le règne d'Antonin le Pieux.
L'accession au pouvoir impérial de la dynastie des Sévères traduit l'enrichissement de la terre d'Afrique à la fin du IIe siècle et au début du IIIe siècle. Cependant, les crises qui ébranlent l'Empire romain au IIIe siècle engendrent de graves conséquences pour Carthage, notamment au moment de l'usurpation de Gordien Ier et de la répression qui suit sa chute en 238 : la ville est pillée, y compris ses temples. De même, de 308 à 311, la cité devient la capitale de l'usurpateur Domitius Alexander et se voit, à l'occasion de sa chute, à nouveau livrée au pillage. Avec ce siècle, Carthage retrouve néanmoins une croissance économique qui s'exprime par la vitalité des constructions tant privées, avec de multiples villas démontrant l'opulence de leurs propriétaires, que publiques avec en particulier les installations destinées au nouveau culte dominant.

#### Carthage chrétienne

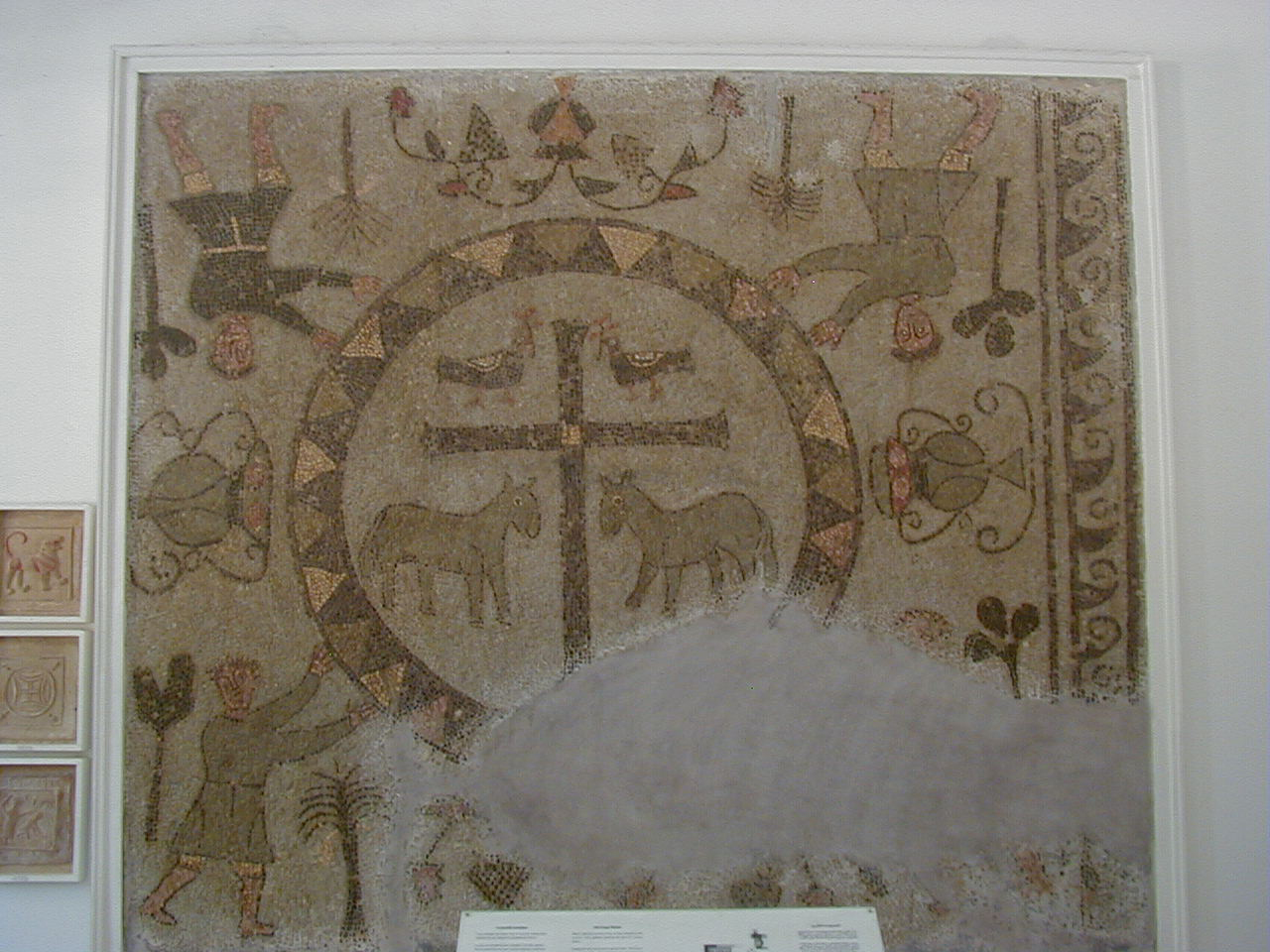
Mosaïque des quatre évangélistes du musée national de Carthage trouvée dans une villa du vicus castrorum.

Dans un espace ouvert sur l'extérieur comme l'est alors Carthage — le port est notamment relié aux grandes cités d'Alexandrie et d'Antioche qui constituent deux grands centres d'évangélisation —, le christianisme s'est développé précocement dans le sillage des importantes communautés juives implantées dans la cité. À la fin du Ier siècle, colons, commerçants et soldats comptent aussi parmi les agents de propagation du christianisme et la nouvelle religion progresse rapidement dans la province, en dépit des persécutions sporadiques dont elle fait l'objet, les premiers martyrs étant attestés dès le 17 juillet 180.
La cité devient ainsi l'un des foyers essentiels de diffusion de la nouvelle foi et les affrontements religieux y sont violents avec les païens. Carthage et la province d'Afrique sont vite considérées comme le phare du christianisme latin occidental ; Tertullien est l'un des premiers auteurs chrétiens de langue latine. Saint Cyprien, son premier évêque, est martyrisé le 14 septembre 258, à une époque où la nouvelle religion est déjà largement répandue dans la société. Cette expansion ne va pas sans heurts, en particulier lors du schisme donatiste — conséquence des rivalités de prélats avides d'occuper le siège du primat d'Afrique — qui est condamné de façon définitive lors de la conférence de Carthage ouverte le 1er juin 411 et organisée par le parti de son plus ardent contradicteur en la personne de l'évêque Augustin d'Hippone.
Ce dernier accuse les schismatiques d'avoir coupé les liens entre l'Église catholique africaine et les Églises orientales originelles. En dépit de cette lutte religieuse, la conjoncture économique, sociale et culturelle est relativement favorable au moment du triomphe du christianisme. Elle s'accompagne d'une organisation religieuse de la cité au IVe siècle : un découpage en six quartiers est effectué et des basiliques marquent chacun d'entre eux. Seconde ville d'Occident après Rome, Carthage compte au début du Ve siècle une population de plus de 300 000 habitants et sa superficie dépasse 321 hectares.
La ville est conquise par les troupes vandales de Genséric en 439. Outre les destructions opérées par les nouveaux venus, attestées entre autres par un auteur tel que Victor de Vita, ceux-ci tentent d'imposer l'arianisme en lieu et place du catholicisme : la persécution est alors légitimée et les quelque 500 religieux de Carthage sont expulsés. Cette période vandale coïncide avec une nouvelle ère de persécutions. Puis le royaume vandale finit par s'effondrer et l'empereur byzantin Justinien devient le nouveau maître en 533. La période byzantine connaît divers aléas, dont la mise au pas des membres de l'Église d'Afrique, alors que la page se tourne sur l'histoire antique avec la conquête arabo-musulmane de 698, qui voit Carthage passer au second plan de l'histoire.

### Naufrage et redécouverte de la grande cité africaine

#### Carthage passe au second plan de la grande histoire
Avant même sa prise en 698, la capitale de la province d'Afrique s'est vidée de ses habitants byzantins. La décadence est nette peu de temps après la reconquête par Justinien, Abdelmajid Ennabli évoquant une cité « délaissée par le pouvoir central préoccupé de sa propre survie, abandonnée progressivement par une population dont l'aristocratie émigre ». Dès le début du VIIe siècle, l'archéologie témoigne selon Liliane Ennabli d'une « ville rétrécie, resserrée sur son centre ». Le conquérant Hassan Ibn Numan fait détruire les installations portuaires pour prévenir tout retour des Byzantins, portant un coup final à la ville. Les matériaux font l'objet d'un remploi massif : « pour des siècles, [elle] ne fut plus [qu'une] marbrière » ainsi que l'écrit M'hamed Hassine Fantar. Cette récupération se fait au profit des édifices de la Tunisie actuelle — la forêt de colonnes de la mosquée Zitouna en provient —, mais aussi de bâtisses importantes du bassin méditerranéen comme la cathédrale de Pise. La récupération des « dépouilles du grand cadavre gisant aux bords du golfe » ne sera pas seulement celle des matériaux les plus nobles, colonnes et chapiteaux : un grand nombre de fours à chaux ont été retrouvés sur le site, notamment lors du dégagement des thermes d'Antonin, faisant mentir Al-Bakri qui affirmait que « le marbre est si important à Carthage que, si tous les habitants de l'Ifriqiya se rassemblaient pour en tirer les blocs et les transporter ailleurs, ils ne pourraient pas accomplir leur tâche ». Al Idrissi, témoin oculaire de cette prédation effrénée, déclare : « Ces fouilles ne discontinuent pas, les marbres sont transportés au loin dans tous les pays, et nul ne quitte Carthage sans en charger des quantités considérables sur des navires ou autrement ».

#### Des voyageurs aux recherches scientifiques

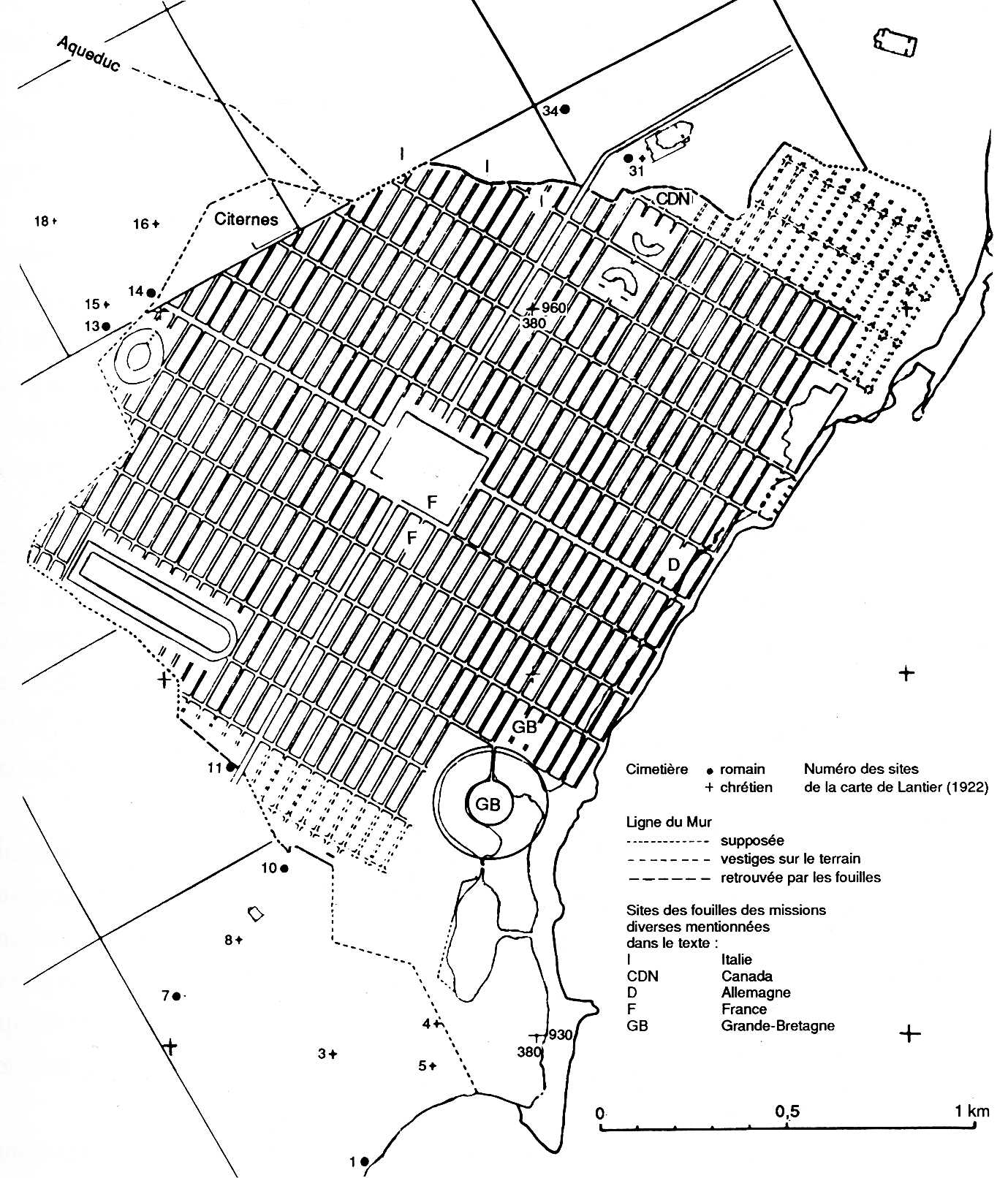
Plan de la ville romaine avec localisation des interventions de la campagne de l'Unesco.

Le début du XIXe siècle est celui des précurseurs, à la fois voyageurs et visionnaires. Christian Tuxen Falbe, consul du Danemark, dresse la première topographie des vestiges dans ses Recherches sur l'emplacement de Carthage publiées en 1833. Une société historique et archéologique voit le jour à Paris et suscite un intérêt, voire une « mode d'un attrait irrésistible » qui trouve un certain point d'orgue avec la publication de Salammbô par Gustave Flaubert en 1858. Charles Ernest Beulé, pour sa part, met en évidence au cours d'un voyage les absides romaines sur la colline de Byrsa, mais se heurte vite aux difficultés des fouilles sur cet espace maintes fois remanié, non sans prédire que « Carthage aura son tour, comme l'Égypte, comme Ninive et comme Babylone ». Le rôle joué par les pères blancs mérite aussi d'être rappelé. Ainsi, le père Delattre est envoyé sur place à partir de 1875 par le cardinal Lavigerie avec un but non seulement apostolique, mais archéologique affirmé. Il s'intéresse surtout aux nécropoles puniques ainsi qu'aux basiliques chrétiennes. Pendant les premières années du protectorat français, le bey de Tunis signe plusieurs décrets dont l'un concerne la création du musée national du Bardo, et l'autre réglemente les fouilles et protège le patrimoine.
Carthage voit ensuite une poignée de passionnés, le plus souvent archéologues amateurs, travailler de manière acharnée afin de sortir le site de l'oubli. Même si certaines méthodes de fouilles peuvent sembler contestables aujourd'hui, il faut relever, comme l'a fait Serge Lancel, qu'ils « ont multiplié remarques et observations encore utilisables à une époque où l'archéologie officielle se cantonnait aux nécropoles ou se désintéressait de Carthage ». Grâce à ces enthousiastes, œuvrant à une époque encore floue sur le plan de la protection du patrimoine, des éléments essentiels sont sauvegardés, parfois au prix de leurs deniers personnels.
Tel est le cas de la découverte du tophet en 1921 par Paul Gielly et François Icard dans des circonstances rocambolesques. Il faut également citer le docteur Louis Carton, qui met au jour la « fontaine aux mille amphores », même si les fouilles ne sont pas toujours dénuées d'intérêts personnels, la récupération d'objets étant chose courante à l'époque. Quant à Charles Saumagne, grâce à ses observations du terrain, il trace le plan de la ville romaine dès 1924, plan qui reste pour une grande partie valide même après les dernières campagnes de fouilles. Le dernier de ces pionniers est Pierre Cintas, fonctionnaire de l'administration des douanes, qui entreprend des études universitaires afin de se consacrer au sujet, et auteur d'un Manuel d'archéologie punique (1970-1976). Cet ouvrage, laissé inachevé au moment de sa mort, demeure un outil primordial de synthèse sur les premières fouilles.
À partir de mai 1972, les équipes de la mission internationale de l'Unesco travaillent sous la coordination du conservateur du site Abdelmajid Ennabli :
| Nationalité | Activités | Personnalités                                                                                     |
| ----------- | --- | ------------------------------------------------------------------------------------------------- |
| Allemagne   | quartier d'habitat punique puis romain (proximité du rivage) découverte d'un temple punique dit d'Apollon              | Friedrich Rakob                                                                                   |
| Bulgarie    | rotonde de Damous El Karita                                                                                            | Stefan Boyadjiev                                                                                  |
| Canada      | monument circulaire, muraille de Théodose et villas suburbaines                                                        | Pierre Senay, Colin M. Wells, Vanda Vitali, Jeremy Rossiter                                       |
| Danemark    | quartier d'habitat punique au pied de la falaise d'Amilcar                                                             | Soren Dietz                                                                                       |
| États-Unis  | tophet de Salammbô, port marchand et cirque                                                                            | Lawrence E. Stager, John H. Humphrey, Naomi Norman                                                |
| France      | colline de Byrsa villa du cryptoportique                                                                               | Serge Lancel, Jean-Paul Thuillier, Jean-Paul Morel, Pierre Gros, Jean Deneauve Jean-Pierre Darmon |
| Italie      | cadastration | Andrea Carandini, Giuseppe Pucci                                                                  |
| Royaume-Uni | port militaire et mise en valeur de l'îlot de l'amirauté                                                               | Henry Hurst                                                                                       |
| Suède       | villa romaine | Carl-Gustaf Styrenius                                                                             |
| Tunisie     | anastylose de la colonne du frigidarium et restauration des thermes d'Antonin mise en valeur de la villa de la volière | Liliane Ennabli, Fethi Chelbi                                                                     |

## Cité des vivants
Par ce terme, il faut entendre les espaces privés tels qu'ils ont pu subsister. Même si de très nombreuses villas romaines ont fait l'objet de fouilles depuis fort longtemps, peu de vestiges ont été mis en valeur sur le site, hormis dans le parc dit des « villas romaines ». Les éléments décoratifs, principalement les mosaïques, ôtés, les pans de murs ont très souvent été abandonnés et le site livré au pillage. Pour cette raison, et de façon quelque peu paradoxale, il est plus aisé de déambuler dans un quartier d'époque punique tardive, protégé par la gangue que constituèrent pendant deux millénaires les remblais romains de la colline de Byrsa. Un autre quartier punique plus ancien, dit « quartier Magon », a été fouillé en bord de mer.

Ruines des quartiers d'habitation
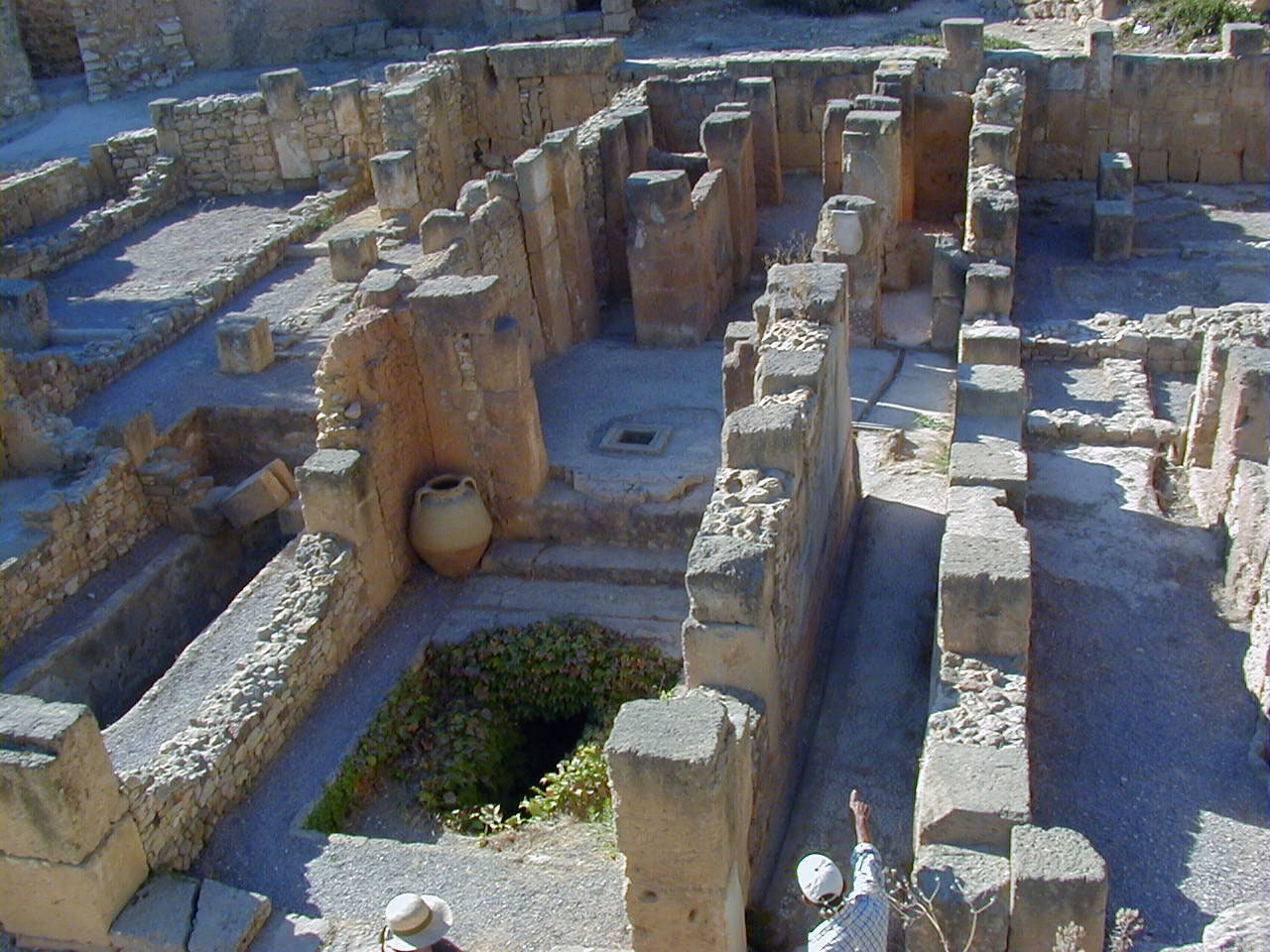
Maison punique de Byrsa.
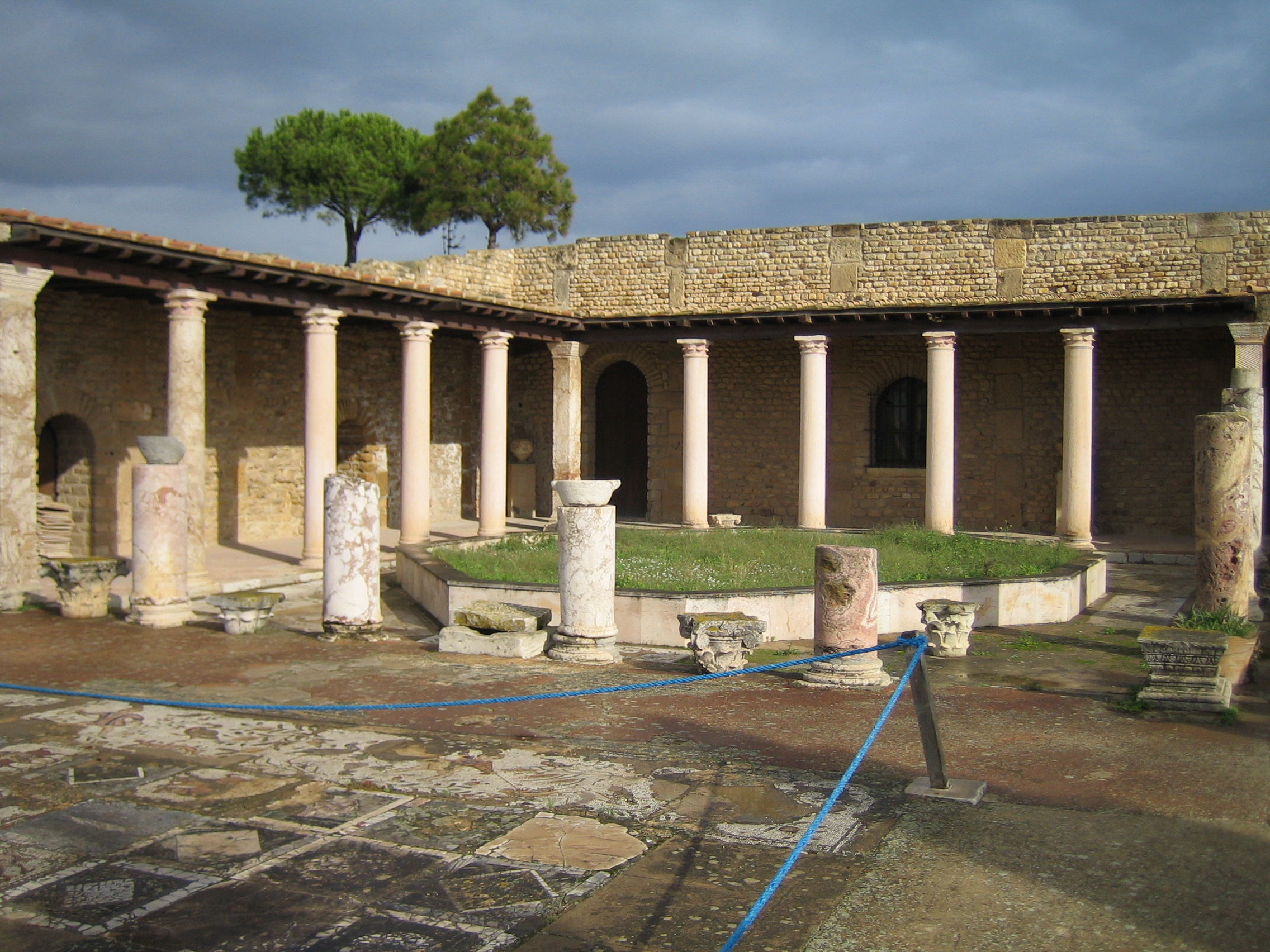
Villa de la volière.
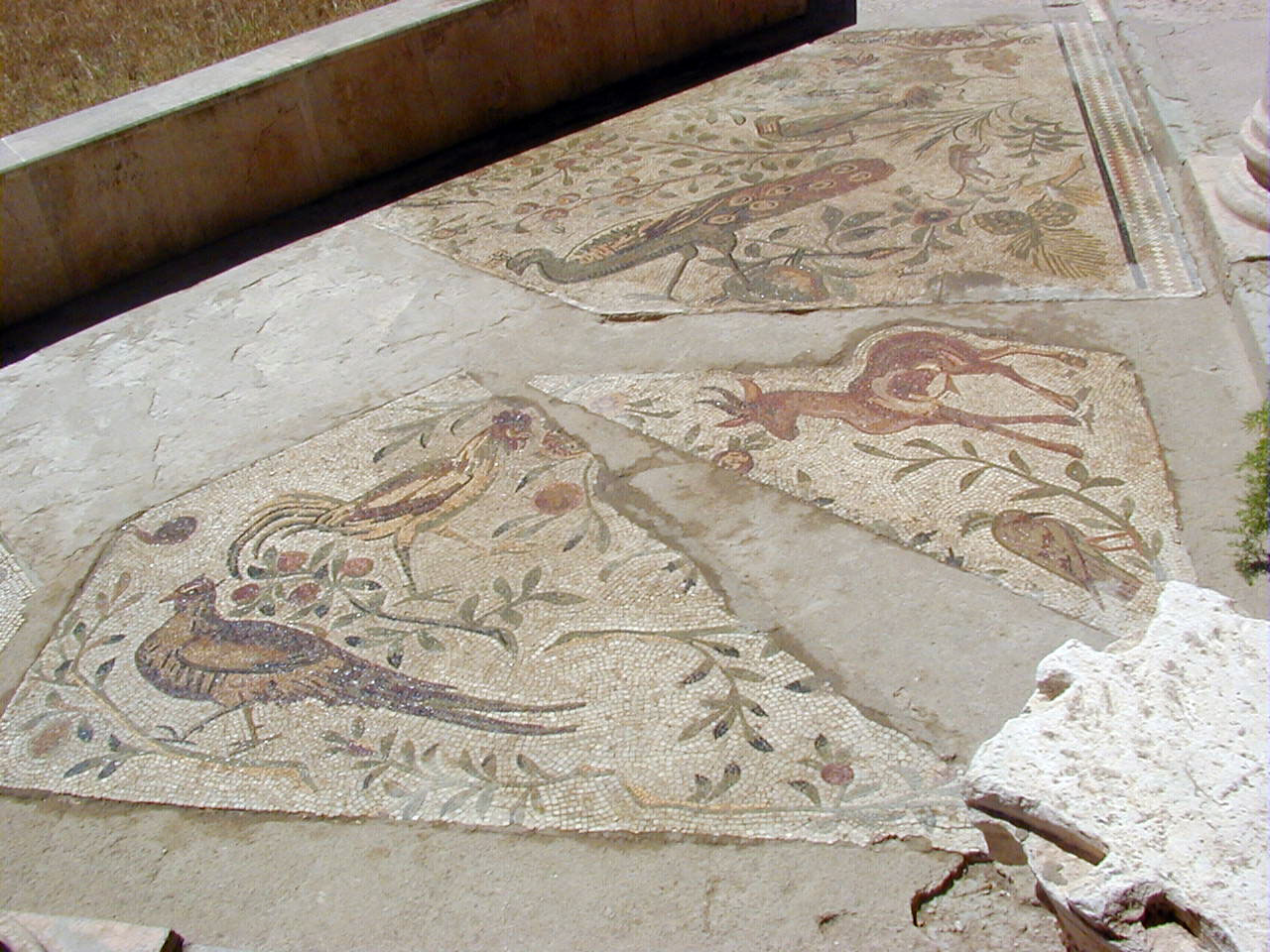
Mosaïque de la volière.
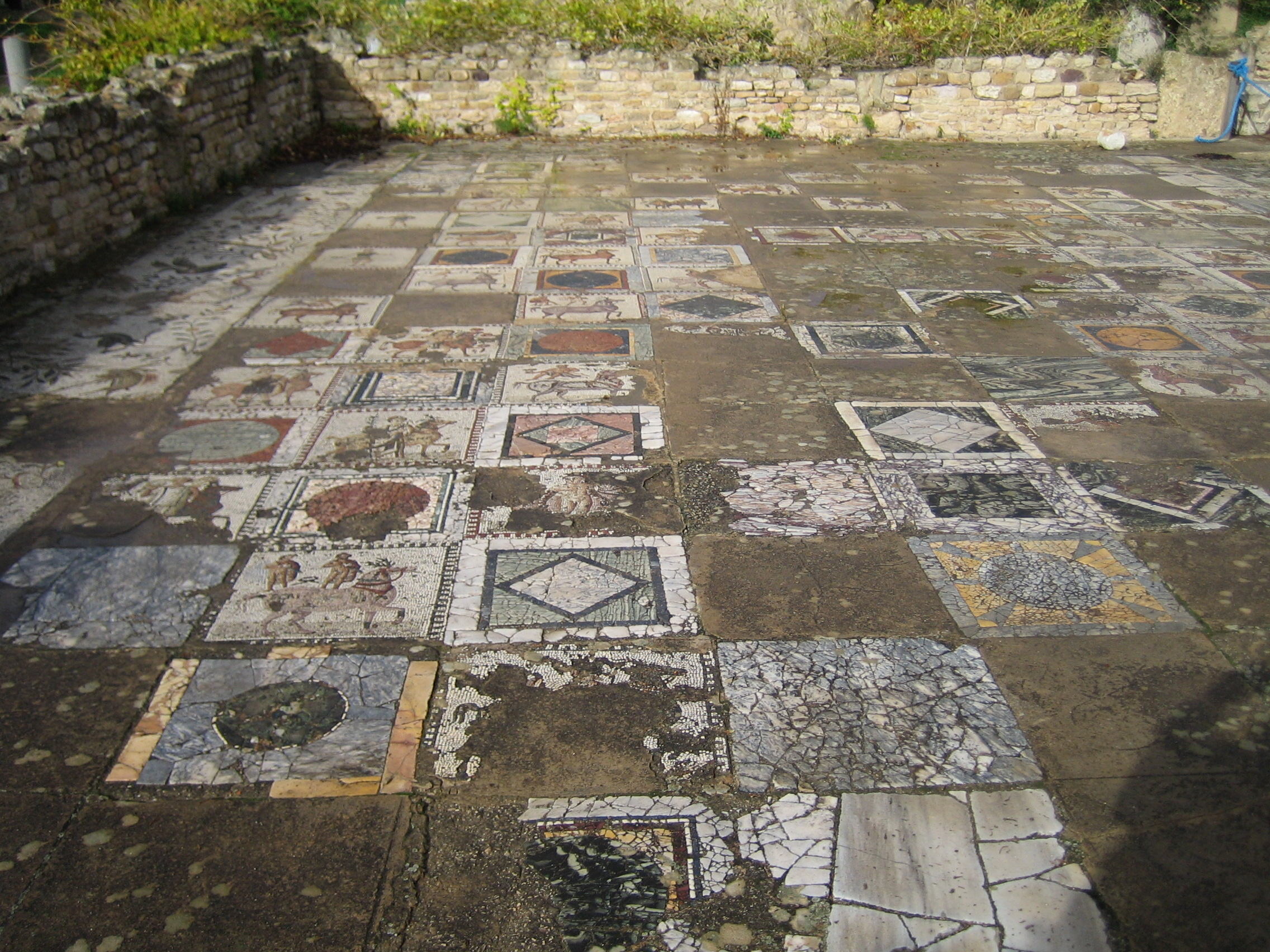
Mosaïque des chevaux.
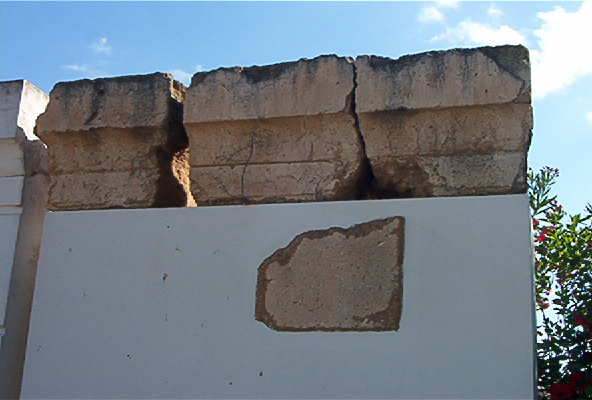
Éléments supérieurs de la muraille punique entourant le quartier Magon.
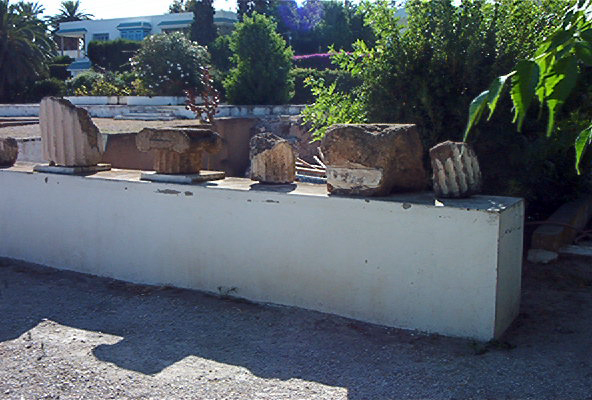
Éléments lapidaires puniques (fragments de colonnes).
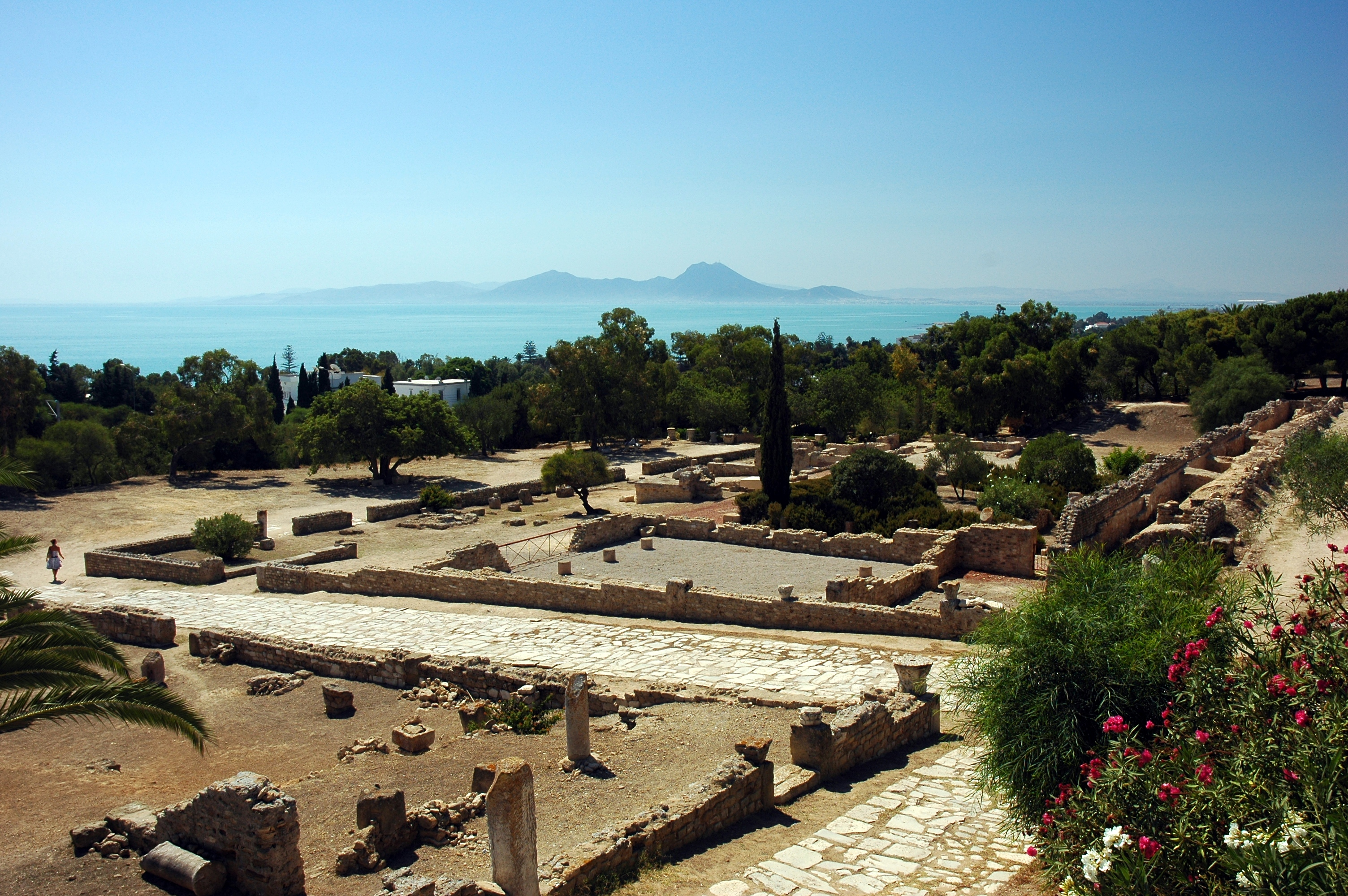
Quartier des villas romaines avec la villa au cryptoportique à droite.
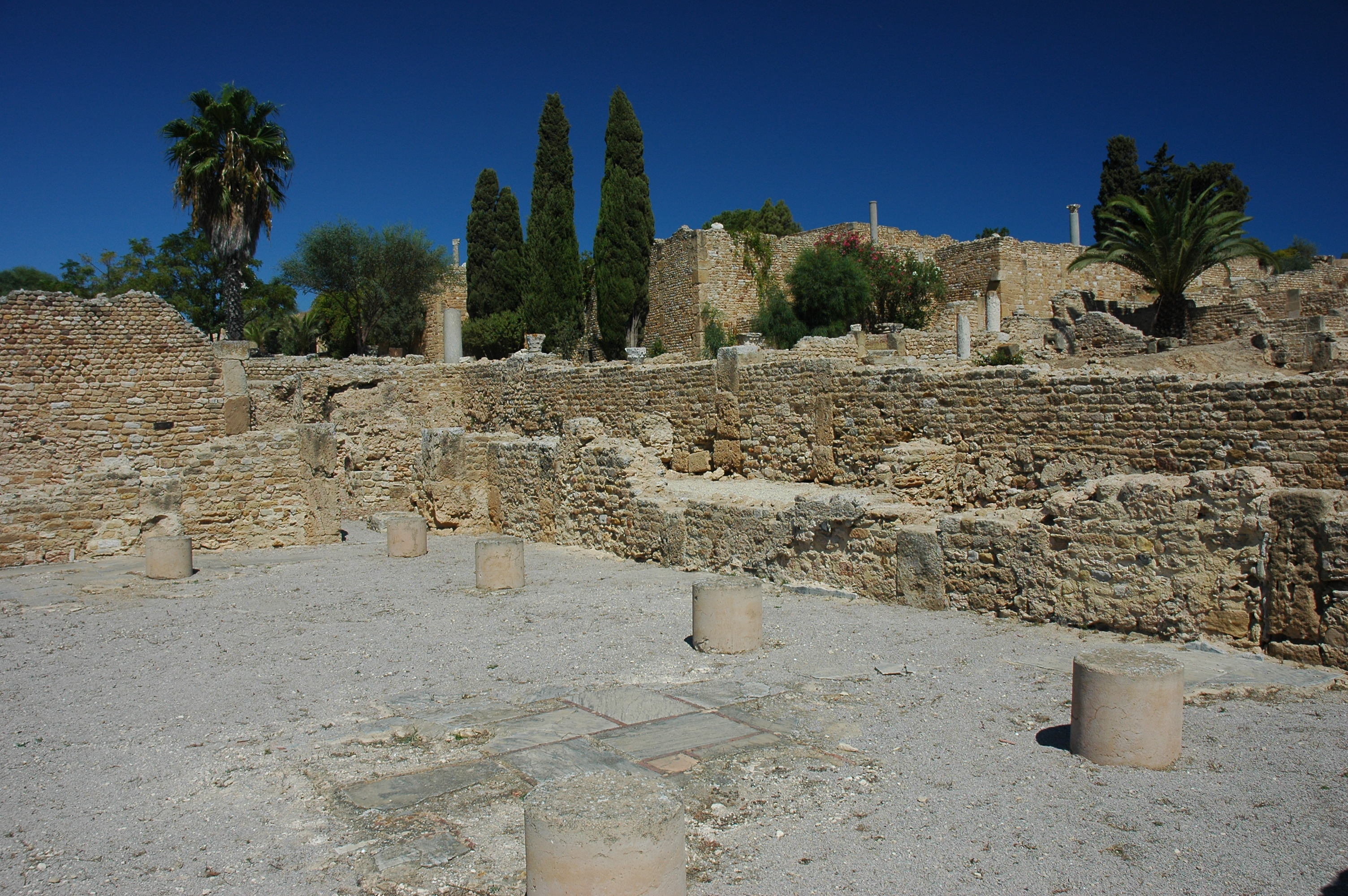
Aperçu d'une partie du quartier dit des villas romaines.

### Byrsa
Sur le sommet de la colline de Byrsa, emplacement du forum romain, a été mis au jour un quartier d'habitation punique du dernier siècle d'existence de la ville, daté plus précisément du début du IIe siècle. Il a été fouillé par l'archéologue français Serge Lancel. La visite de ce site est intéressante pour qui ne peut se rendre à Kerkouane (cité punique du cap Bon). En effet, l'organisation du quartier et des habitations entre magasins et espaces privés est particulièrement significative.

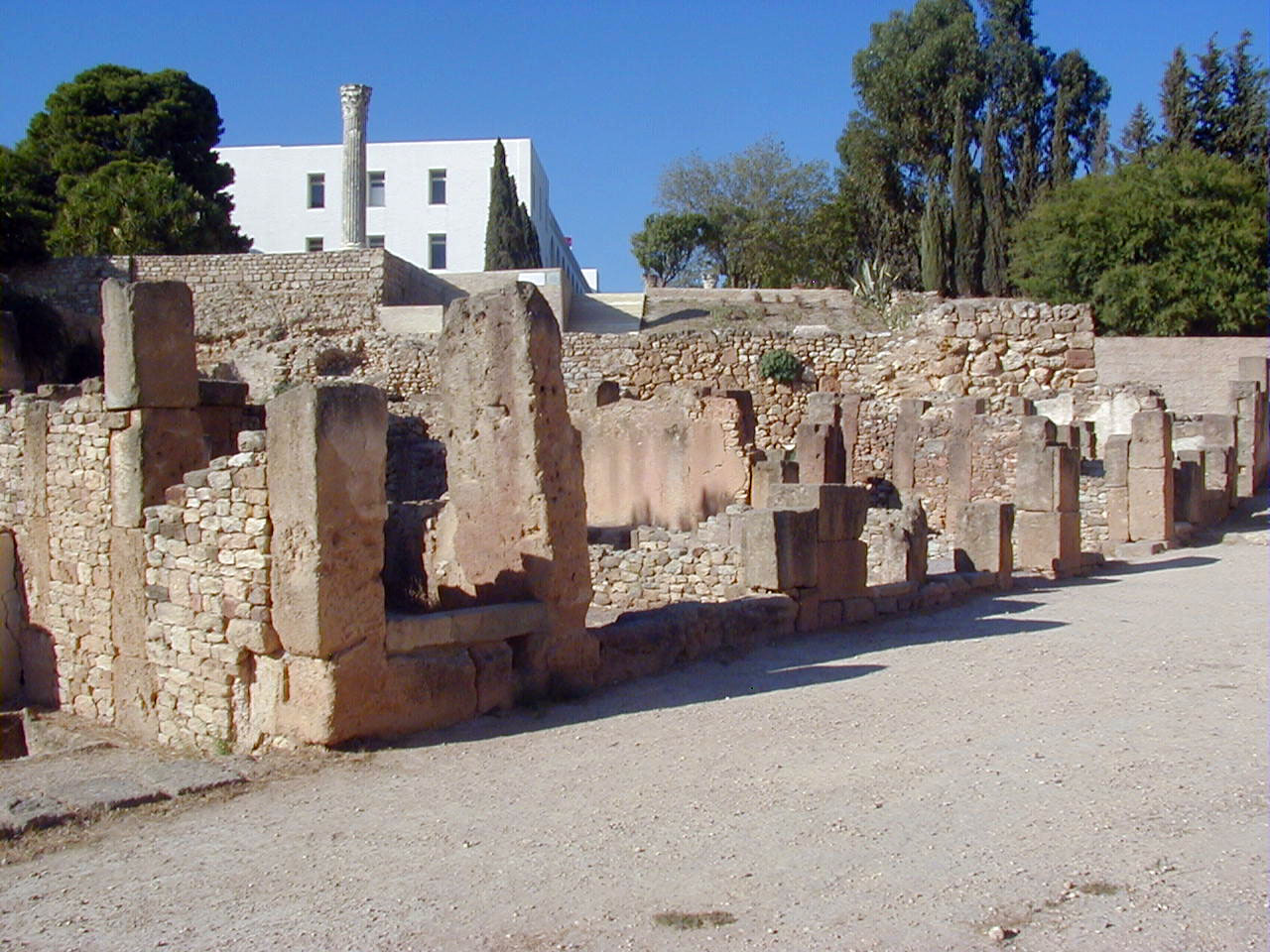
Quartier punique de Byrsa.

L'habitat est typique et même stéréotypé, avec un local sur la rue pouvant être utilisé comme magasin, une citerne étant installée au sous-sol afin de récupérer l'eau destinée à l'utilisation domestique, et un long couloir sur le côté droit qui mène à une cour percée d'un puisard et autour de laquelle se succèdent de petites pièces en nombre variable. Certains sols sont couverts de mosaïques dites pavimenta punica, au milieu parfois d'un mortier rouge caractéristique.
Les vestiges ont été conservés grâce aux remblais romains, substruction du forum dont les piles de fondations parsèment le quartier. Les différents îlots d'habitation sont séparés par des rues orthogonales, d'une largeur approximative de six mètres, dont la chaussée est constituée de terre battue. On remarque aussi in situ des escaliers destinés à compenser le dénivelé de la colline. Ce programme édilitaire, qui a nécessité une organisation et une volonté politique, a inspiré le nom du quartier, baptisé « quartier Hannibal » en référence au suffétat du grand général au début du IIe siècle av. J.-C.

### Magon
Non loin de la mer, une zone de la ville punique a été fouillée par des archéologues allemands. Ils y ont découvert un pan du rempart qui protégeait la cité au Ve siècle av. J.-C. ainsi que tout un quartier d'habitation dont ils ont pu décrypter l'évolution durant les deux siècles précédant la destruction de 146 av. J.-C.. Même si le site est ouvert aux touristes, il reste difficile d'interprétation pour les non-spécialistes. Néanmoins, les fragments de colonnes puniques ainsi que plusieurs éléments supérieurs de la muraille du front de mer sont des témoignages émouvants quoique ténus. On y voit notamment une villa à péristyle.
Les archéologues ont pu déterminer un schéma d'organisation urbaine dès les aménagements les plus anciens dont on ait gardé les traces, avec des rues larges de trois mètres environ et une exception notoire : une vaste rue de neuf mètres de large se dirigeant vers une « porte marine » ouverte dans le rempart.
Dans un petit antiquarium sont exposées des restitutions du site à diverses époques de la ville punique ainsi qu'une maquette d'un puits d'extraction de blocs de pierre qui se trouve à El Haouaria.

### Villas romaines et Kobba Bent el Rey

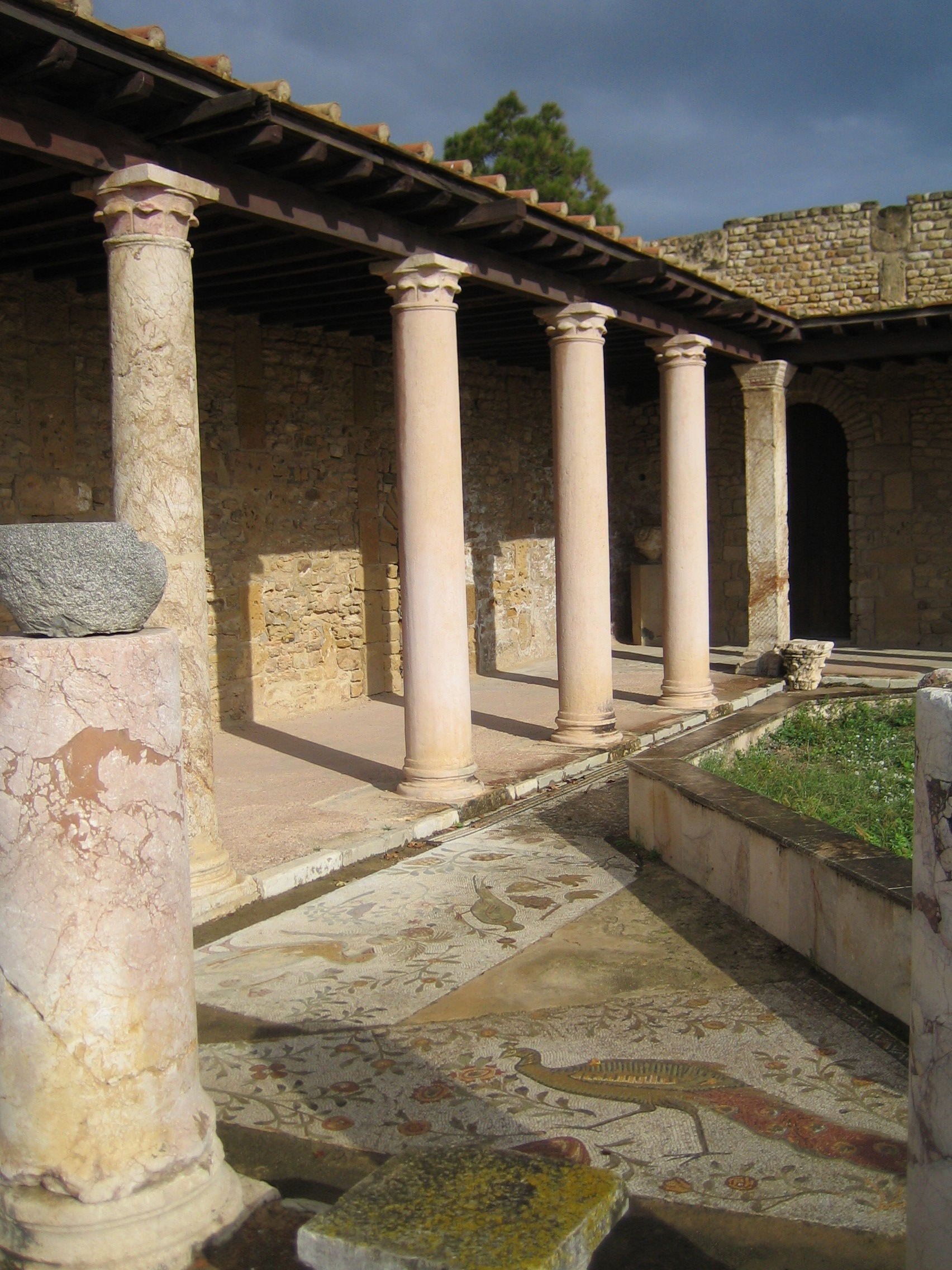
Atrium de la villa de la volière.

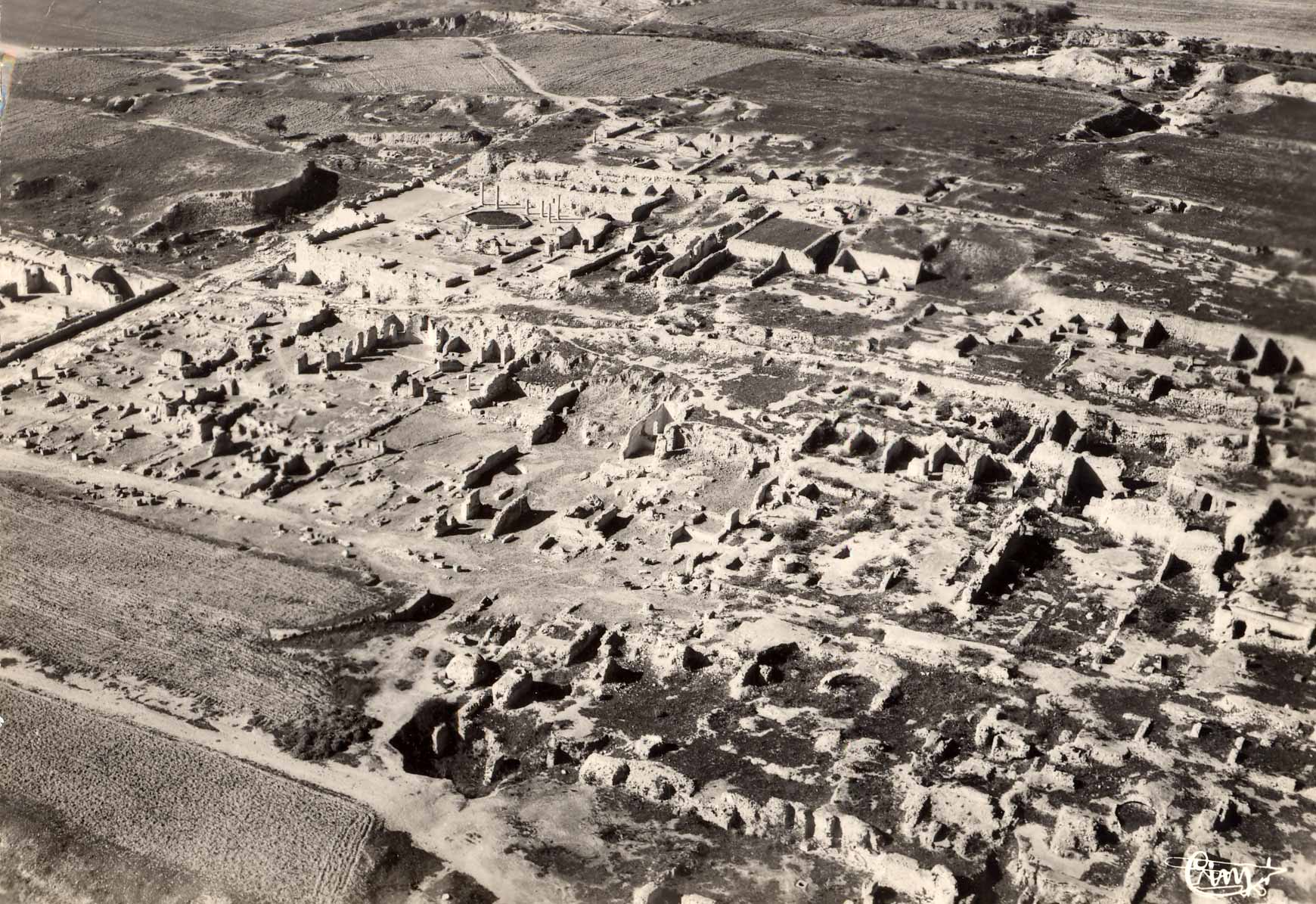
Vue aérienne du site des villas romaines en 1950.

À proximité du théâtre a été mise au jour une zone constituant de nos jours le parc dit des « villas romaines ». Il abrite, outre la célèbre « villa de la volière », du nom de la mosaïque principale qui la décore, de nombreux vestiges significatifs liés à la topographie des lieux. La pente à cet endroit est assez forte et certains éléments intéressants de plusieurs villas ont été dégagés, dont un cryptoportique qui abritait une partie des objets que l'on peut voir aujourd'hui dans les collections épigraphiques du musée national du Bardo.
La « mosaïque de la volière » est située dans la villa du même nom, autour d'une cour à colonnade, et figure des oiseaux parmi les feuillages. Cet édifice daté du IVe siècle a fait l'objet d'une restauration soignée. Tant par son plan faisant la part belle aux salles de réception que par son décor, en particulier de mosaïques, la richesse du propriétaire transparaît dans ce qui reste l'un des exemples les plus parlants sur le site de Carthage.
La « mosaïque des chevaux », replacée non loin de cette villa, est un mélange de mosaïques et de panneaux de marbre de diverses origines où alternent les carrés de marbre en opus sectile et les mosaïques de chevaux dont le nom est suggéré par une sorte de rébus.
Vers l'arrière du parc se trouvent les vestiges de la basilique Damous El Karita ainsi que ceux d'un monument circulaire dont la destination demeure mystérieuse. Sur la colline de Bordj Djedid, dans l'enceinte du lycée de Carthage, persiste une belle construction voûtée souterraine dénommée actuellement Kobba Bent el Rey ; elle est datée des années 320-340. Cette bâtisse, en dépit d'une incertitude sur sa destination originelle, est considérée comme l'élément à finalité résidentielle la mieux préservée du site de Carthage.

## Cité des morts
Les nécropoles de la cité antique sont assez difficiles à reconnaître sur le site actuel, les seuls vestiges relativement significatifs découverts et encore visibles étant un certain nombre de tombes puniques présentes en particulier dans le parc des thermes d'Antonin et sur le flanc sud de la colline de Byrsa. Il faut signaler que la redécouverte de la cité et de la civilisation punique a longtemps été tributaire des seules fouilles de nécropoles.

Aperçu de tombes des diverses nécropoles
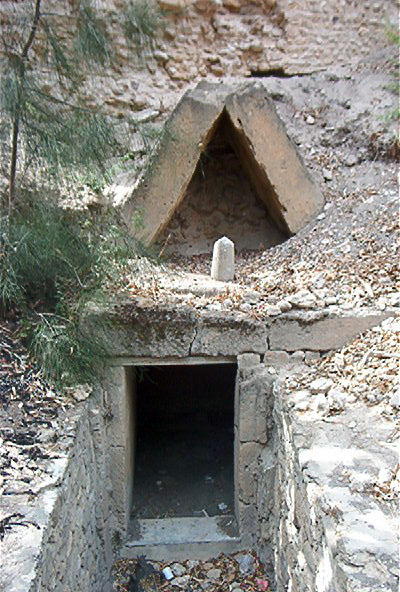
Tombe punique du parc des thermes d'Antonin.
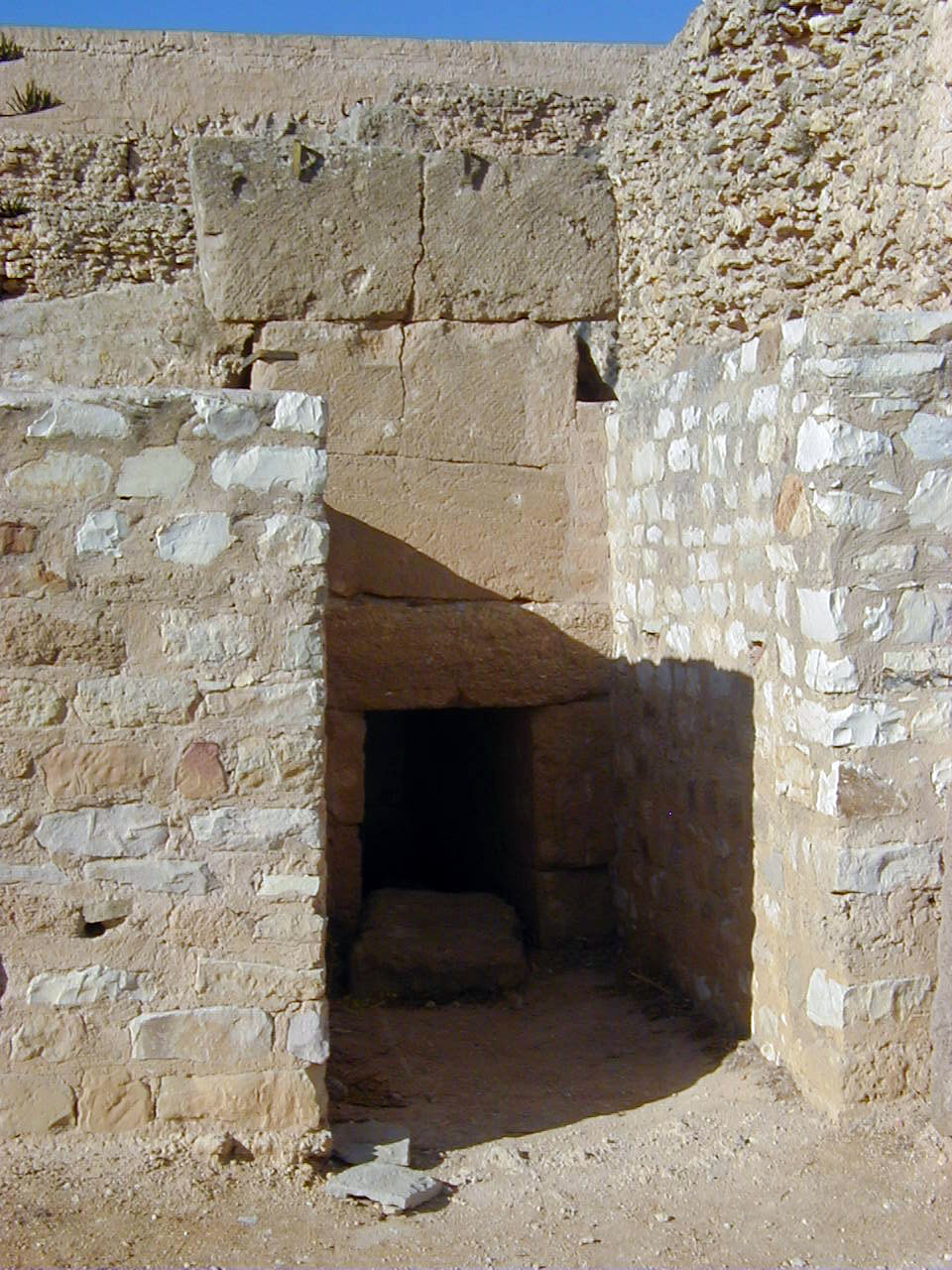
Tombeau punique du flanc sud de Byrsa.
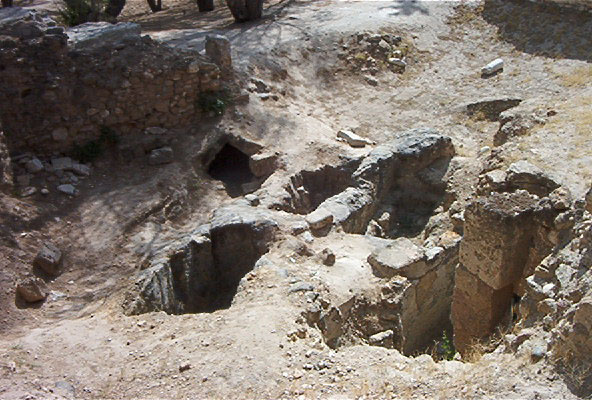
Tombes puniques du parc des thermes d'Antonin.

### Rites funéraires, inhumation et incinération à Carthage
Le rite de l'inhumation domine à Carthage à l'époque haute, en relation avec « un mélange important de la population avec les indigènes libyens » selon Serge Lancel, même si l'incinération existe dans certaines nécropoles de la cité punique. La crémation est le signe de la fidélité à une tradition ancienne de Phénicie et a lieu ailleurs qu'au lieu de sépulture. Aucun ustrinum n'est connu. Les défunts incinérés sont placés dans des amphores et ceux inhumés dans des fosses ou des puits le sont, soit en cercueil soit à même le sol. Les défunts inhumés sont allongés sur le dos obéissant ce faisant à « la tradition orientale ». Les populations libyques placent quant à eux leurs défunts en position de « décubitus latéral fléchi ».
L'incinération domine à Carthage à partir du Ve siècle av. J.-C. soit pour un motif spirituel soit pour des raisons de manque de place selon Serge Lancel, les nécropoles anciennes étant désaffectées pour faire place à la croissance urbaine ; cependant « l'inhumation dans de grandes chambres funéraires subsiste ». Les dotations en mobilier évoluent également, entre des tombes dotées et d'autres ne disposant que de peu de choses pour accompagner les défunts, en relation avec deux croyances relatives à l'outre-tombe selon Hélène Bénichou-Safar. Les restes des personnes incinérées sont déposés dans des ossuaires. La coexistence des rites relevée à Carthage est également relevée sur le site archéologique de Motyé.
Lors de leurs funérailles, les défunts sont enveloppés dans un linceul et déposés sur une banquette ou dans un cercueil voire des auges. Ils peuvent en outre être inhumés dans des vêtements d'apparat, avec des fibules.
Les corps étaient peut-être lavés au préalable, une préparation résineuse étant versée sur le corps et déposée comme « pratique conservatoire ». Cette pratique constatée dans la nécropole des Rabs est datée de la fin du IVe siècle av. J.-C.- début IIIe siècle av. J.-C..
Les corps sont déposés dans la tombe au moyen de cordes passant dans la cheminée funéraire. Une cérémonie funéraire peut avoir eu lieu avec des rituels liés à Déméter, divinité de la fécondité et de l'immortalité, au culte dionysiaque ou d'autres cultes destinés aux morts. De l'encens ou des parfums ont pu être brûlés, un petit animal pouvant en parallèle être sacrifié. Hélène Bénichou-Safar signale que rien ne peut prouver l'existence de banquets funéraires ni de cortèges de pleureuses, même si pour cette dernière tradition des témoignages tardifs existent. Un culte est peut-être rendu aux morts et les nécropoles sont perçues alors comme une « aire sacrée (...) inviolable, à l'instar des sanctuaires divins ».
L'intérieur des sépultures possède des accessoires, niches et banquettes de formes très variées. Certains tombeaux comportent jusqu'à huit défunts et sont « un caveau de famille ». Après la cérémonie, les puits ont pu être comblés de sable blanc ou de sable rouge en provenance de l'actuel Sidi Bou Saïd, ou alors posséder un système d'obturation de dalles. 10 à 15% des défunts inhumés l'ont été réalisées dans un sarcophage de pierre, soit directement, soit dans une structure en bois de type cercueil.

### Nécropoles de Carthage et organisation

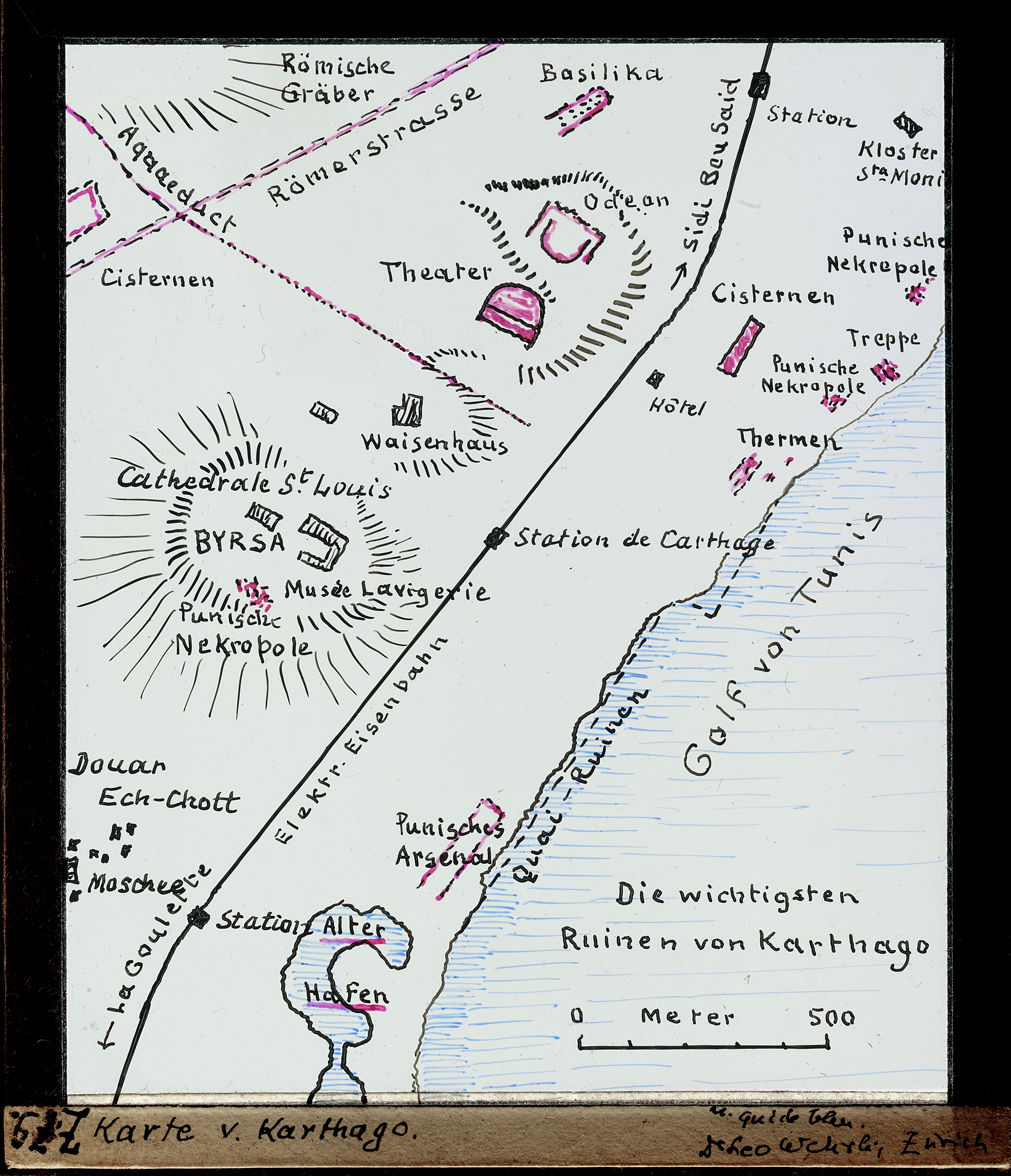
Ancien plan de Carthage daté du milieu du XXe siècle.

Les nécropoles de Carthage ont pu couvrir environ 60 ha et Salah-Eddine Tlatli donne à la cité punique une superficie supérieure à 300 ha. Hélène Bénichou-Safar recense dans son ouvrage publié en 1982 et prenant en compte les travaux jusqu'en 1977 plus de 3 000 tombes fouillées pendant un siècle sur le site archéologique de Carthage. M'hamed Hassine Fantar pense que ce chiffre peut aller jusqu'à 3 500. Les fouilleurs de la nécropole des Rabs ont exploré sur ce seul site environ 1 000 caveaux, qui étaient alignés.
Les premières nécropoles de Carthage sont localisées sur les collines de Byrsa, Junon, Dermech et Douimès du VIIIe au Ve siècle av. J.-C. À partir du IVe siècle av. J.-C., des nécropoles occupent les collines du théâtre, de l'odéon et de Sainte-Monique mais également des secteurs plus proches de la mer, comme au lieu-dit Ard el-Khéraïb.

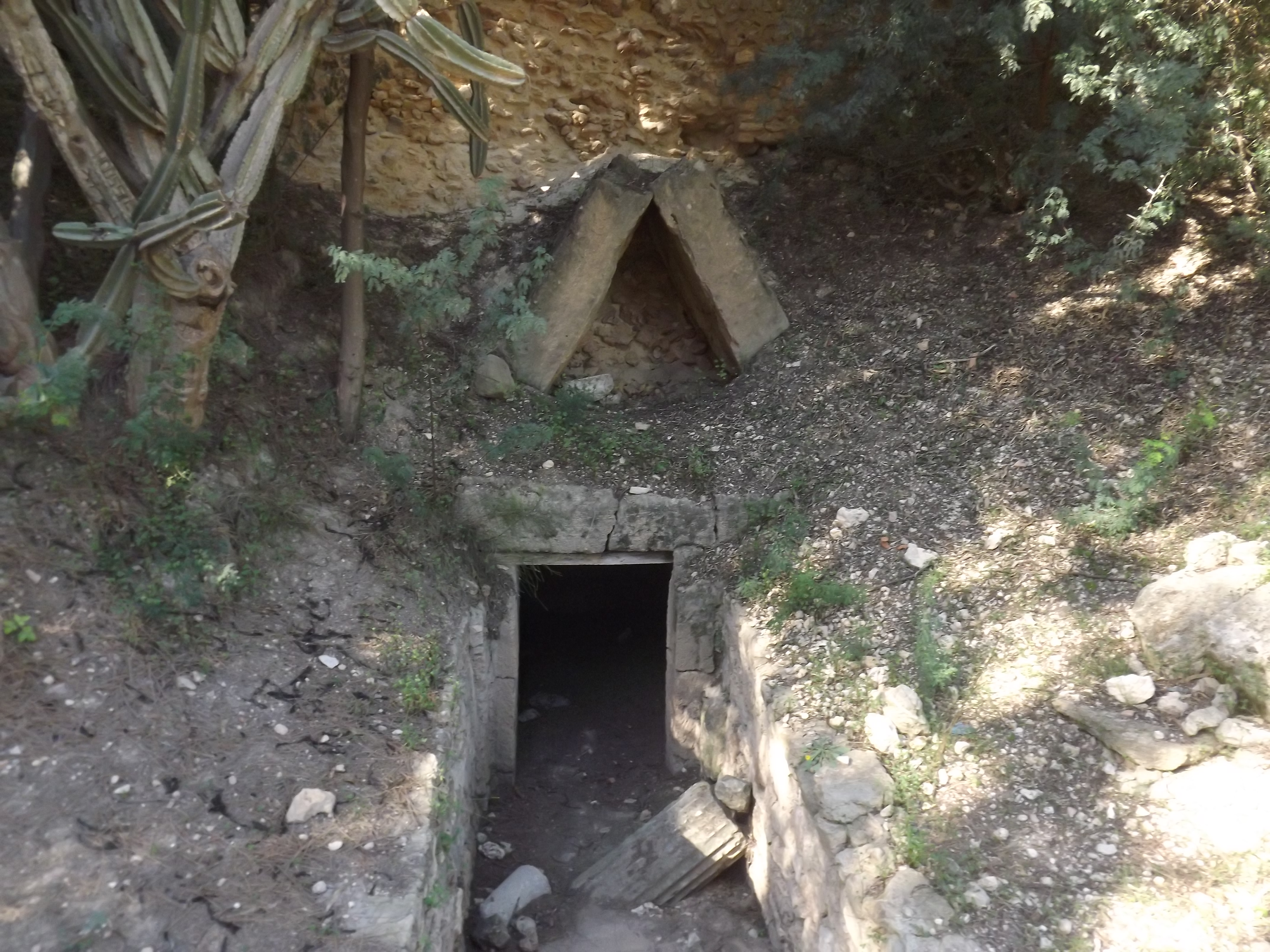
Accès d'une tombe à dromos dans le parc des thermes d'Antonin (image d'illustration).

L'accès aux chambres se fait soit par des puits soit par des accès de type dromos. Le plafond des tombes les plus riches peut éventuellement posséder un lambris de bois comme dans la tombe de Yada'milk constitué de bois d'essences variées des forêts de Kroumirie ou de Cyrénaïque mais au caractère imputrescible.

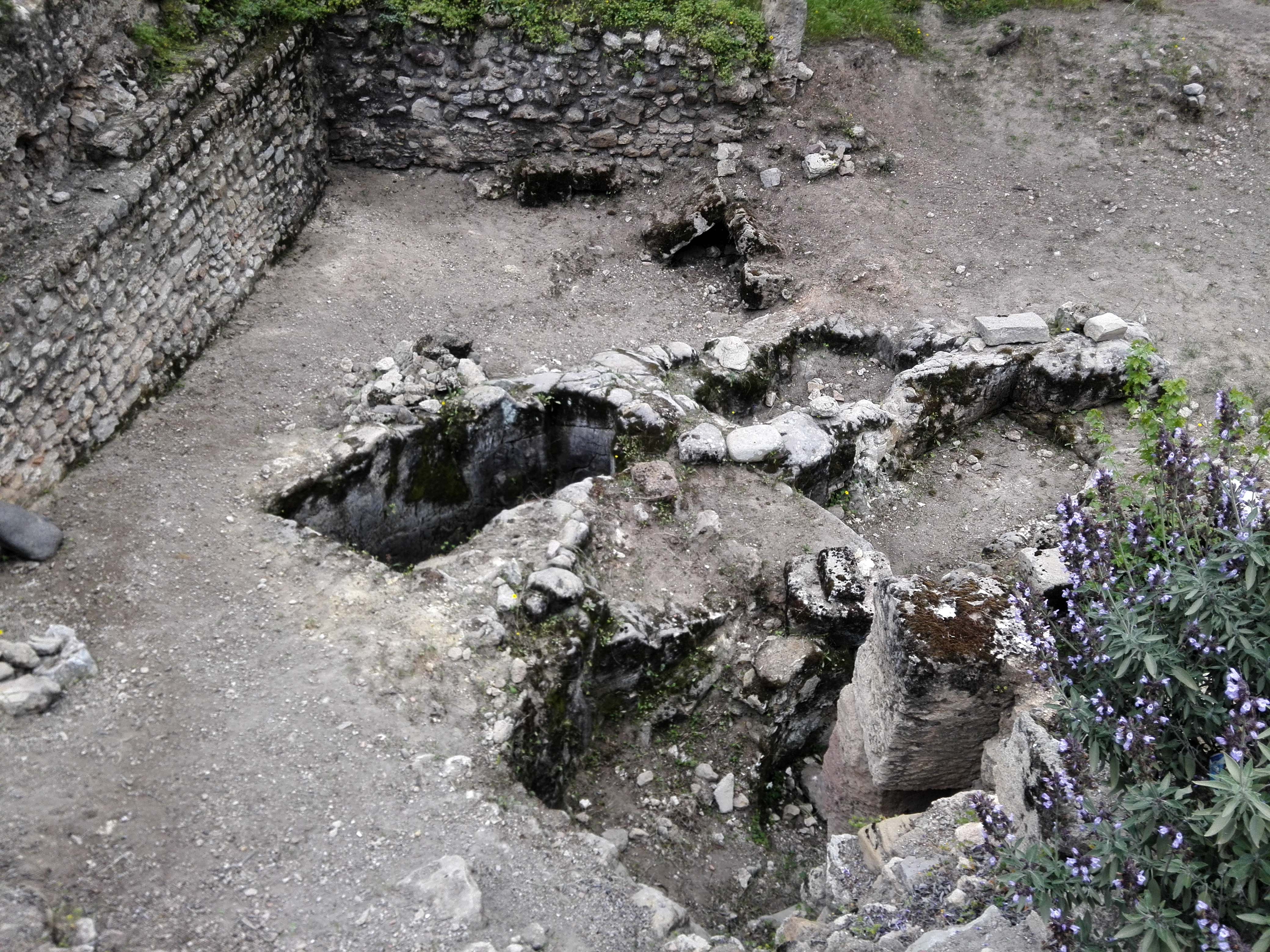
Groupes de tombes à puits dans le parc archéologique des thermes d'Antonin (image d'illustration).

À partir du VIe siècle av. J.-C., les tombes à puits apparaissent à Carthage, d'une profondeur variée. Selon Abdelmajid Ennabli la nécropole des Rabs est occupée du Ve au IIe siècle av. J.-C. mais surtout au IVe-IIIe siècle av. J.-C. Un tiers des tombes datent du IVe et deux tiers du IIIe siècle av. J.-C.. Selon Salah-Eddine Tlatli, la nécropole de la colline de Sainte-Monique est datée du IIIe siècle av. J.-C.. Les puits sont profonds en moyenne de 12 m dans cette nécropole mais peuvent être beaucoup plus profonds, jusqu'à 27 m. Des entailles réalisées dans le puits permettent aux personnes souhaitant monter ou descendre de poser les pieds . La profondeur des puits est une question de sécurité contre les voleurs mais aussi de prestige, voire obéit alors à des motifs religieux.
La baie d'accès aux chambres funéraires de 1,32 m sur 0,63 m peut comporter une console sculptée dans la roche. Les tombes ont été creusées avec plus ou moins de soin. Le sol peut être constitué de roche, terre battue ou sable. Les murs des chambres funéraires sont taillés soigneusement, enduits de stuc avec parfois de la poudre de marbre.
Les nécropoles évoluent au fil du temps, des zones étant réservées « à des collèges religieux, des familles ou des « clans » ». Les tombes passent donc d'un caractère individuel à un caractère collectif. Les puits peuvent donc peu à peu comporter plusieurs chambres funéraires, destinées par exemple à des couples. Ces chambres mesurent 2,20 m sur 2,80 m sur une hauteur de 1,90 m.
L'emplacement de la sépulture est marqué par une pierre ou un cippe, pourvu ou non d'inscriptions destinées à « prolonger le souvenir du défunt ». Les « monuments extérieurs » avaient disparu lors des fouilles. Il y a peut-être eu dans la nécropole des édifices monumentaux, des mausolées comme celui de Dougga, Sabratha ou le Medracen parmi d'autres exemples parvenus jusqu'à nous ; en effet des éléments d'architecture ont été retrouvés lors des fouilles sur le site d'Ard el-Khéraïb ou Byrsa. Alfred Louis Delattre a décrit un édifice recouvrant plusieurs puits funéraires. La ville peut disposer durant l'antiquité de carrières situées non loin ; en effet les pierres peuvent être transportées depuis les carrières du Cap Bon à travers le Golfe de Tunis, puis taillées sur place.
Les stèles anthropomorphes utilisées à partir du IVe siècle av. J.-C. ont également été retrouvées, figurant un personnage dans une attitude de prière. Les tombes sont creusées en prenant en compte la nature de la roche. Certaines parois sont pourvues d'un décor d'enduits de stuc, et Alfred Louis Delattre a noté une corniche à l'entrée d'une chambre voire dans les chambres.
Des inscriptions funéraires ont été retrouvées surtout dans le « quartier aristocratique de la Ville des Morts ». Ces épitaphes sont parfois gravées sur des dalles incrustées à l'entrée des tombes et destinées à les fermer, sur des tablettes de pierre encastrées en forme de « parallélépipède rectangle », ce sont des « remarquables spécimens de calligraphie punique ».

### Nécropoles puniques
Les tombes puniques qui ont fait l'objet d'une identification, d'un nombre supérieur à 3 500, sont relativement disséminées dans la ville et forment une sorte d'arc de cercle au milieu duquel se situait l'habitat :

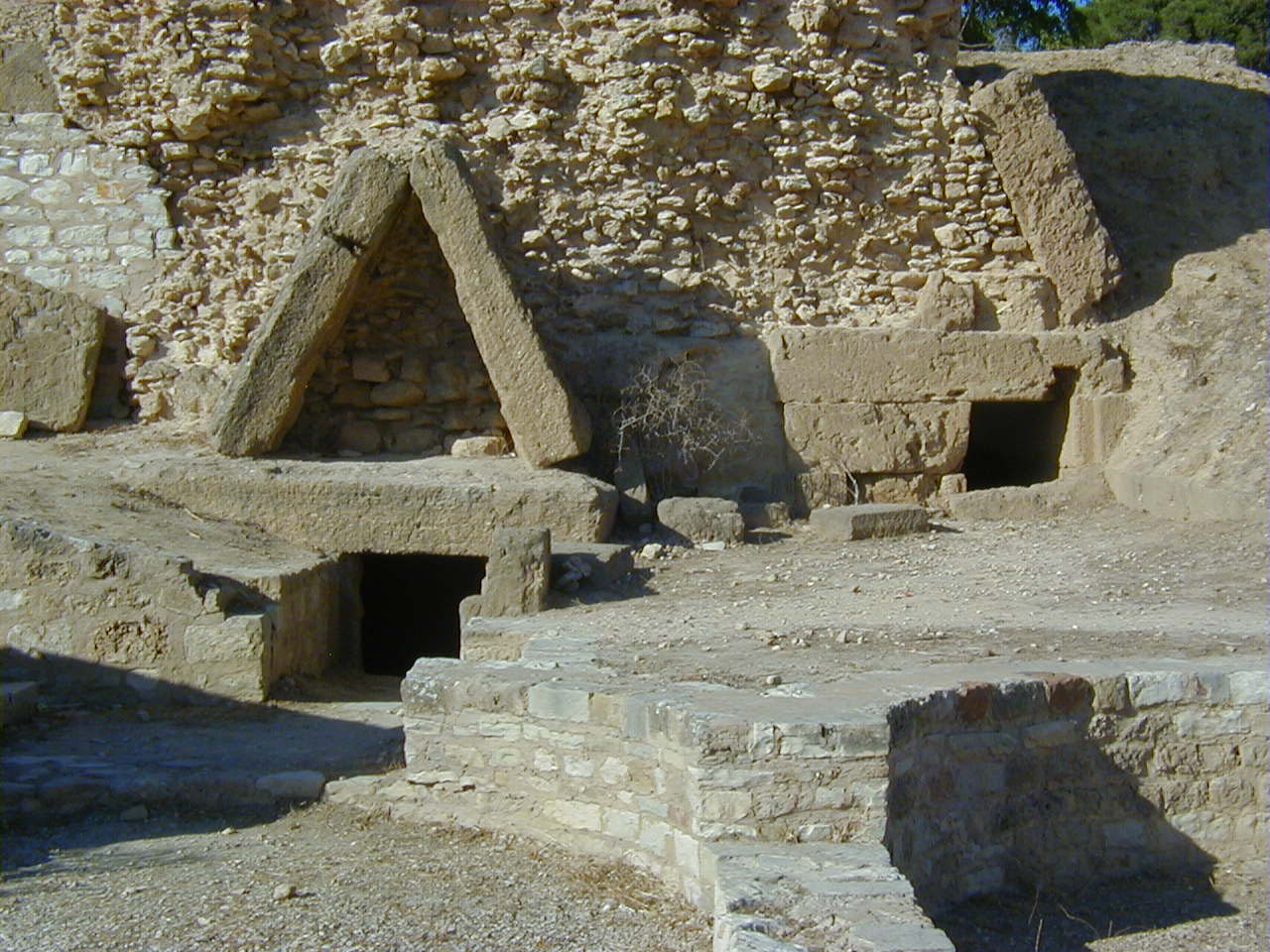
Tombeau punique du flanc sud de Byrsa.

- flanc sud de la colline de Byrsa ;
- aire nord de l'actuel parc des thermes d'Antonin, les tombes étant antérieures au VIe siècle av. J.-C.[C 3] ;
- espace occupé par le parc actuel des villas romaines, la zone de l'odéon ainsi que la colline de Junon ;
- colline de Bordj Djedid et de Sainte-Monique avec la nécropole dite des Rabs (dont sont issus les deux sarcophages du prêtre et de la prêtresse), utilisée à partir du Ve siècle av. J.-C.-IVe siècle av. J.-C. et cela jusqu'à la destruction de la cité punique[C 4].

Leurs fouilles, qui ont donné lieu à des cérémonies mondaines à la fin du XIXe siècle, ont livré un important matériel : céramiques, masques et divers petits objets révélant des influences égyptiennes, l'influence hellénique devenant de plus en plus marquée à partir des Ve siècle av. J.-C.-IVe siècle av. J.-C. Une grande partie des fouilles concerne surtout des sépultures du VIIe siècle av. J.-C.. Les sépultures anciennes furent réutilisées au Ve siècle avant que de nouveaux espaces soient consacrés aux morts, selon le même schéma en arc de cercle souligné, les lieux étant situés intra muros.
Deux types de sépultures doivent être distinguées, l'une étant située au fond de puits parfois profonds d'une trentaine de mètres et contenant diverses chambres funéraires, l'autre étant constituée de bâtiments de type « tombe à dromos ». Une place à part doit être faite au tophet, qui offre la particularité d'être à la fois un cimetière et un sanctuaire.

### Nécropoles romaines et byzantines
Contrairement aux nécropoles puniques, celles de l'époque romaine se trouvaient hors des limites de la cité. Accessibles et transportables aisément, les éléments en élévation ont été — la plupart du temps — détruits ou réemployés. De ce fait, peu d'éléments funéraires restent désormais visibles.
Les fouilles récentes ont mis en évidence plusieurs cimetières, dont celui des officiales, réservé aux fonctionnaires de l'administration proconsulaire aux abords des citernes de La Malga.
Des mausolées avec bas-reliefs stuqués ont été anciennement mis au jour dans le même secteur et déposés au musée national du Bardo.

## Édifices publics
Des puissantes constructions publiques de l'époque punique, mentionnées par les textes dont nous disposons (citadelle de Byrsa et agora près des ports), aucune trace n'a traversé les siècles. Les vestiges existants concernent essentiellement l'époque romaine, en particulier les monuments les plus importants de la « Rome africaine », vestiges qui malgré leur présence restent peu significatifs de la grandeur passée de la cité.

Ruines de quelques édifices publics
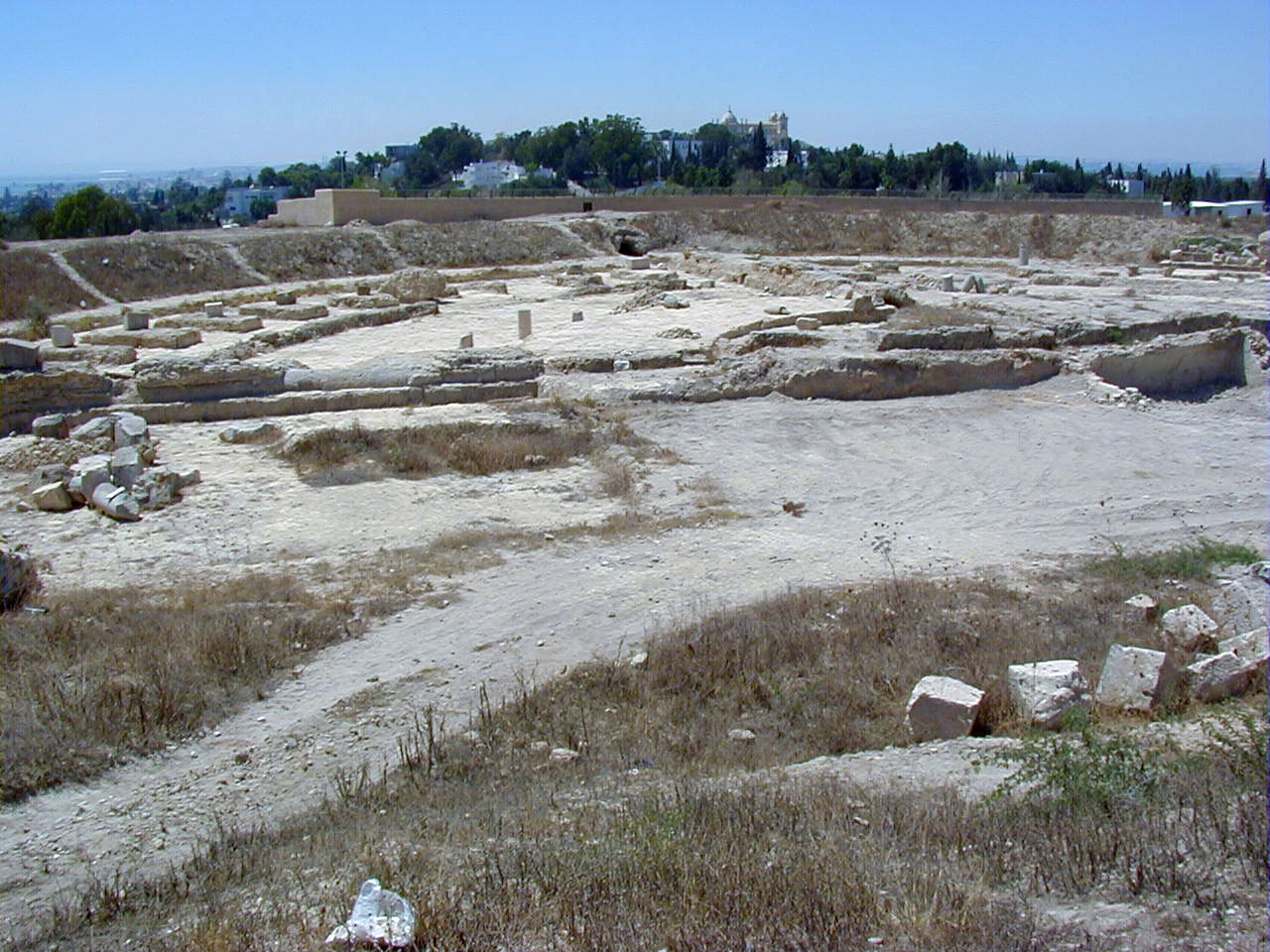
Ruines de l'odéon.
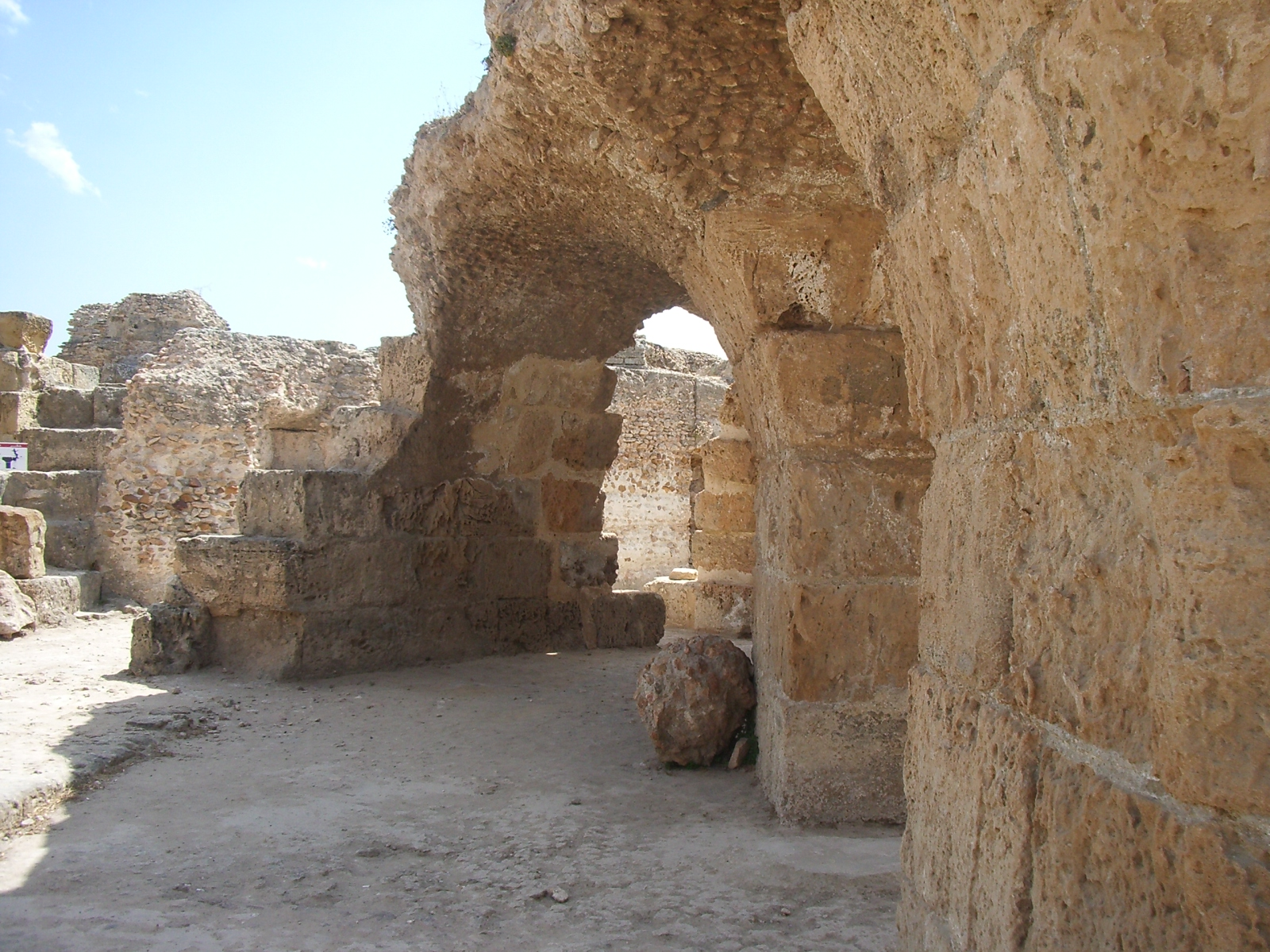
Partie des fondations des thermes d'Antonin.
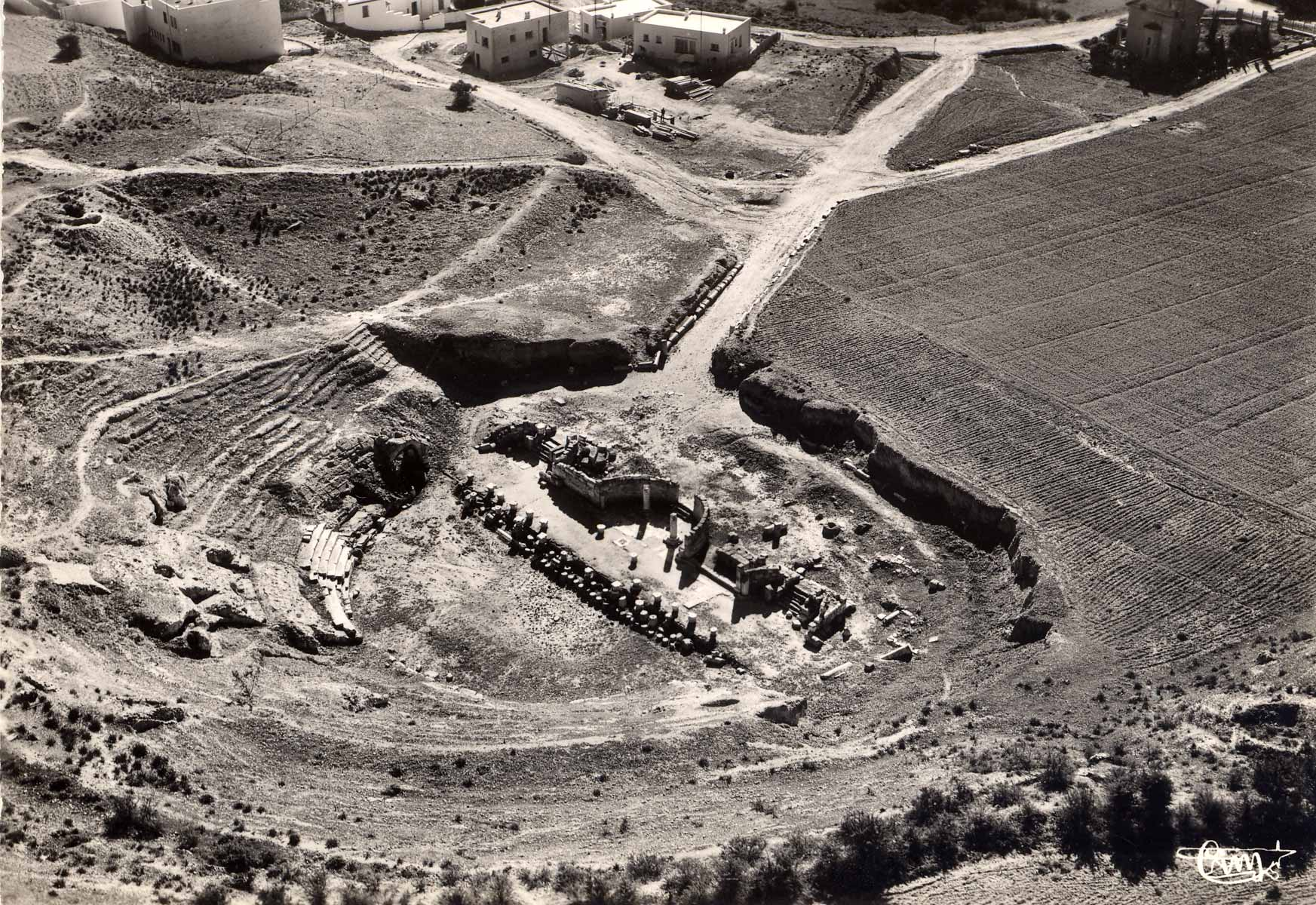
Vue aérienne du théâtre en 1950.
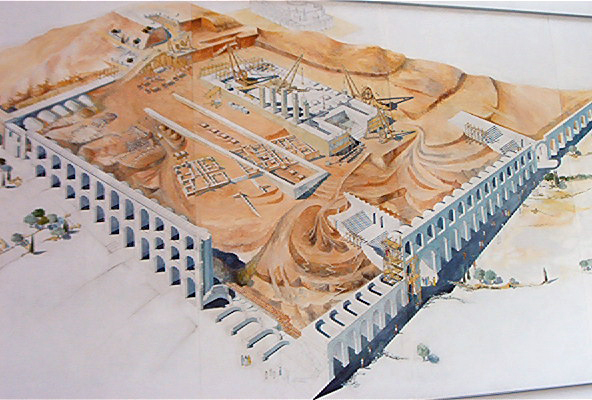
Terrassement romain de la colline de Byrsa.

### Byrsa à l'époque romaine
La colline de Byrsa a vu de vastes travaux d'urbanisation dès le début de la colonie romaine, la groma de la nouvelle Rome d'Afrique se trouvant au sommet. La grande plate-forme était occupée par les éléments du forum, capitole et basiliques civile et judiciaire bâtis dès la naissance de la colonie romaine. Une curie et un tabularium complètent la parure monumentale de la colline.

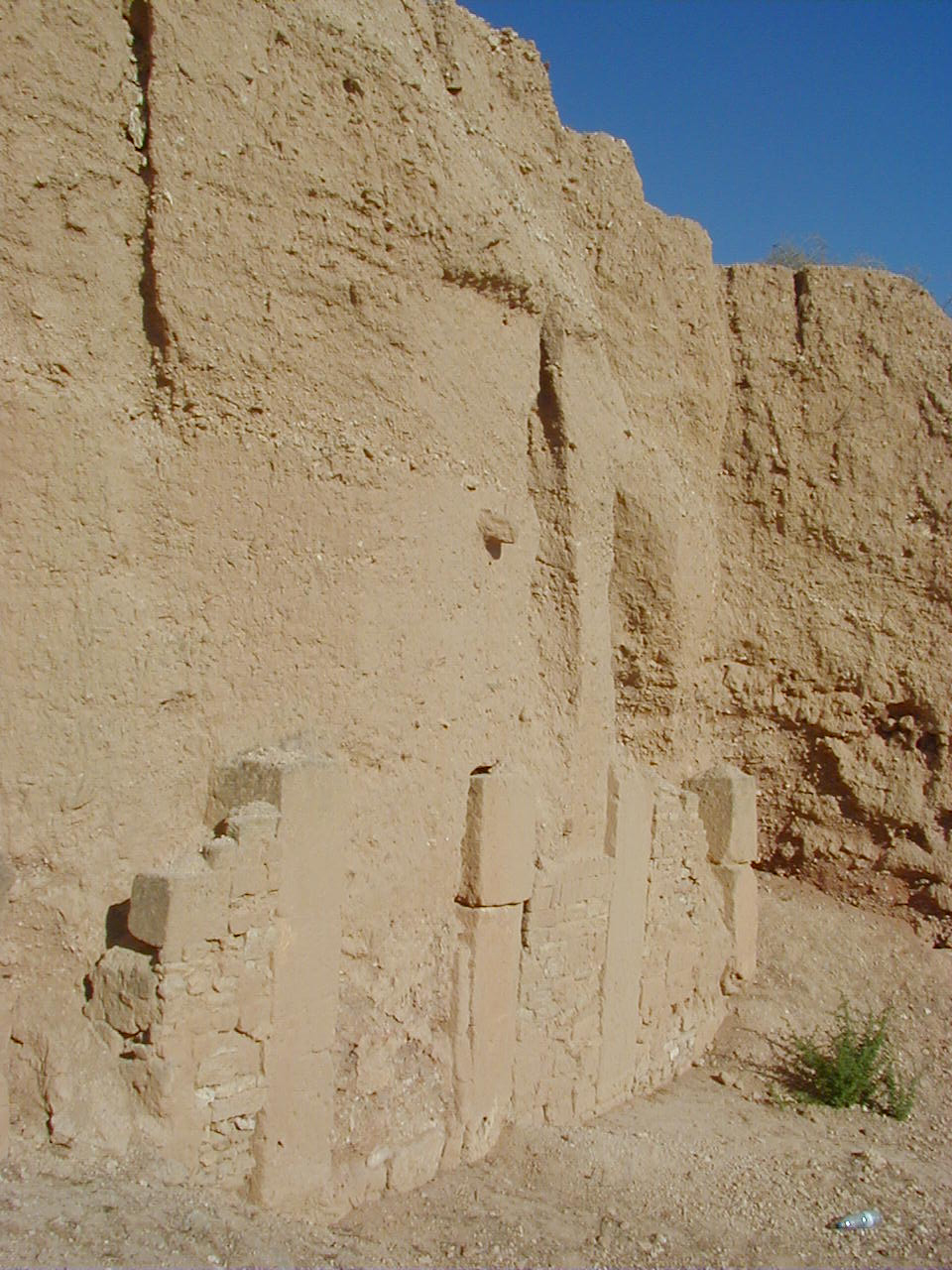
Remblais romain au-dessus des ruines puniques.

Les dernières recherches (notamment celles de Pierre Gros) ont mis en exergue le caractère éminemment politique de la parure monumentale de la Colonia Iulia et le décalage dans le temps entre ces constructions et l'expansion des bâtisses privées.
Toutefois, les fouilles sont très difficiles sur une telle surface, le site étant occupé par la cathédrale Saint-Louis et par les anciens bâtiments du couvent des pères blancs.
Une aquarelle montrant les travaux d'arasement de la colline par les Romains, ainsi qu'une maquette du forum, sont visibles au musée national de Carthage. Les vestiges conservés dans la zone du jardin archéologique sont extrêmement limités, les plus parlants étant ceux des absides découvertes par Beulé et ceux d'une basilique sur le flanc oriental de la colline.

### Théâtre et odéon
Le théâtre du IIe siècle a fait l'objet d'une importante restauration, les restes d'époque romaine étant très modestes. De l'édifice conçu pour accueillir 5 000 spectateurs ne subsistaient que de faibles ruines au début du XXe siècle, tant des gradins que de la scène ou du frons scaenae.

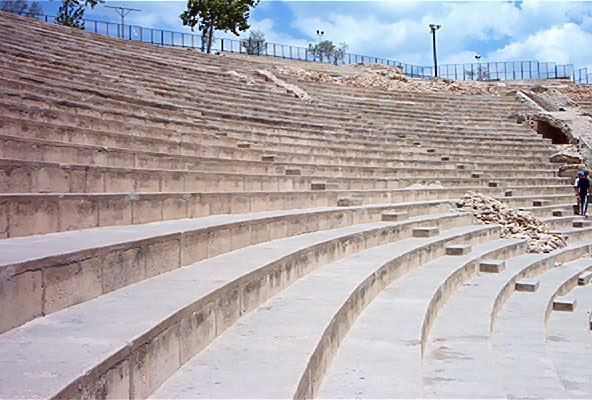
Vue des gradins restaurés du théâtre.

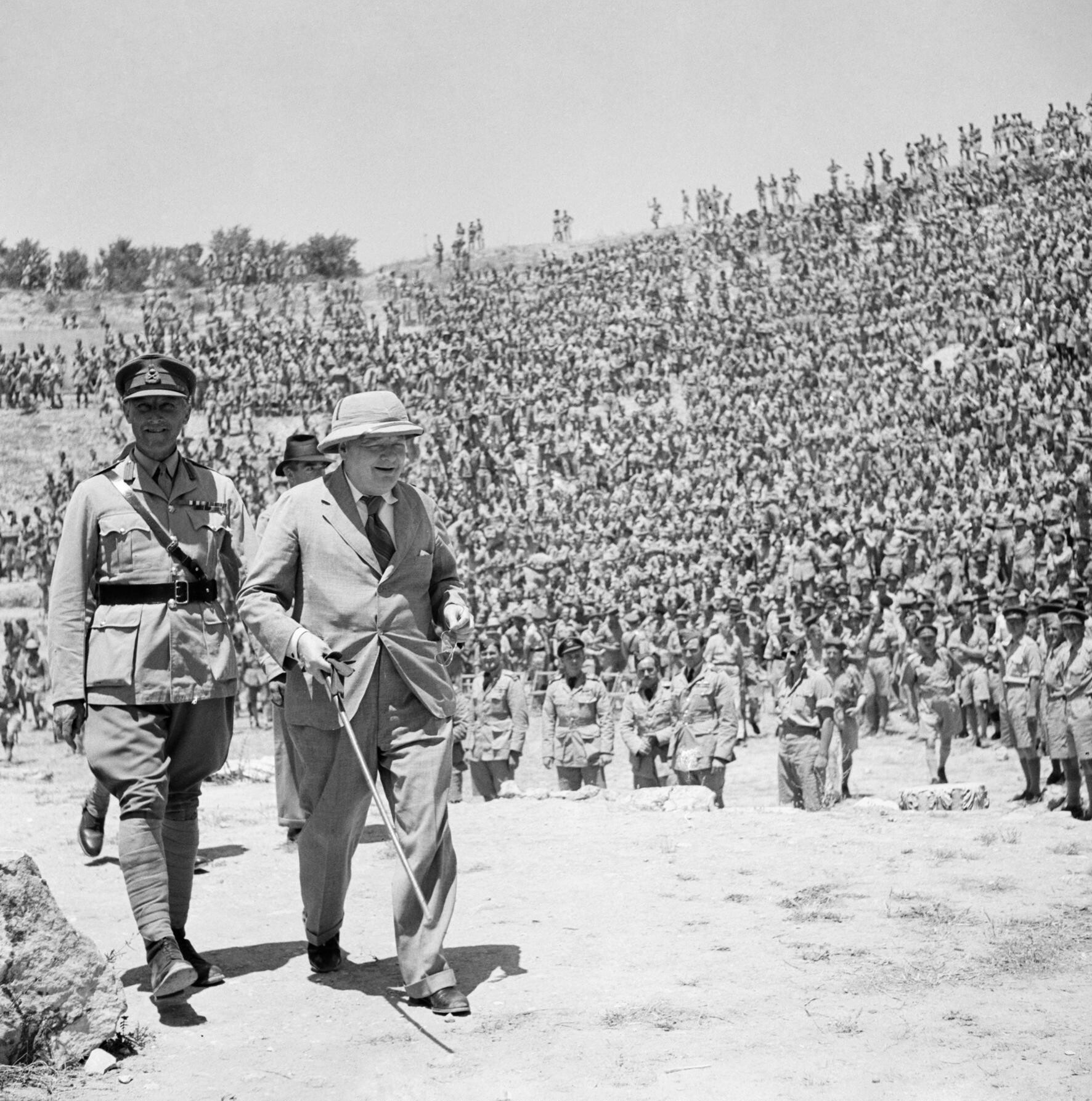
Churchill au théâtre de Carthage devant des soldats britanniques et américains le 1 juin 1943.

L'édifice est d'un type intermédiaire entre le théâtre grec dont la structure était creusée dans le sol et le théâtre romain souvent construit sur un terrain découvert. Les fouilles ont révélé une destruction précoce par les Vandales, suivie d'une occupation du site par une population indigente. Il est difficile d'imaginer que ce bâtiment ait pu faire l'admiration d'auteurs tels qu'Apulée du fait de la richesse des marbres et des divers éléments de décor.
Cette volonté délibérée de détruire afin de récupérer les matériaux confirme le qualificatif qui fut attribué au peuple responsable de tels actes par l'abbé Grégoire. Toutefois, on y a découvert de nombreuses statues, à présent déposées au musée national du Bardo, dont le célèbre Apollon. Au début du XXe siècle, le théâtre a servi à des représentations diverses, notamment de pièces en costumes d'inspiration antique. On y a également prononcé des discours historiques, entre autres Winston Churchill pendant la Seconde Guerre mondiale. Désormais, l'endroit accueille chaque année le Festival international de Carthage.
De l'odéon ne subsistent que peu de vestiges. Leur état permet toutefois de se rendre compte des travaux de restitution effectués au théâtre, qui lui est adossé, afin de lui donner son aspect actuel. Des fouilles ont été entreprises de 1994 à 1999 sur ce bâtiment, dont la structure était entièrement bâtie. On sait par un texte de Tertullien que sa construction date du règne de Septime Sévère.

### Thermes d'Antonin

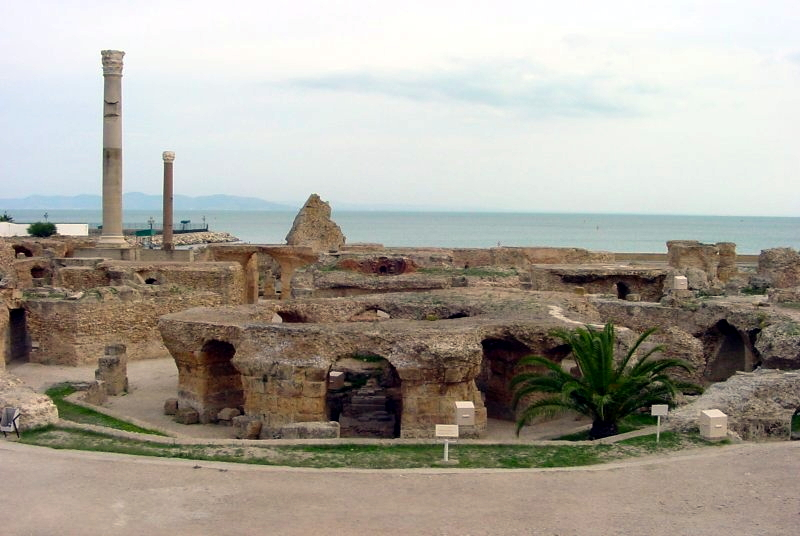
Ruines des thermes d'Antonin.

Les thermes d'Antonin furent édifiés en bord de mer après un grand incendie qui ravagea la cité au IIe siècle, plus précisément entre 145 et 162. Même si le bâtiment constitue l'ensemble thermal le plus important de Carthage, il n'était pas le seul, bien qu'il ne reste aucune partie en élévation d'édifices du même type. Des restaurations ont eu lieu après un tremblement de terre survenu au IVe siècle.
Après l'écroulement d'une partie des voûtes du frigidarium à la fin du IVe siècle ou au début du Ve siècle, le bâtiment a continué d'être utilisé, la désaffectation datant de 638 selon Alexandre Lézine. Ce dernier a travaillé en particulier avec Gilbert Charles-Picard durant l'après-guerre au dégagement, à l'étude et à la mise en valeur des ruines au sein du parc archéologique. Des installations d'origine ne demeurent que quelques vestiges du rez-de-chaussée, constitué par les espaces de service, à proximité du rivage. Les thermes ont servi de carrière de pierres pendant des siècles, et on leur doit quantité de monuments à Tunis et dans de nombreuses villes du nord du bassin méditerranéen, comme Pise.
Abdelmajid Ennabli et Hédi Slim ont pu dire de l'édifice qu'il n'était plus qu'« un colosse abattu et dépouillé de presque tous ses éléments tant architecturaux qu'ornementaux ». Par ailleurs, la topographie des lieux a considérablement changé depuis l'Antiquité, les hommes ayant asséché une zone initialement marécageuse et la ligne de rivage étant beaucoup moins nette qu'elle ne l'est désormais. Par ailleurs, le niveau de la mer Méditerranée s'est relevé d'une cinquantaine de centimètres, engloutissant une partie des vestiges, dont la piscine. Les ruines s'étendent sur une longueur supérieure à 200 mètres le long du littoral. L'anastylose d'une colonne du frigidarium par une mission archéologique tunisienne pendant la campagne internationale menée par l'Unesco (1972-1992) donne une idée de la magnificence des lieux à l'apogée de la ville romaine, les voûtes disparues s'élevant à une hauteur supérieure à 29 mètres, c'est-à-dire l'équivalent d'un immeuble de six étages.

### Amphithéâtre et cirque

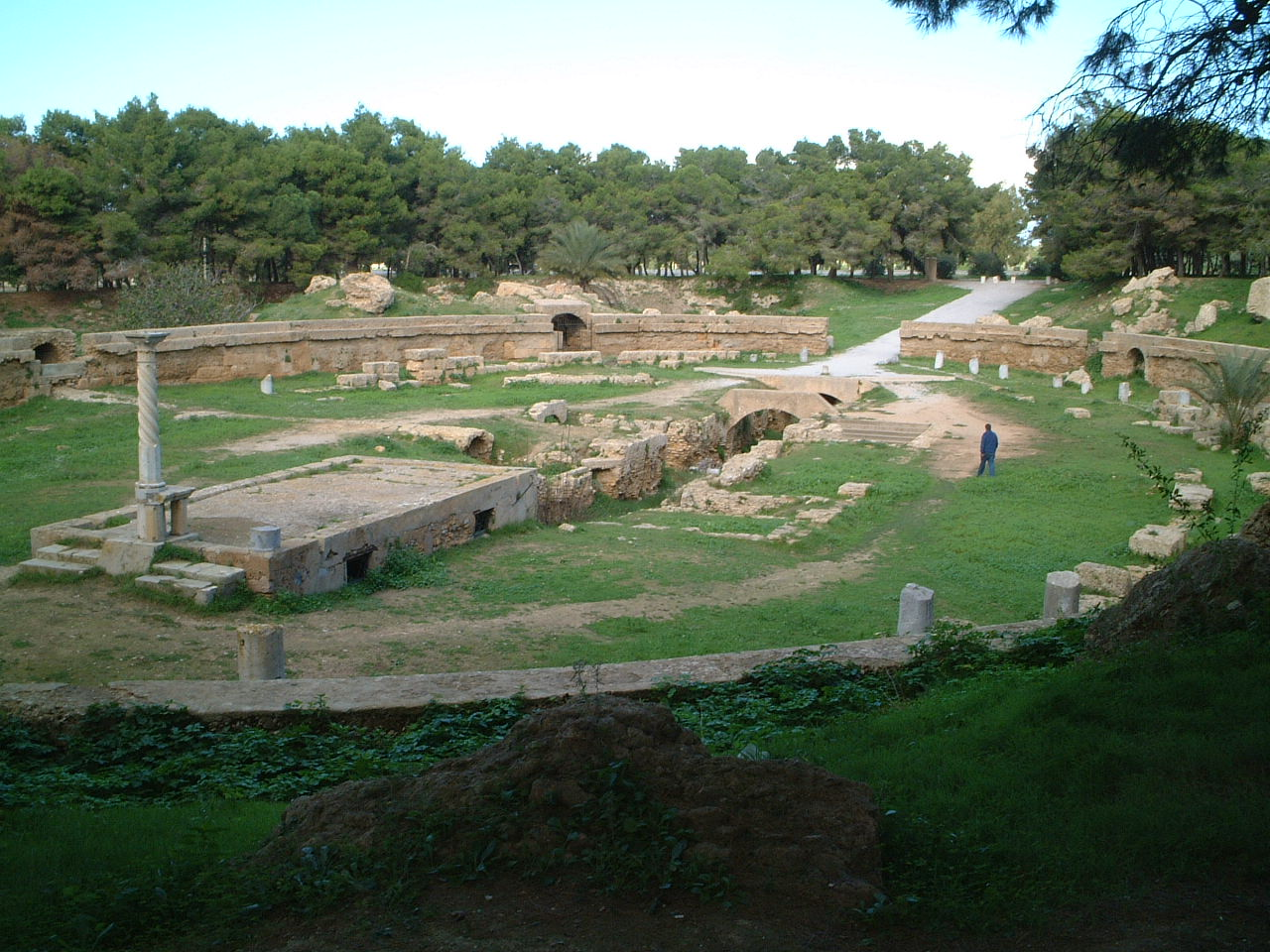
Arène de l'amphithéâtre de Carthage.

De l'amphithéâtre d'une capacité de 30 000 personnes qui aurait vu le martyre des saintes Perpétue et Félicité le 7 mars 203, — tradition selon toute vraisemblance erronée, les chercheurs s'accordant à placer cet événement dans un autre lieu, un amphitheatrum castrense dont la localisation est inconnue —, il ne demeure que l'arène, le reste ayant disparu en raison des pilleurs de monuments qui ont sévi à Carthage pendant plus d'un millénaire. On ne peut guère que s'appuyer sur les descriptions enthousiastes des visiteurs du Moyen Âge, dont Al Idrissi : 
« Au sommet de chaque arcade est un cartouche rond, et sur ceux de l'arcade inférieure on voit diverses figures et représentations curieuses d'hommes, d'artisans, de navires, sculptées sur la pierre avec un art infini. Les arcades supérieures sont polies et dénuées d'ornements. »
Un sort analogue a été réservé au cirque, ce dernier n'étant plus suggéré que par une longue dépression à proximité de Douar Chott ; une route le traverse désormais. Les fouilles de l'équipe américaine dans le cadre de la mission archéologique de l'Unesco permettent de supposer une capacité d'accueil de 60 000 spectateurs.
Elles ont également démontré une occupation tardive (VIIe siècle) par une population indigente, car les sépultures indiquent une malnutrition manifeste.

### Édifice à colonnes
Situé sur la colline de Junon, cet édifice correspondait à une fonction à ce jour inconnue. Les archéologues ont dégagé des colonnes corinthiennes jumelées alors que le sol est pavé de mosaïques. Ils envisagent deux hypothèses pour son utilisation comme édifice civil : soit en tant que basilique civile, soit en tant que palestre de thermes dits de Gargilius dont il serait le dernier vestige.

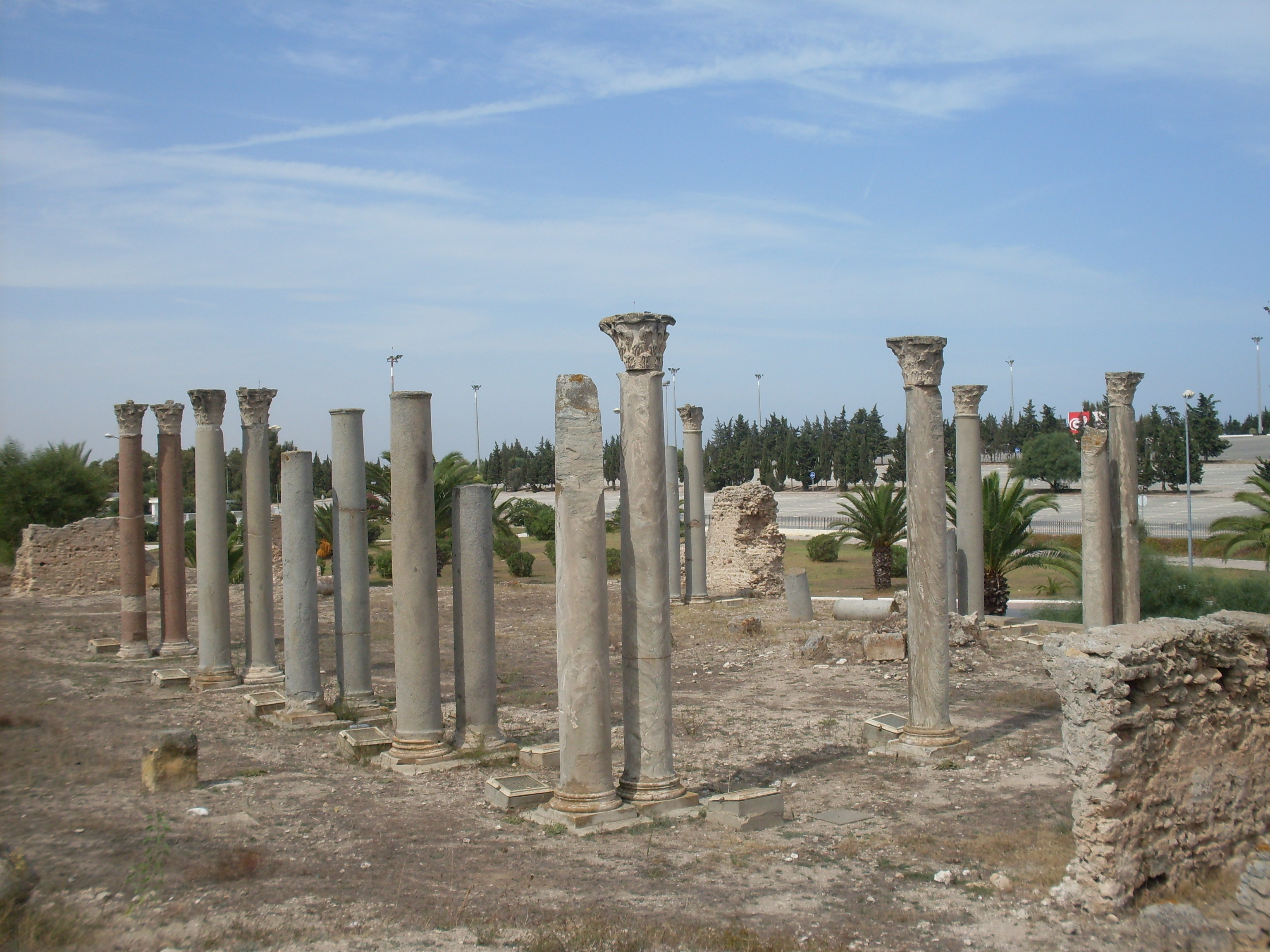
État en 2010 des vestiges de l'édifice à colonnes.

On a pu déterminer une activité religieuse pour l'époque byzantine, certains historiens s'accordant à en faire l'un des lieux essentiels lors de la condamnation du donatisme par saint Augustin en 411.
À proximité immédiate du monument a été mise au jour en novembre 1960 la mosaïque des chevaux, exposée dans le parc archéologique des villas romaines.

## Édifices religieux
Des édifices à vocation religieuse ne subsistent que des traces ténues liées aux fouilles incomplètement effectuées. Des Puniques, on ne dispose d'aucun élément pour ce qui était leur sanctuaire principal selon les textes, le temple d'Eshmoun, à proximité de la citadelle. Les vestiges qui en subsistaient après la destruction de la troisième guerre punique ont disparu lors de l'aménagement romain de la colline de Byrsa. Il reste toutefois l'aire sacrée du tophet, au caractère à la fois funéraire et votif. Il ne demeure rien de la Carthage romaine et des temples principaux situés sur le capitole, même si certaines statues cultuelles ont traversé les siècles.
L'Antiquité tardive a légué quant à elle un certain nombre de basiliques qui, à l'avènement du christianisme et pendant l'épiscopat des évêques de Carthage (dont le fameux saint Cyprien), ont remplacé les temples païens quand ils n'ont pas été détruits. Elles ont été fortement explorées par les pères blancs, de la fin du XIXe siècle jusqu'au milieu du XXe siècle, et ont parfois subi des restitutions intempestives, particulièrement à l'occasion du jubilé de 1930.

Vestiges à caractère religieux
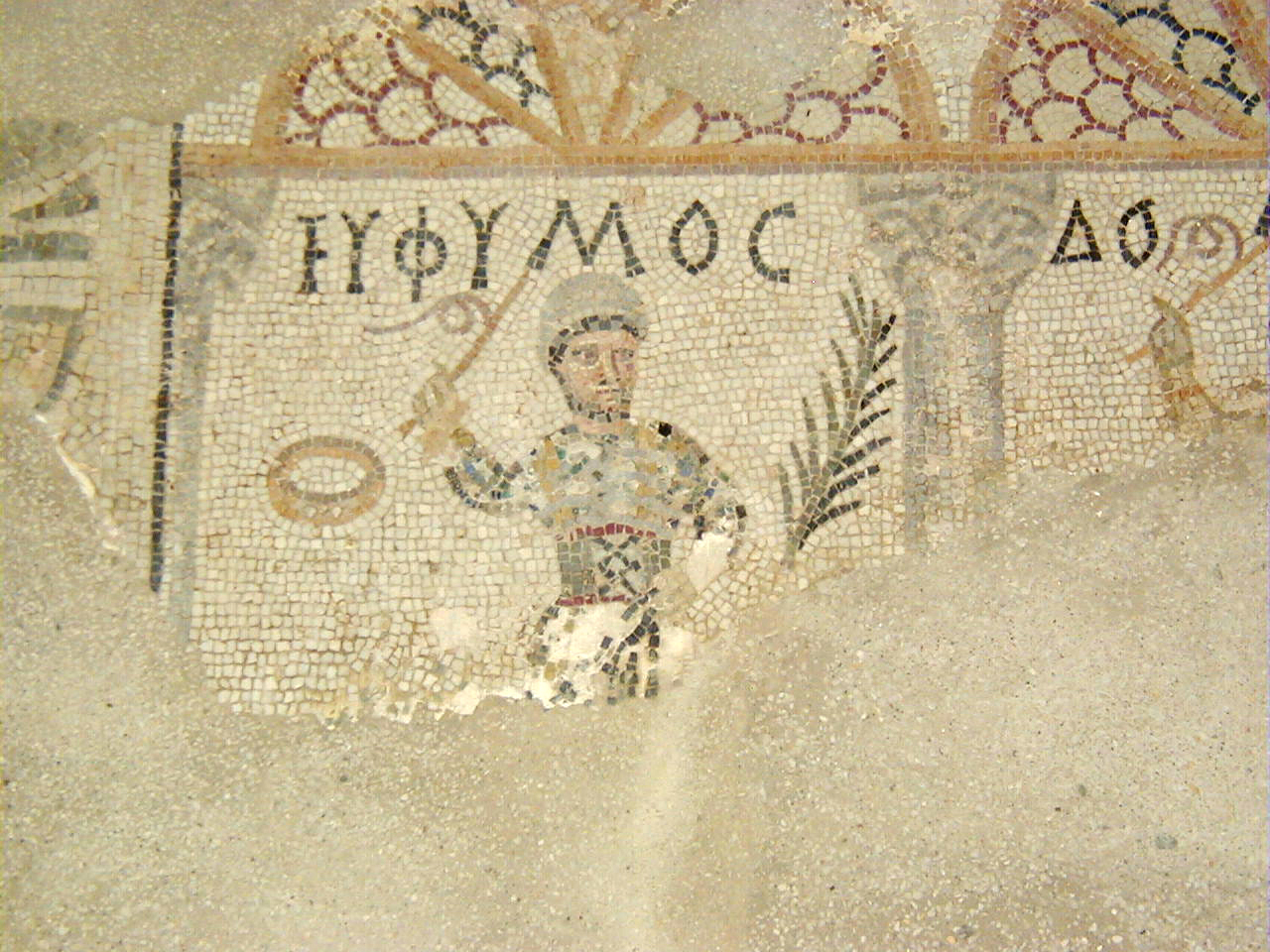
Mosaïque des auriges vainqueurs portant des inscriptions grecques.
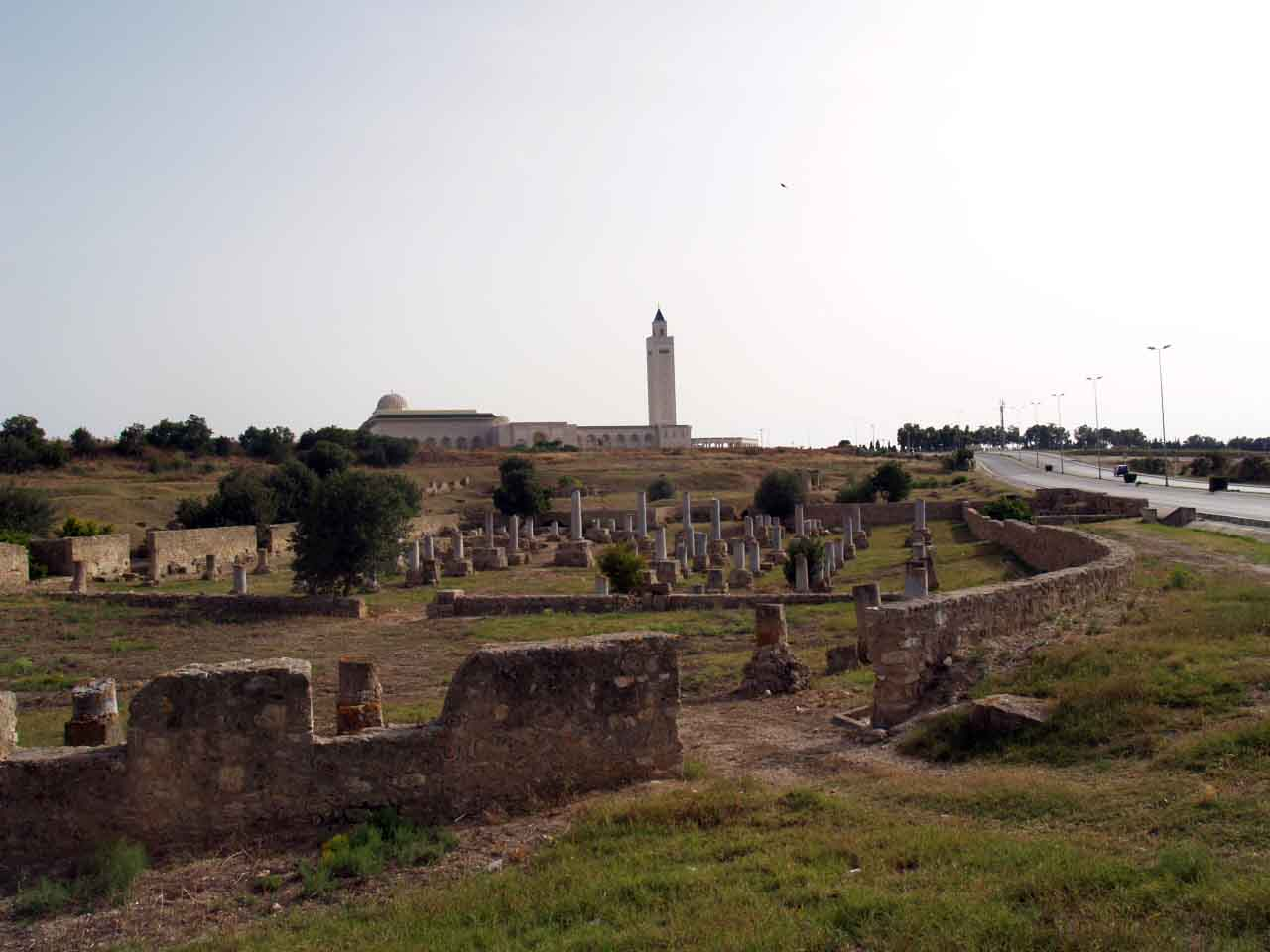
Basilique de Damous el Karita avec la mosquée Mâlik ibn Anas au second plan.
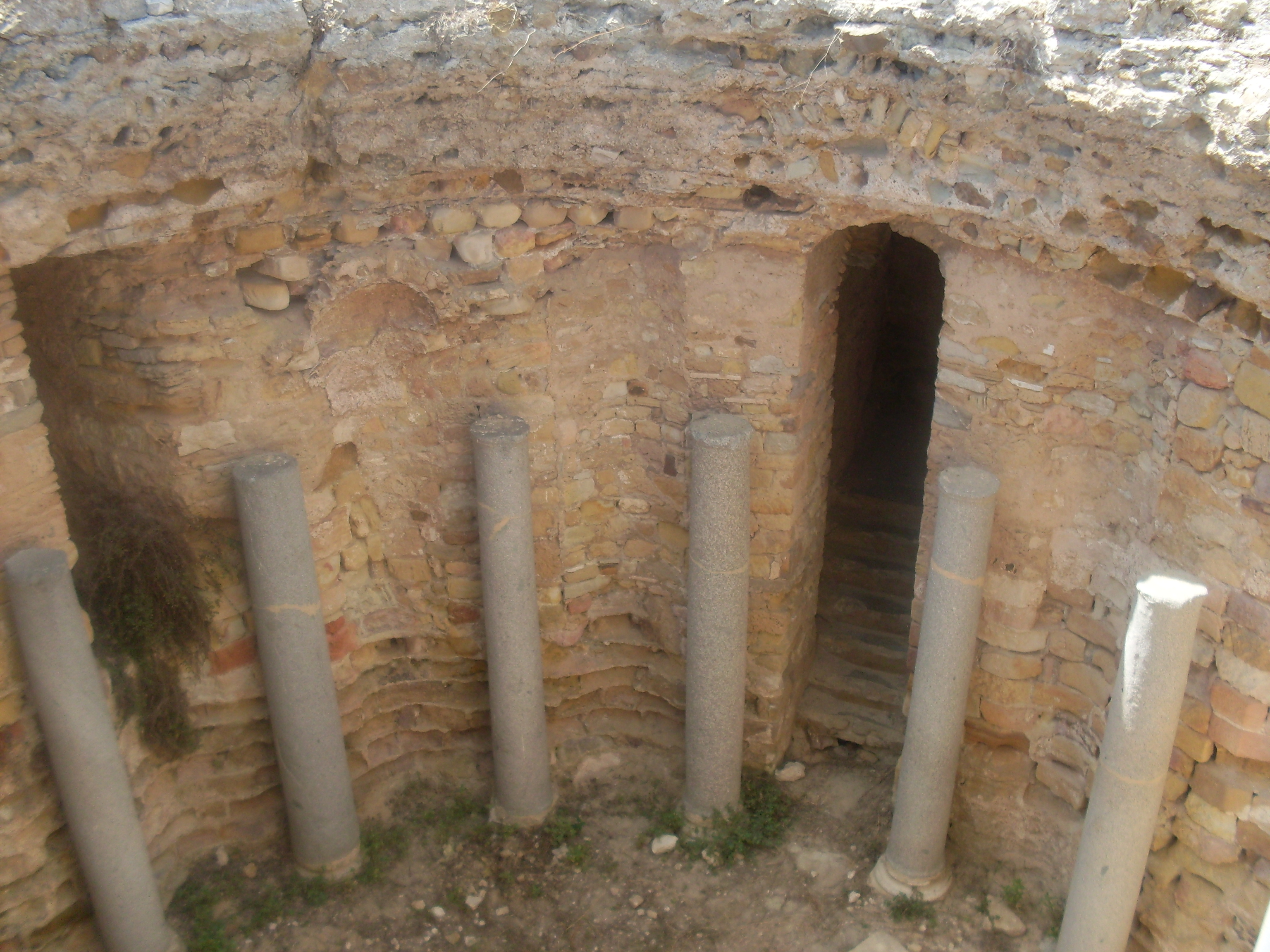
Vue de l'étage inférieur de la rotonde de Damous El Karita.
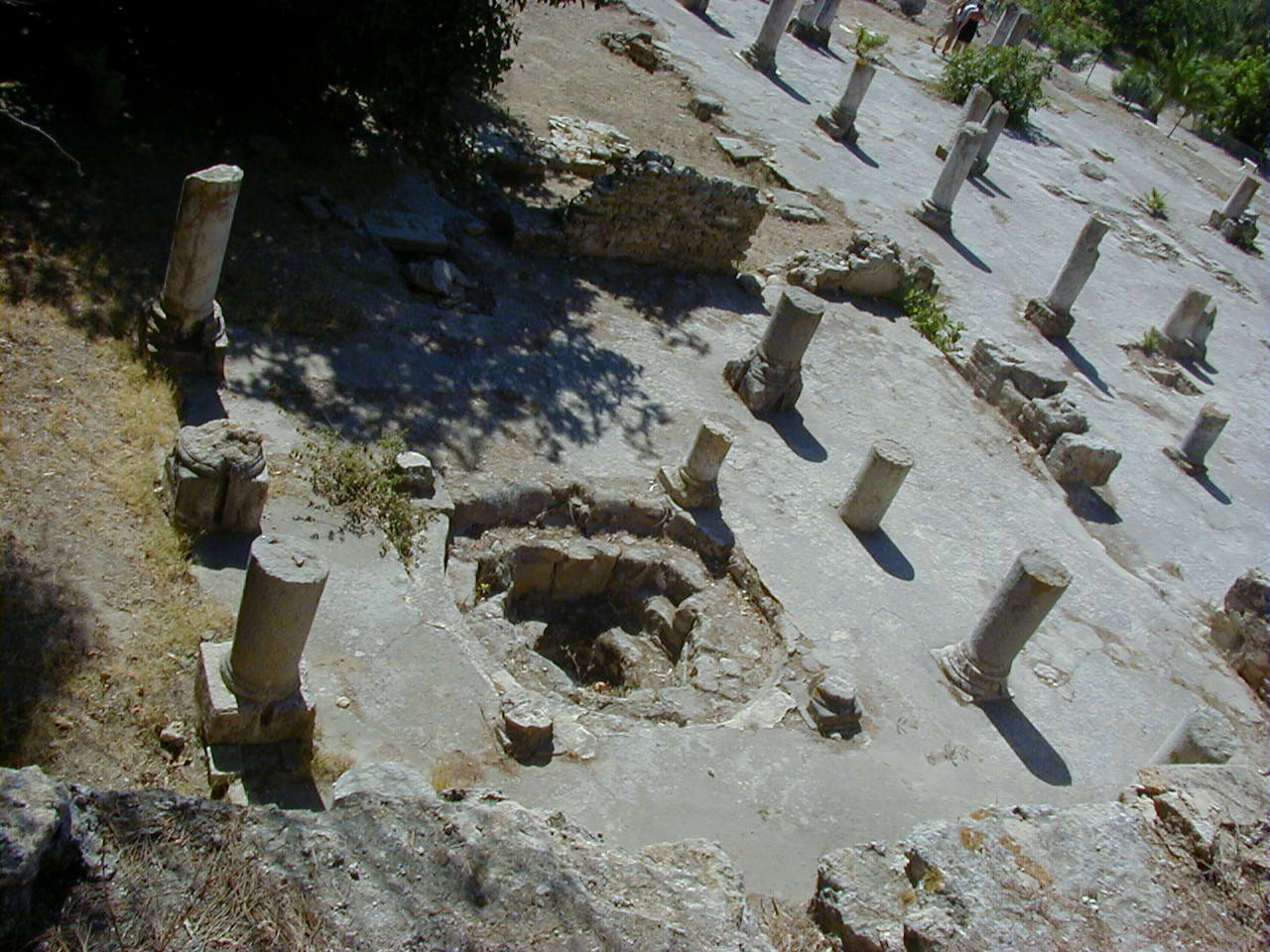
Basilique et baptistère de Douimès.
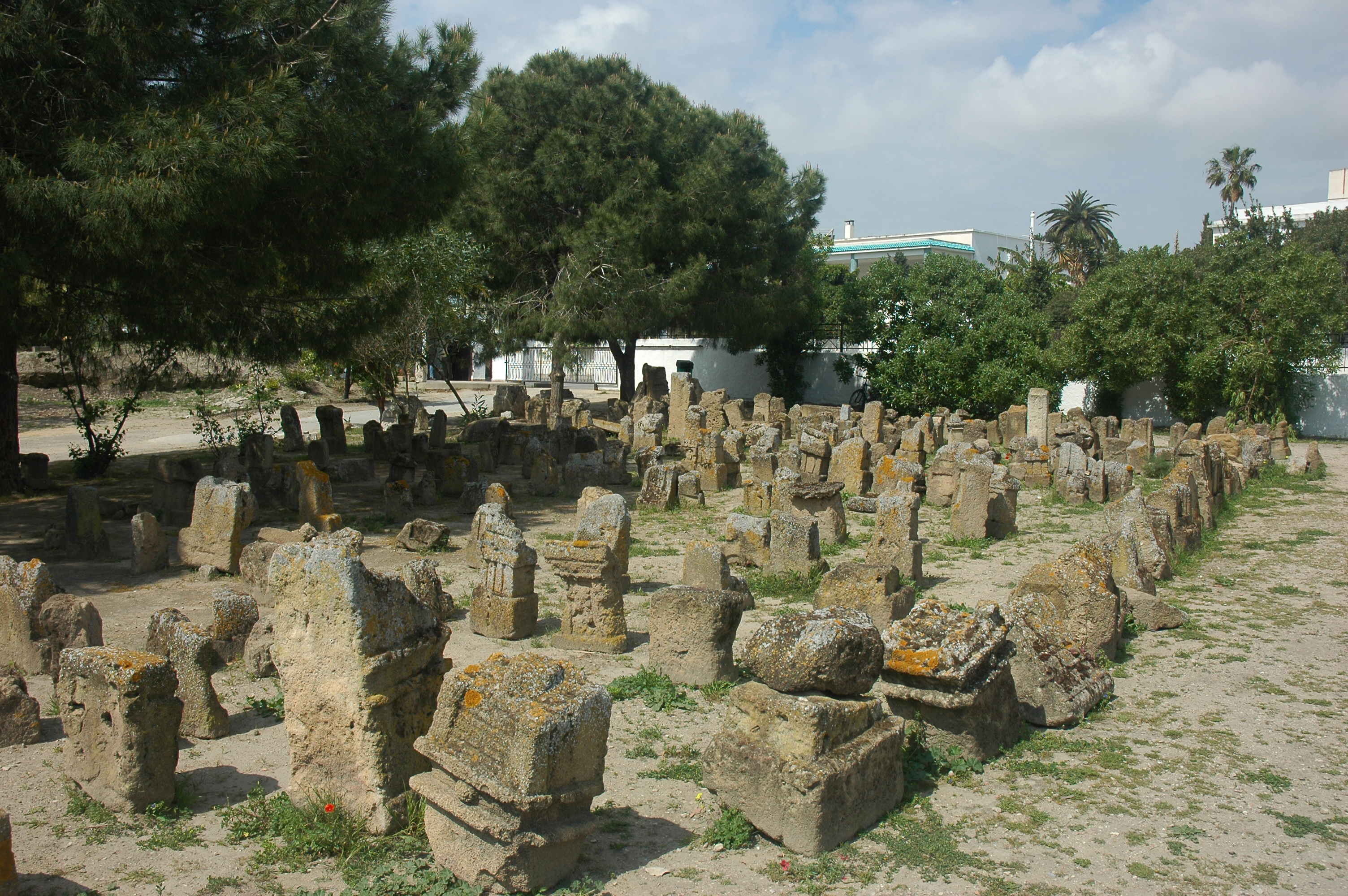
Partie du site du tophet de Salammbô.
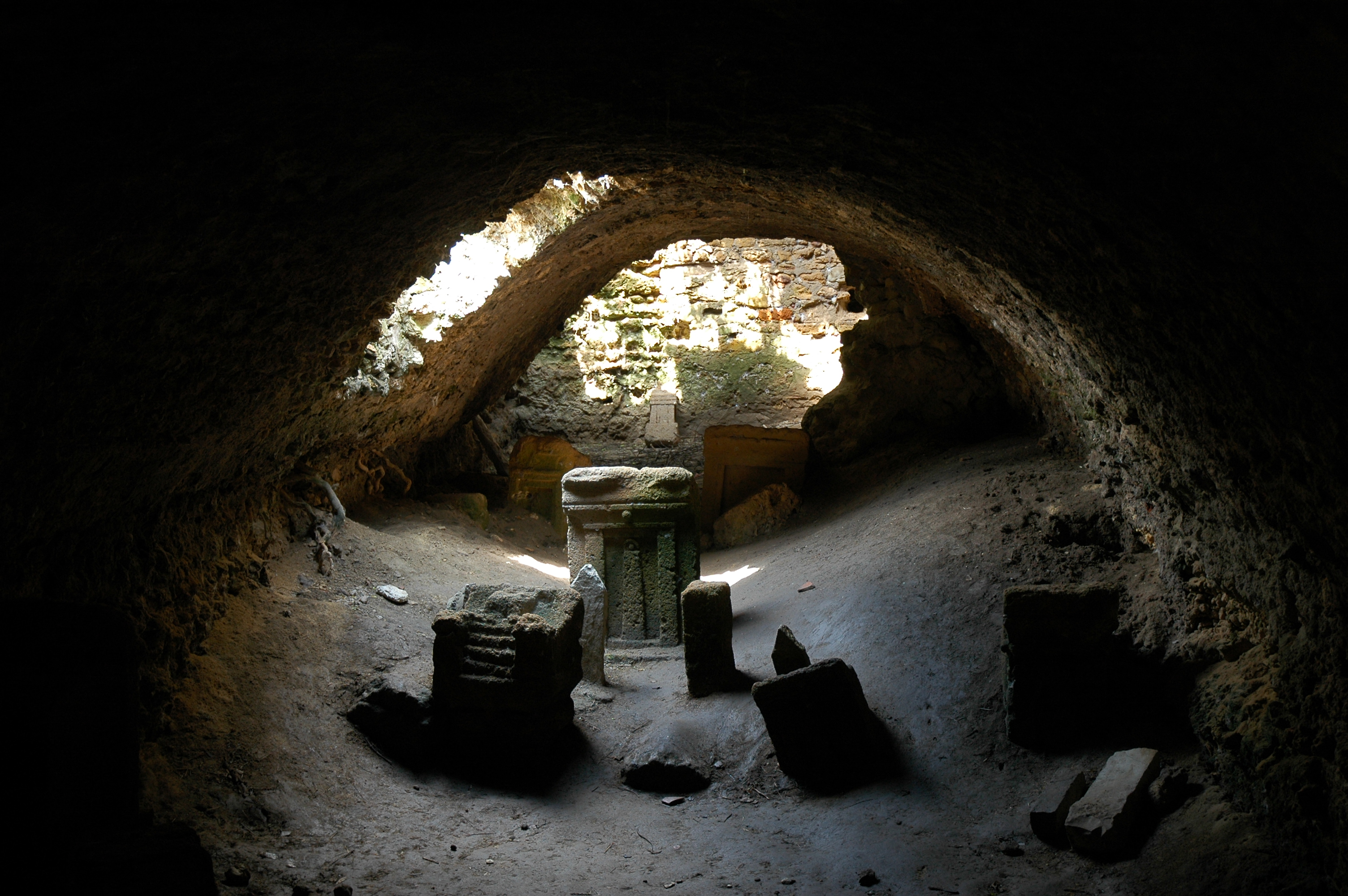
Stèles situées sous des voûtes romaines.

### Tophet de Salammbô
Le tophet, situé non loin des ports puniques, est un enclos sacré où les Carthaginois auraient sacrifié leurs enfants aux divinités protectrices Tanit et Ba'al Hammon selon une historiographie bien ancrée, mais remise en cause par certains spécialistes, particulièrement Sabatino Moscati. À la suite des auteurs anciens et d'une vision romantique favorisée par le roman de Flaubert, un certain nombre de chercheurs a cru reconnaître dans ce lieu la preuve de cette tradition.

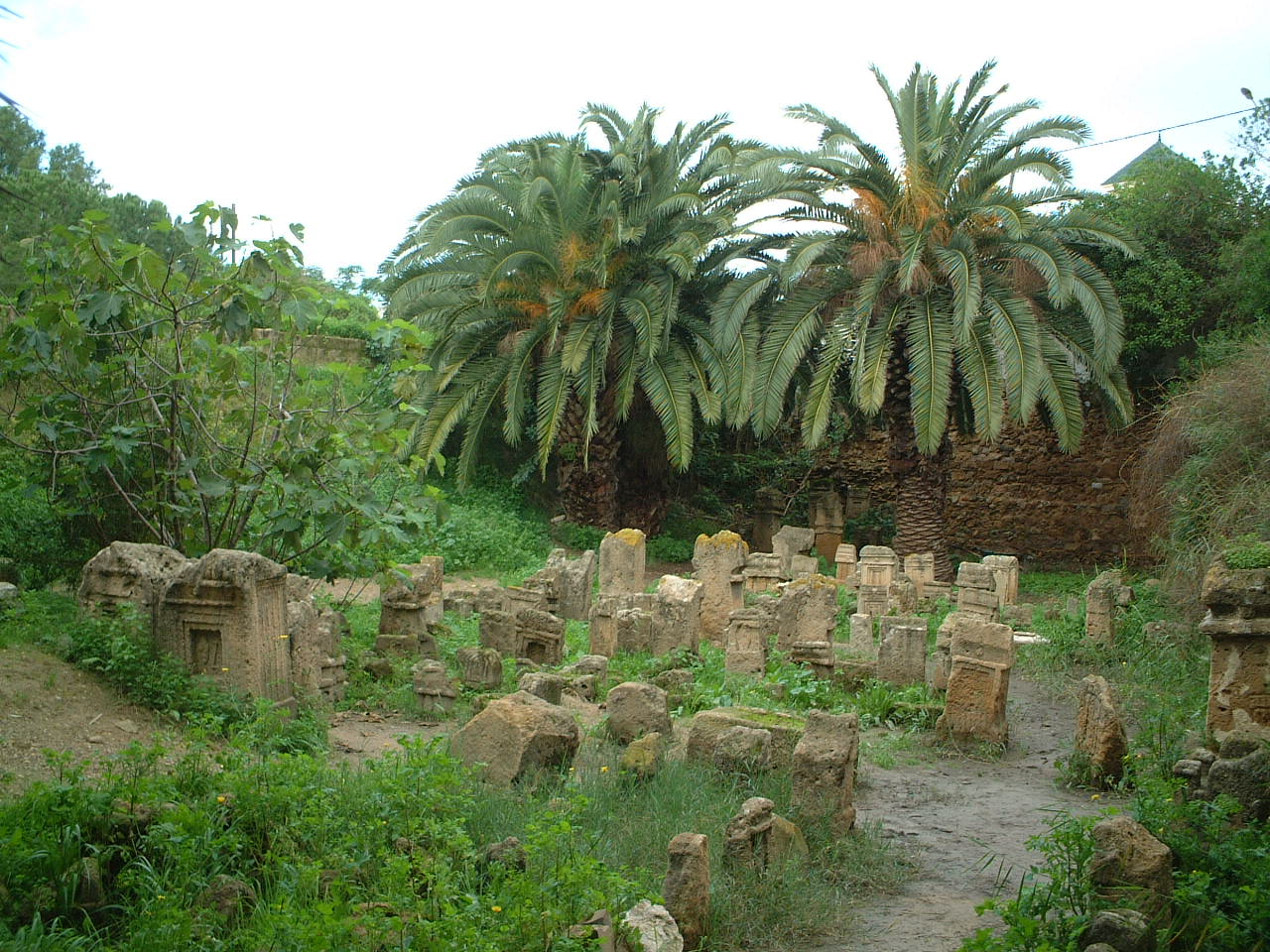
Partie du jardin du tophet de Carthage.

Découvert en 1921 par Paul Gielly et François Icard, l'espace a vu les fouilles interrompues et reprises plusieurs fois par diverses équipes, les dernières investigations en date étant celles de Lawrence E. Stager, qui se place dans la tradition du lieu sacrificiel. Dès les premiers coups de pioche, les vestiges ont confirmé l'hypothèse qui prévalait. La stèle du prêtre à l'enfant a pesé lourd dans l'interprétation. Cependant, la médecine n'a pu jusqu'à présent certifier que les enfants enterrés là aient été victimes de sacrifices, d'autant plus que des ossements autres qu'humains y furent découverts. Ces analyses posent davantage de problèmes d'interprétation qu'elles n'apportent de réponses. Quoi qu'il en soit, les cendres des enfants brûlés — au-delà des causes du décès — étaient recueillies dans des urnes puis enterrées au-dessous de cippes ou stèles votives. Lorsque l'espace était rempli, on le remblayait, et ainsi se formait une nouvelle couche.
Les archéologues ont déterminé trois types dans les dépositions retrouvées (Tanit I, Tanit II et Tanit III), chaque style se caractérisant par des caractères propres et des stèles aux différences marquées, tant dans la forme que dans l'éventuel décor. Une constance doit être notée, celle de l'utilisation de symboles astraux et du signe de Tanit.
De même, les inscriptions sont stéréotypées, indiquant une dédicace pour un vœu ou un remerciement à la suite d'un vœu exaucé. L'image bien connue du tophet est constituée par les stèles sous des voûtes qui sont toutefois plus tardives, datant de l'époque romaine. Toutefois, la présentation actuelle du site, même si elle est hétéroclite et artificielle, met surtout en valeur des stèles anciennes de grès d'El Haouaria et un petit nombre de stèles tardives plus travaillées mais plus fragiles, car elles sont composées de calcaire. On les trouve exposées surtout au musée national de Carthage. À l'époque romaine, cet espace servait à d'autres usages : entrepôts, fours de potier et maisons, mais on y remarque également un sanctuaire dédié à Saturne, équivalent romain de Ba'al Hammon et divinité principale du panthéon africain.

### Complexe de la basilique de Carthagenna et quartier paléo-chrétien

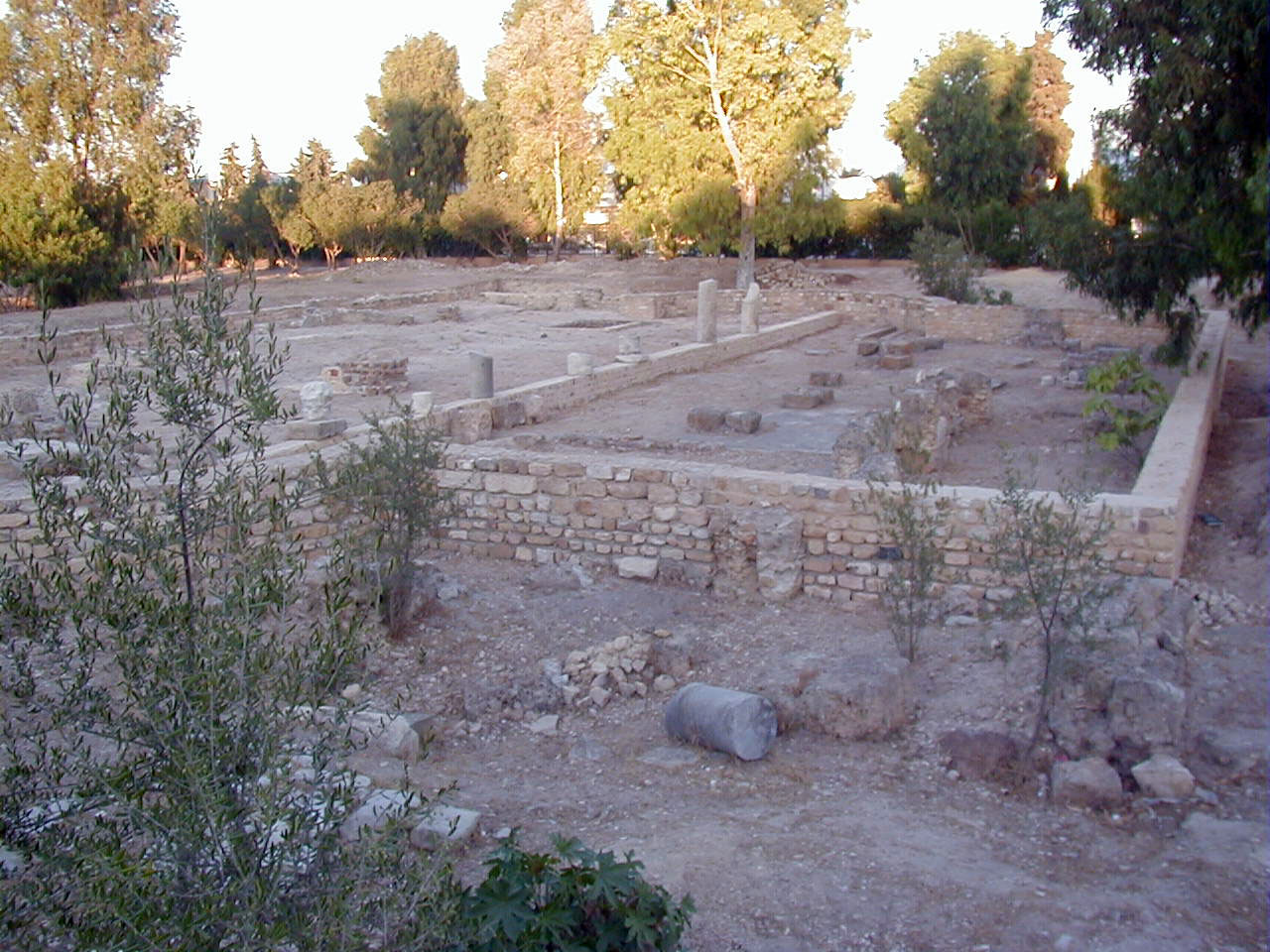
Aperçu des ruines du quartier paléo-chrétien.

Le quartier appelé Carthagenna était celui des « anciens ports de la ville et des terrains environnants » selon le père Delattre. La partie sud de ce quartier est désormais appelée Salammbô. Le quartier datant de l'Antiquité tardive a fait l'objet d'un dégagement par des archéologues. Deux bâtisses s'y sont succédé, dont un bâtiment à colonnes de la fin du IVe siècle. On a pu en déterminer la fonction religieuse, plus précisément chrétienne, par son décor. C'est donc là un cas unique d'église connue à Carthage pour cette époque.
Cet endroit abrite en outre une grande basilique paléochrétienne à cinq nefs et deux absides, bâtie au VIe siècle, à laquelle fut adjoint un baptistère. Un certain nombre de vestiges liés à l'édifice permettent d'interpréter l'ensemble comme un complexe ecclésiastique.
On a construit un petit musée qui conserve quelques objets provenant du site ou de ses alentours. Entre autres éléments remarquables, figurent une mosaïque portant des inscriptions grecques, la mosaïque dite des auriges grecs qui donna son nom à la villa où on la trouva, et une statuette représentant Ganymède, découverte brisée dans une citerne, probablement cassée lors de sa mise en place et jetée aussitôt dans le lieu d'où elle fut exhumée.

### Basilique de Damous El Karita
La basilique de Damous El Karita, sur le plateau de l'odéon, a été dégagée en 1878 par le père Delattre, l'un des premiers à avoir fouillé le site. Il s'agit du premier monument chrétien découvert à Carthage, et l'on suppose que le nom actuel provient d'une déformation du latin domus caritatis (maison de la charité).

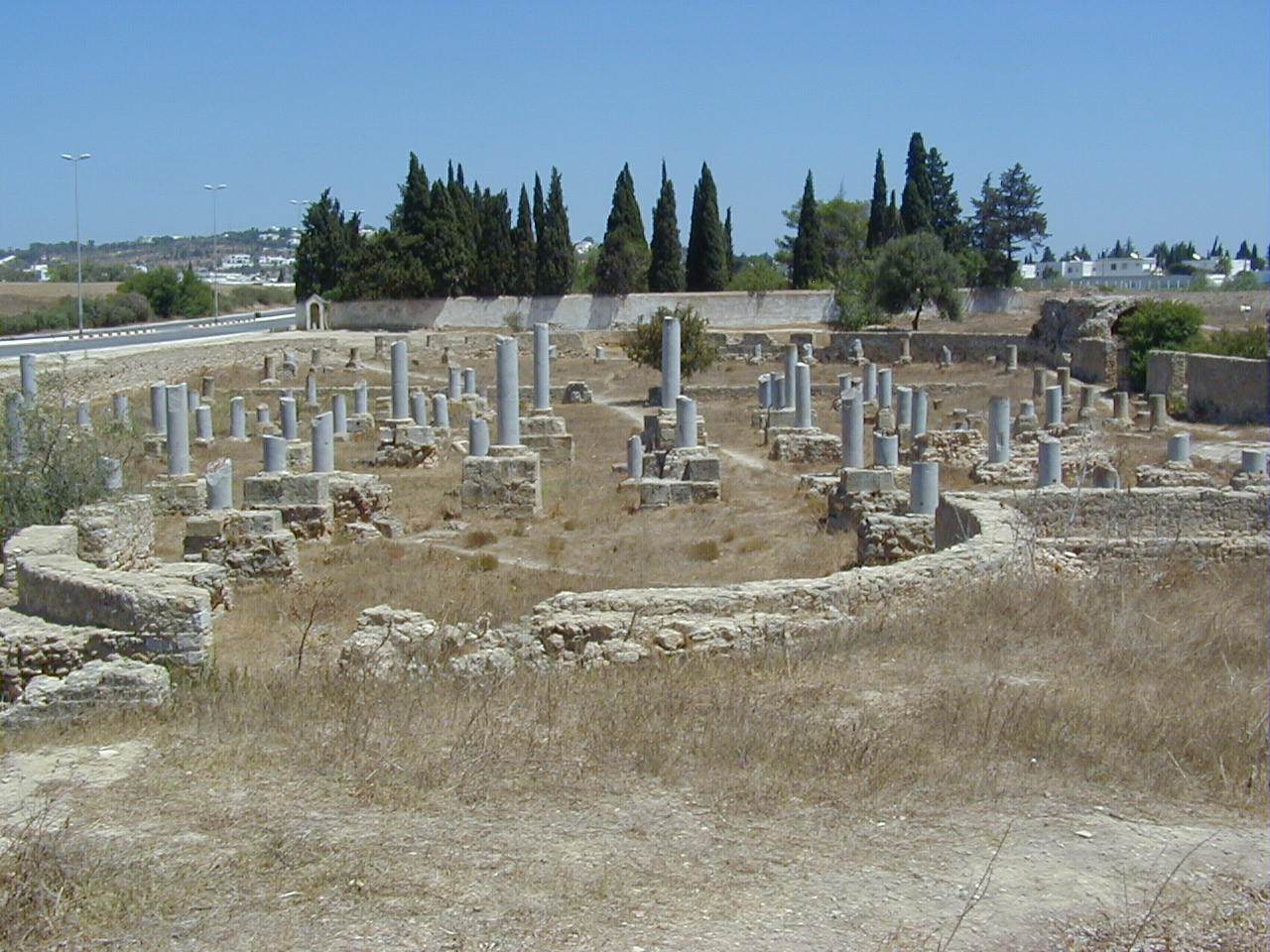
Basilique de Damous El Karita vue de l'ouest.

Les recherches intensives qui ont eu lieu afin de trouver tombeaux et inscriptions paléochrétiennes ont dépouillé le monument, et ses vestiges ne sont guère impressionnants. De surcroît, fouillé jusqu'au sol vierge, il a fait l'objet de restaurations intempestives en 1930. Fort heureusement, des documents antérieurs ont permis d'identifier les diverses phases du bâtiment, dont le premier état semble dater de la fin du IVe siècle. Immense édifice au commencement (mesurant 65 mètres sur 45 avec neuf nefs et onze travées pour l'espace central), le site se compose, outre la basilique, d'un baptistère et d'un ensemble pouvant avoir abrité des moines. Dans son dernier état, le monument est très réduit (trois nefs et cinq travées uniquement), dénotant une forte dégradation.
À proximité des vestiges, on peut observer un monument circulaire en partie souterrain dont certains archéologues estiment qu'il était destiné à honorer des martyrs. Pour d'autres, à la suite du père Delattre, et jusqu'à l'ultime fouilleur du site dans le cadre de la campagne internationale, Stefan Boyadjiev, il s'agit d'un baptistère. D'autres encore y voient une finalité funéraire. L'édifice n'a jamais été soumis à des fouilles exhaustives et il reste mal connu. Les recherches permettent néanmoins de signaler qu'il possède une rotonde souterraine, coiffée jadis d'une coupole, à laquelle on accède par deux escaliers, supposant une circulation organisée d'individus. Dans les environs immédiats a été construite la mosquée Mâlik ibn Anas, inaugurée en 2003.

### Basilique de Saint-Cyprien

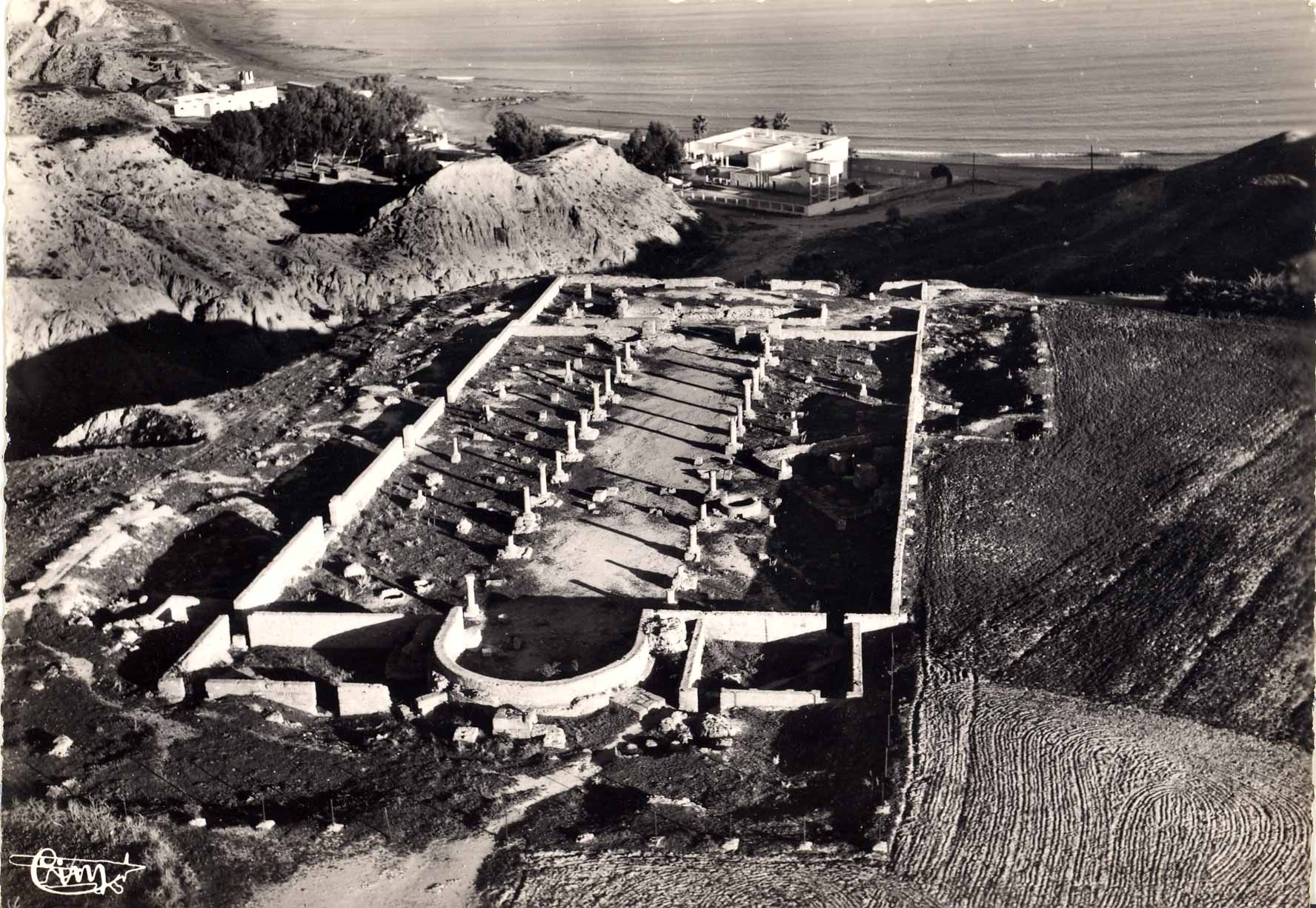
Ruines de la basilique de Saint-Cyprien en 1950.

Sur le plateau de Bordj Djedid a été dégagée la basilique dite de saint Cyprien. Cette vaste construction a été retrouvée en 1915 et identifiée à la basilique de Saint-Cyprien grâce à un texte de saint Augustin qui la situait « en avant de la ville, près de la mer ».
Constitué de sept nefs, le monument était entouré d'un vaste cimetière. Ici, mais dans un édifice antérieur, sainte Monique, mère de saint Augustin, aurait passé la nuit précédant le départ de celui-ci pour l'Italie.
Bénéficiant d'un panorama exceptionnel sur le golfe de Tunis et le djebel Boukornine, ces vestiges ont fait l'objet de fouilles importantes, avec retrait des dalles et pavages antiques, ainsi que d'une restauration à l'occasion du jubilé organisé à Carthage en 1930 avec des anastyloses hétéroclites.
La façade d'accès au bâtiment se trouvait à proximité du ravin donnant sur la mer, sur un site dédié vraisemblablement à la sécurité des marins depuis longtemps. On suppose que le corps de saint Cyprien y fut déposé, ce qui pourrait expliquer une longue utilisation du bâtiment à partir de la fin du IVe siècle, y compris durant l'époque vandale.

### Basilique Majorum

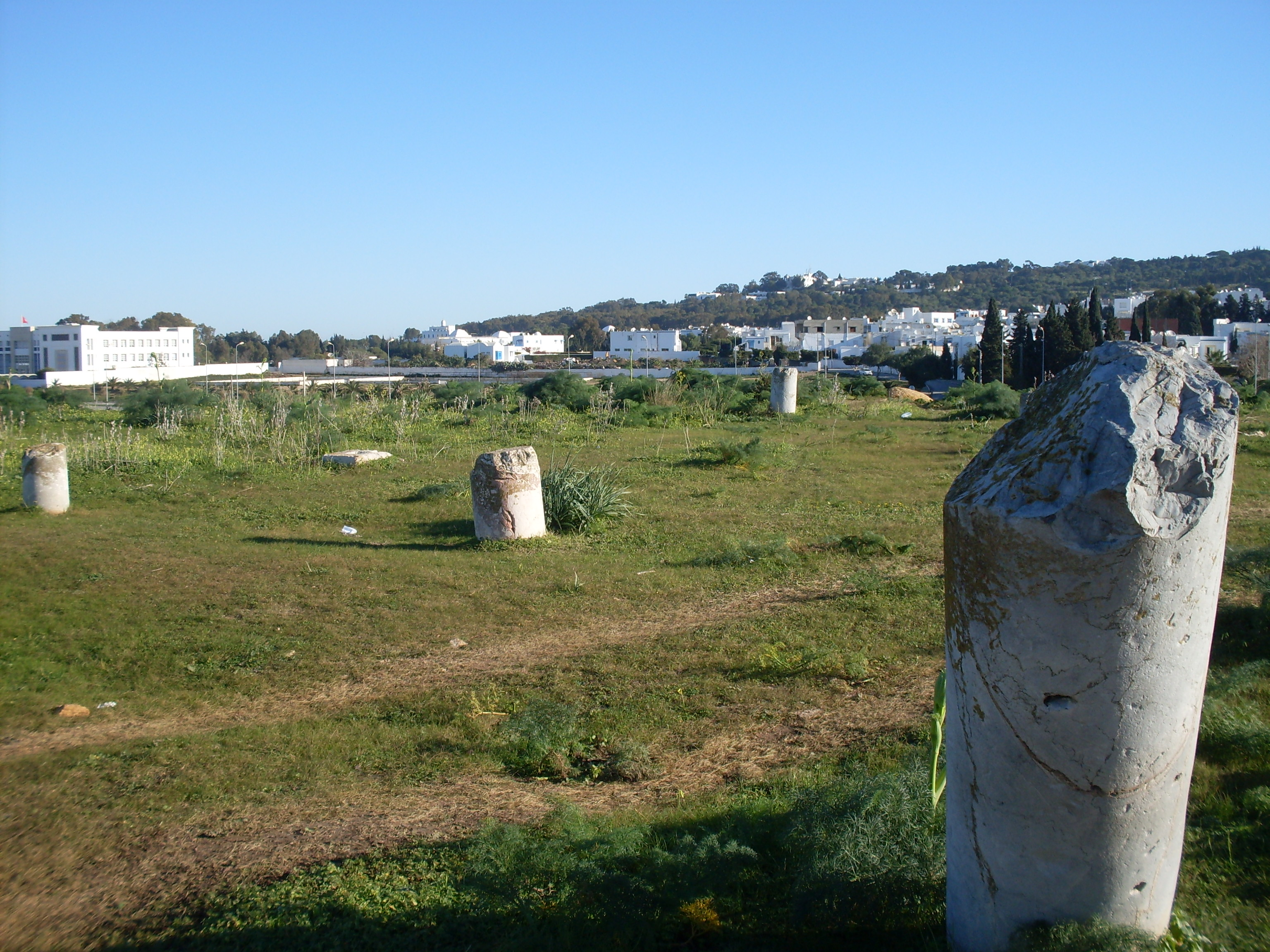
Vestiges de colonnes de la basilique Majorum.

Sur le site dénommé Mcidfa a été mis au jour un édifice identifié comme la basilique Majorum depuis sa découverte en 1906-1909 par le père Delattre. L'utilisation comme cimetière païen dès le Ier siècle confirmerait l'hypothèse qu'il s'agit de la basilica maiorum, lieu de sépulture des saintes Perpétue et Félicité après leur martyre. On y a trouvé une inscription mentionnant la présence des corps des martyrs, dont nous savons par un texte de Victor de Vita qu'ils furent inhumés dans ladite basilique. Saint Augustin y a prêché plusieurs sermons. Par ailleurs, un texte du même Victor de Vita nous apprend que l'église fut réquisitionnée par les Vandales et destinée au culte arien, l'édifice étant rendu au catholicisme de façon certaine à l'époque byzantine. L'abandon de ce lieu est avéré au début du VIIe siècle, du fait du rétrécissement du tissu urbain dans son environnement proche. Quant à l'identification de ce monument à la Perpetua Restituta, c'est-à-dire la basilique catholique de la ville, elle n'est en rien avérée, les archéologues n'ayant à ce jour aucun élément matériel en leur possession.
Les archéologues ont daté cette construction du début du IVe siècle. L'édifice retrouvé se composait de sept nefs et de treize travées ; il a subi quelques transformations sous la domination byzantine. Surcreusé par les fouilles, il ne présente plus aujourd'hui que des fûts de colonnes et quelques murs subsistants, peu impressionnants. Cela vient du fait qu'il a été systématiquement détruit.
Déjà, le père Delattre avait noté son état médiocre, dû selon lui au réemploi des matériaux dans les habitations voisines. C'est pourquoi, à l'écart des autres éléments du site, ces quelques vestiges sont laissés quasiment à l'abandon.

### Basiliques de Douimès
Les deux basiliques dites « de Douimès » (mot qui signifie « voûtes ») se trouvent actuellement dans le parc archéologique des thermes d'Antonin. Elles étaient relativement bien conservées lors de leur découverte, mais l'exposition montée sur le site des basiliques a entraîné une dégradation très importante tant des structures que des mosaïques, dégradation due au ruissellement de l'eau et à la fréquentation touristique.
Le premier édifice, qui date du début de l'époque byzantine et fut découvert relativement endommagé, comprenait trois nefs. Dans son environnement archéologique immédiat se situaient un cimetière chrétien ainsi qu'un tombeau punique du Ve siècle av. J.-C..
La seconde basilique était plus grande, avec ses cinq nefs et deux sacristies. En outre y étaient accolés un baptistère ainsi qu'un autre élément ayant sans doute servi de martyrium, lieu où l'on rendait un culte à des saints.

## Infrastructures
Les infrastructures de l'ancienne Carthage sont relativement bien connues pour ce qui concerne la période romaine. La cadastration ainsi que la centuriation de l'espace ont fait l'objet d'études très complètes. Dès 1833, le consul du Danemark à Tunis C. T. Falbe effectue les premiers relevés, mais les autres historiens de Carthage ne sont pas en reste, une longue liste de travaux étant consacrée au sujet. Parallèlement, l'organisation de la ville romaine est assez bien restituée. Quant aux infrastructures de l'époque punique, elles sont peu connues, en dehors d'un certain nombre de citernes, et concernent surtout les ports puniques, identifiés pendant longtemps à deux lagunes. De l'époque romaine sont particulièrement impressionnantes les 18 citernes qui constituaient le débouché de l'aqueduc de Zaghouan afin d'alimenter les thermes d'Antonin.

Éléments de l'infrastructure de la cité
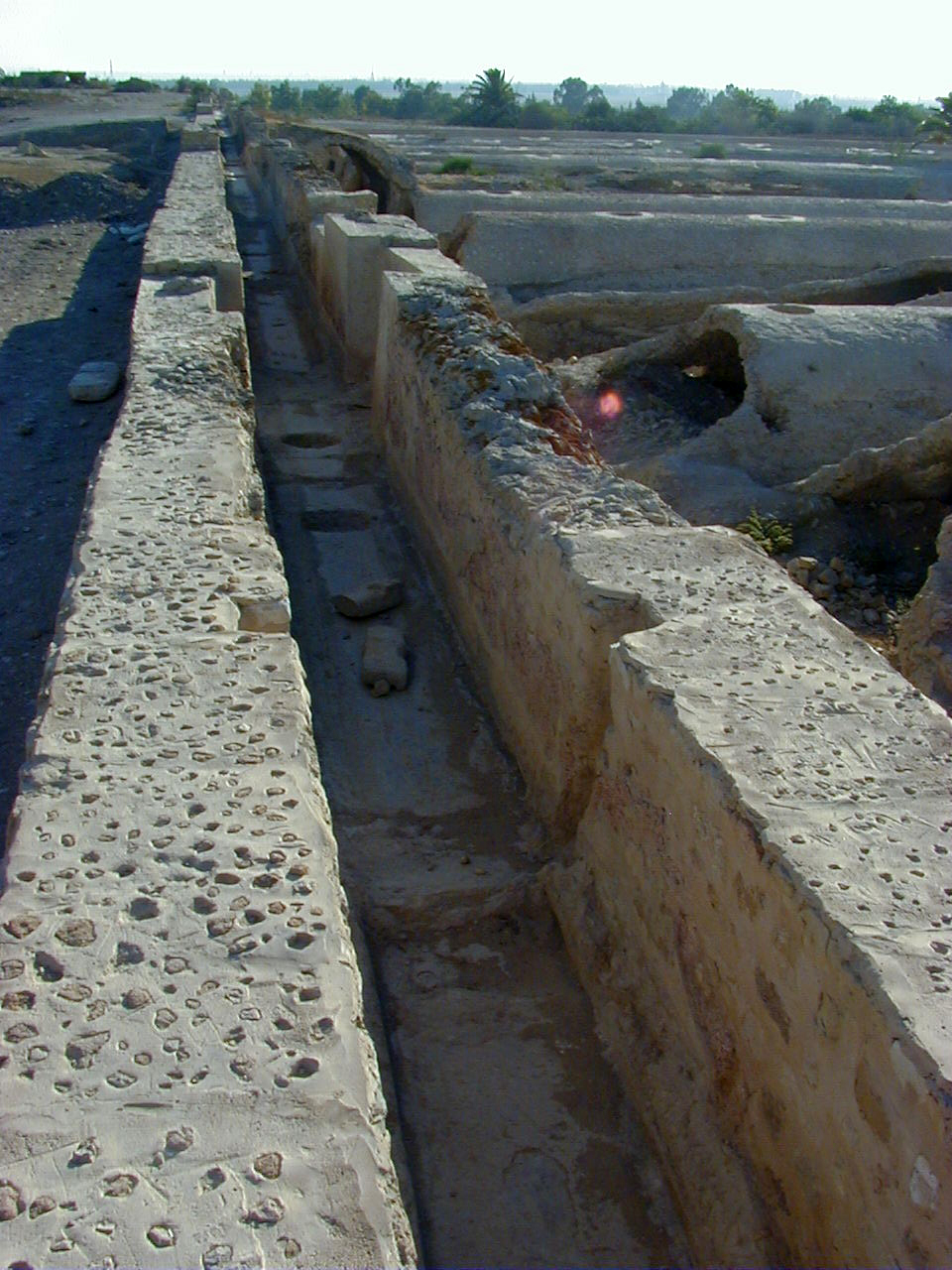
Vue interne sur la canalisation menant aux citernes de La Malga.
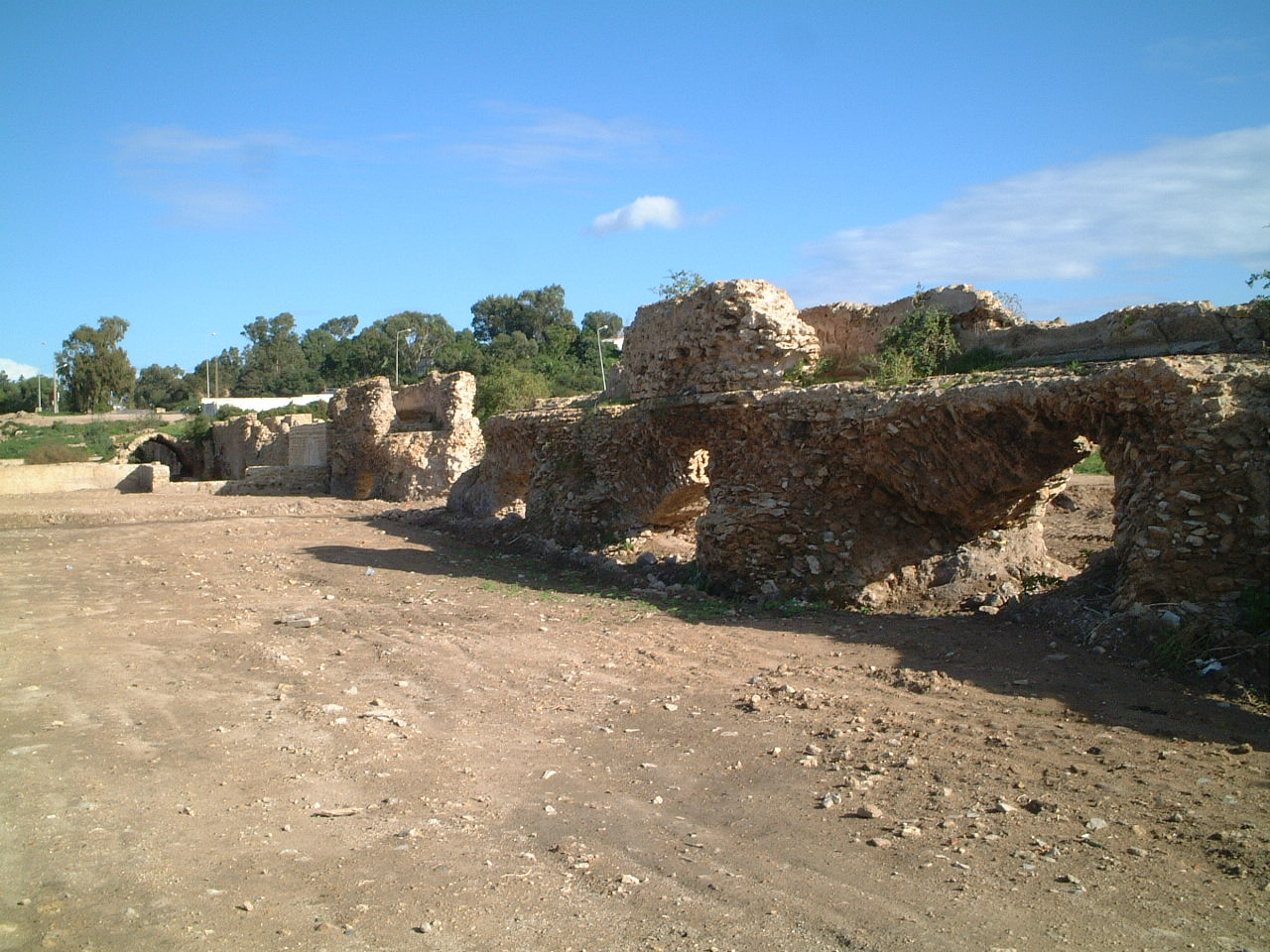
Ruines de l'aqueduc venant de Zaghouan.
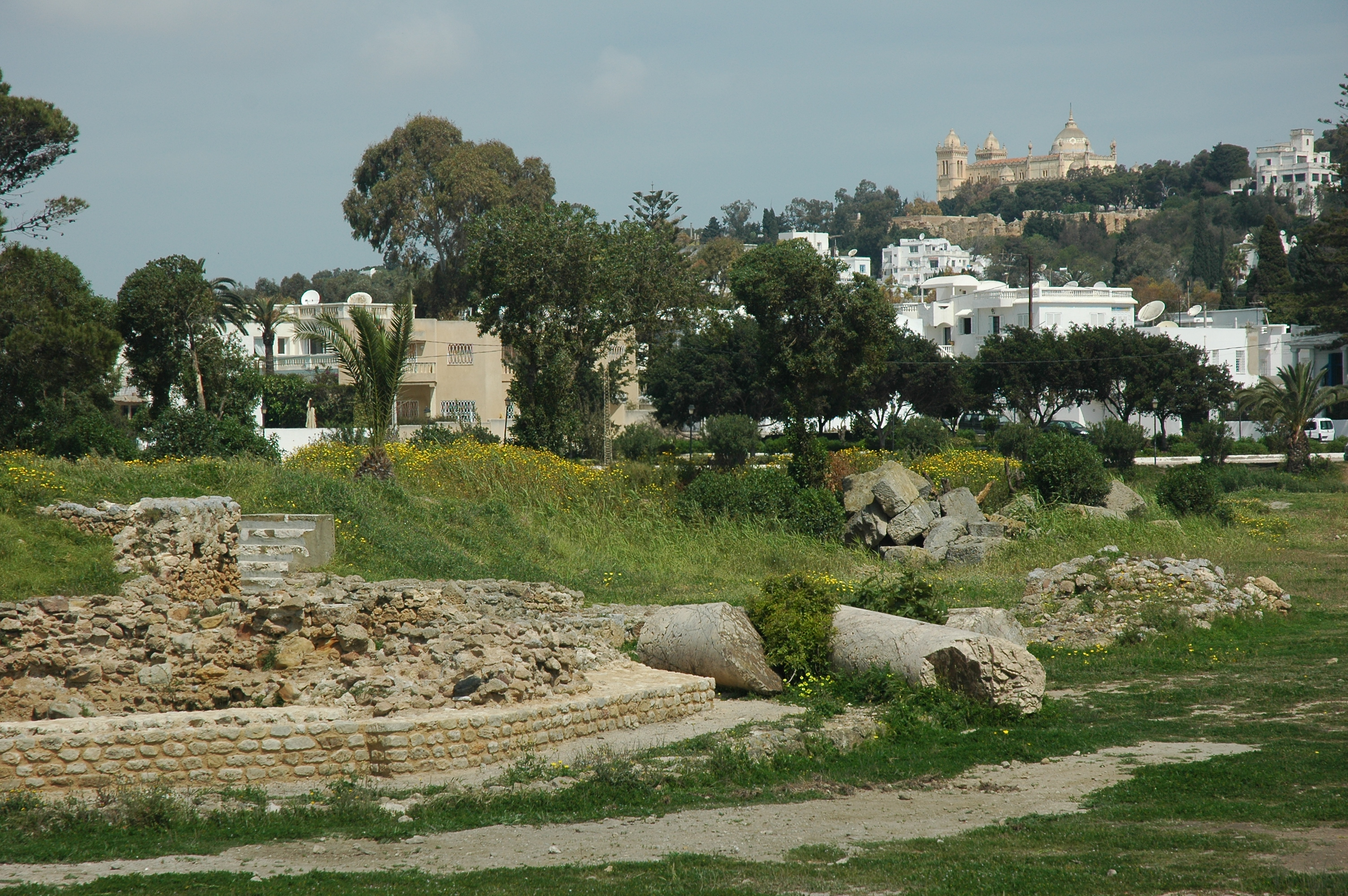
Anciens ports puniques dominés par la cathédrale Saint-Louis.
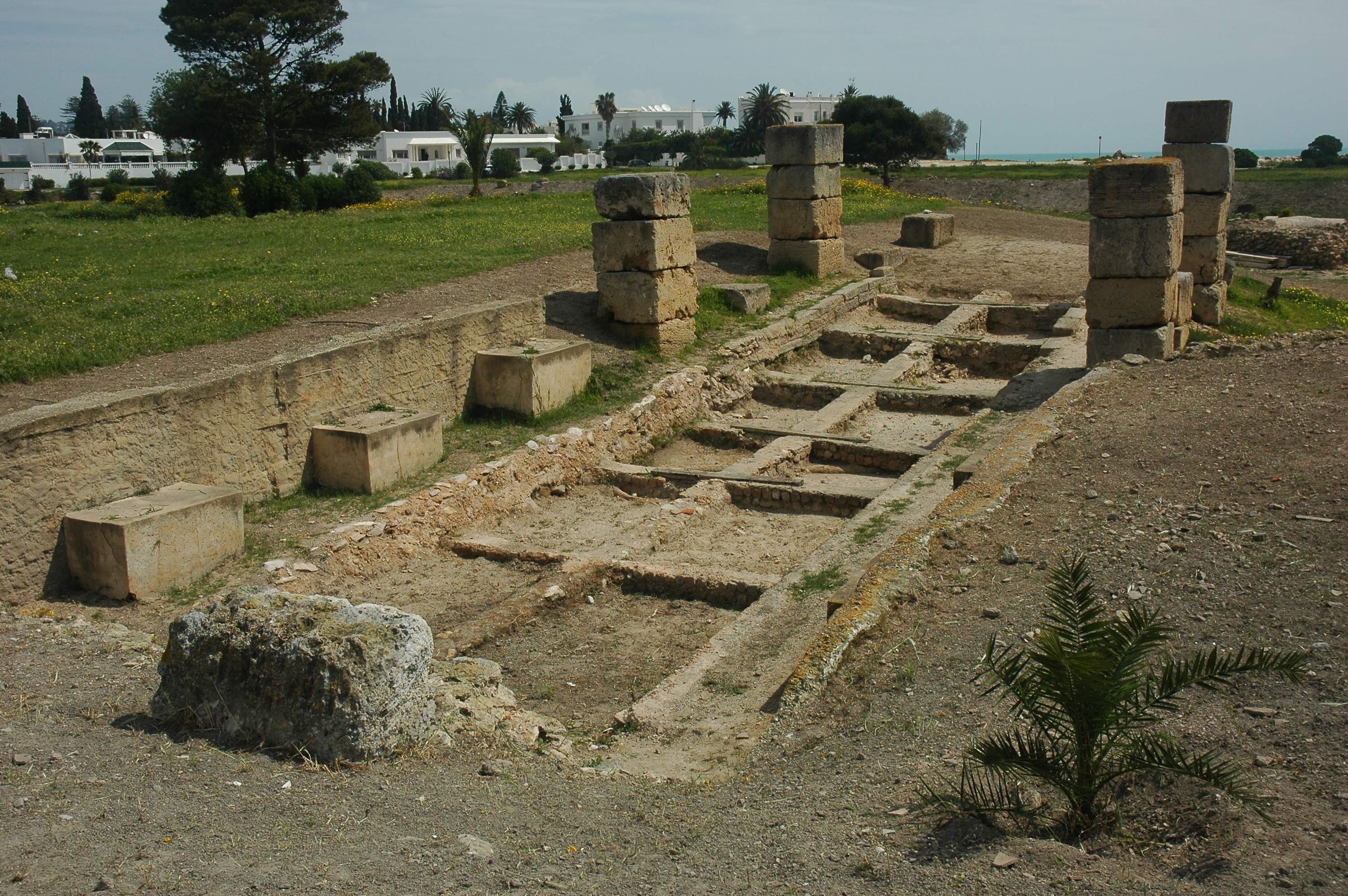
Cale de radoub de l'îlot de l'amirauté.

### Ports puniques

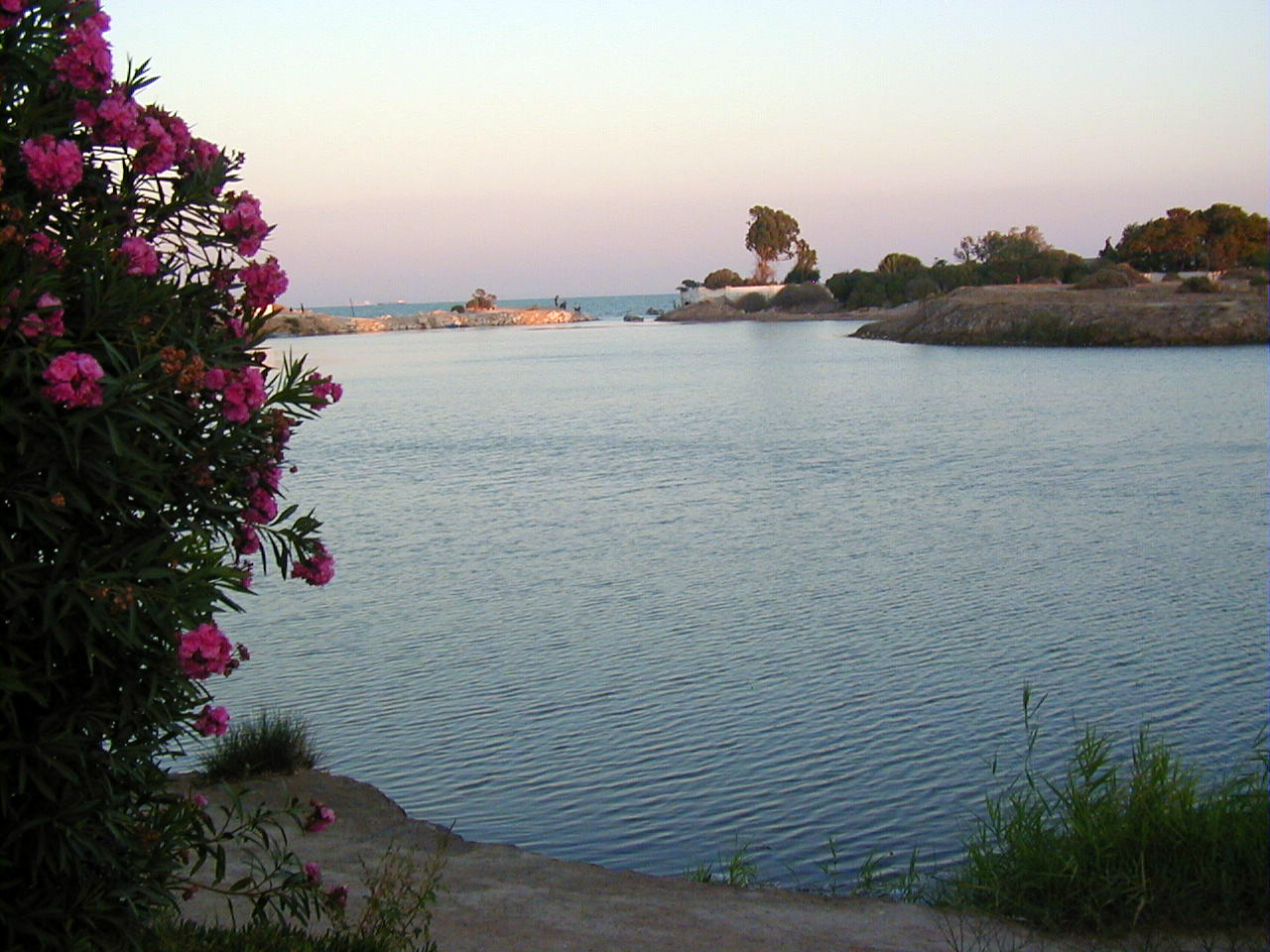
Vue du port circulaire avec la mer au second plan.

La question des ports de la cité de Carthage est fondamentale, en raison de l'importance du monde maritime pour les Phéniciens. Les deux lagunes actuelles, le long du rivage, dénommées l'une « port marchand » et l'autre « port militaire » — avec l'îlot dit « de l'amirauté » en son centre, où a été mise en valeur une cale de radoub —, ne sont peut-être pas le lieu essentiel qu'on a voulu y voir à la suite des affirmations de Chateaubriand au début du XIXe siècle et de l'interprétation abusive d'un texte d'Appien. La surface des lagunes, huit hectares pour le port militaire et le double pour la seconde, a pu faire douter que se situaient là les ports de la fière rivale de Rome. En effet, il est attesté que les Carthaginois laissaient leurs navires sur le rivage au début de leur histoire, mais sans doute aussi plus tardivement. Les lagunes pourraient n'être que le cothon de la cité punique dans le dernier demi-siècle de son existence. Sur le pourtour du port militaire et sur l'îlot étaient déployées des cales d'hivernage, dont le nombre a été estimé à environ 170. Aucune trace du pavillon du navarque n'est visible actuellement.
Le quartier des ports a été remanié à l'époque romaine avec l'aménagement d'une place publique, cernée d'une colonnade, au milieu de laquelle s'élevaient deux bâtisses dont un temple.
L'activité commerciale y resta primordiale, en particulier pour le chargement des navires de blé destiné à l'annone.

### Citernes de La Malga

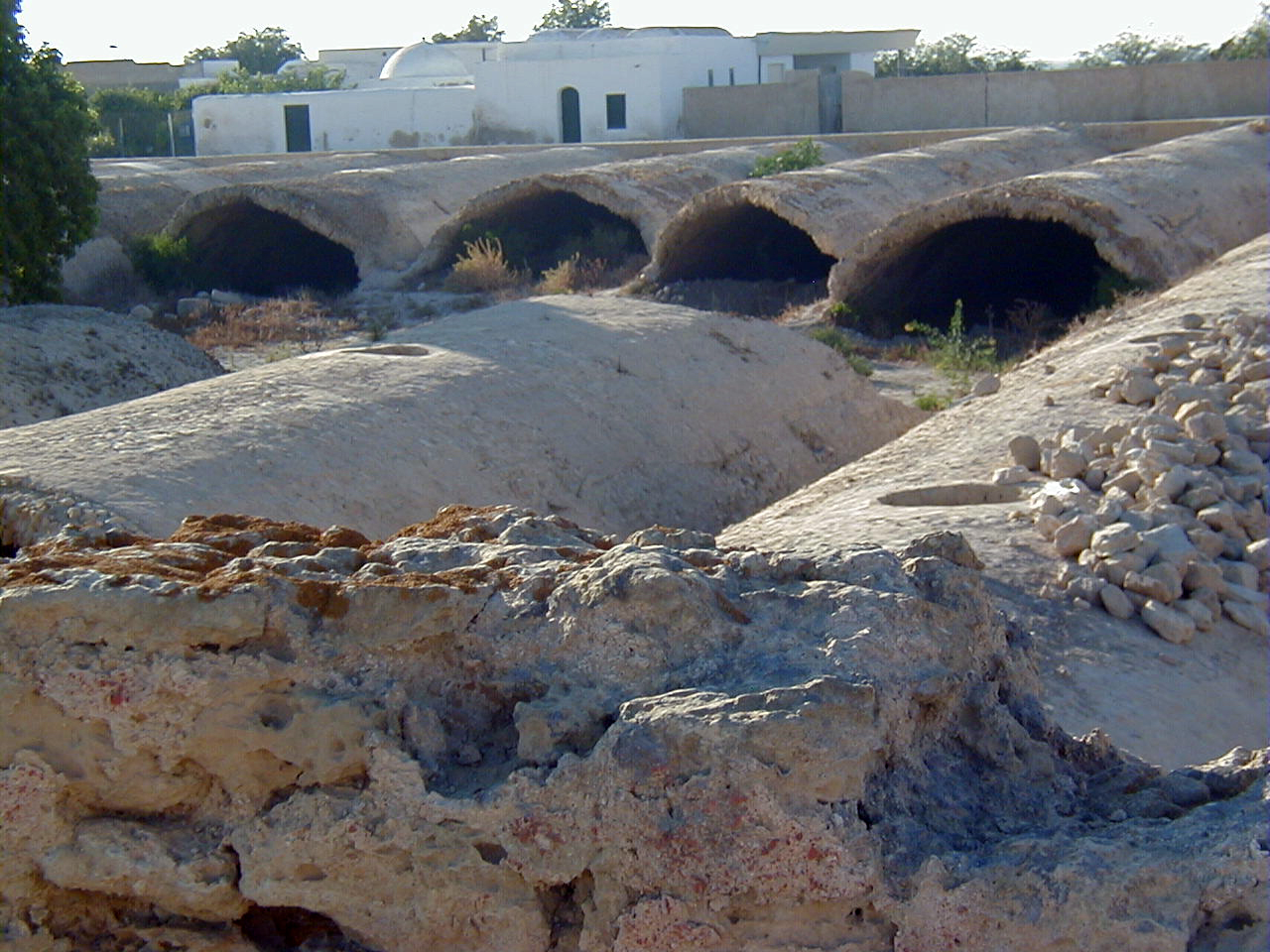
Aperçu des citernes de La Malga.

À l'époque punique il existait de modestes citernes, car l'approvisionnement en eau était une affaire privée. De nombreuses citernes puniques ont traversé les siècles et permettent aux chercheurs de travailler sur la densité du peuplement de l'antique cité, notamment dans le quartier de Mégara. Un seul équipement hydraulique nous est connu, la « fontaine aux mille amphores », désormais inaccessible aux visiteurs, car elle se trouve dans la zone de sécurité du palais présidentiel.
Au nord de la ville romaine se situent de vastes citernes relativement bien conservées. Elles formaient le point d'arrivée principal des aqueducs qui alimentaient la cité, dont le fameux aqueduc de Zaghouan. Un musée y a été installé afin de montrer le fonctionnement de ces aménagements hydrauliques. Les grandes citernes, dont la contenance a été estimée entre 50 et 60 000 m3, étaient reliées au vaste complexe des thermes d'Antonin par des canalisations surtout souterraines utilisant la forte déclivité du terrain,.

## Pièces archéologiques majeures trouvées à Carthage
À partir de la fin du XIXe siècle, le produit des fouilles effectuées à Carthage est partagé principalement entre les musées Lavigerie (actuel musée national de Carthage) et Alaoui (musée national du Bardo). Les fouilles effectuées par les pères blancs n'ont pas quitté la ville, les recherches du service des antiquités aboutissant au Bardo. D'autres pièces archéologiques, en particulier une partie de celles en provenance du serapeum, ont été déposées au musée des antiquités d'Alger.

### Musée national de Carthage
Le musée national de Carthage est situé à proximité de la cathédrale, dans les locaux autrefois occupés par les pères blancs. Il permet au visiteur de mesurer l'ampleur de ce qu'étaient les installations de la ville aux époques punique puis romaine.
On y voit certaines des plus belles pièces découvertes dans les fouilles depuis le XIXe siècle, notamment une importante collection de bétyles et de stèles provenant du tophet de Salammbô — des stèles de calcaire figurant des éléments sculptés, animaux, végétaux, voire humains, sont particulièrement remarquables —, les sarcophages en marbre dits « du prêtre » et « de la prêtresse » (IIIe siècle av. J.-C.) trouvés dans la nécropole « des Rabs », du matériel funéraire comme des masques à motifs apotropaïques et des bijoux en pâte de verre, des mosaïques romaines dont la célèbre « dame de Carthage » considérée traditionnellement comme le portrait d'une impératrice byzantine — la tenue du personnage féminin, mélancolique et grave, en fait une pièce majeure de l'art mosaïcal de l'Antiquité tardive —, des éléments sculptés caractéristiques de l'art officiel impérial, en particulier la tête dite « de Julie » et des représentations de Victoires du IIe siècle, ainsi qu'une vaste collection d'amphores romaines.

Pièces au musée national de Carthage
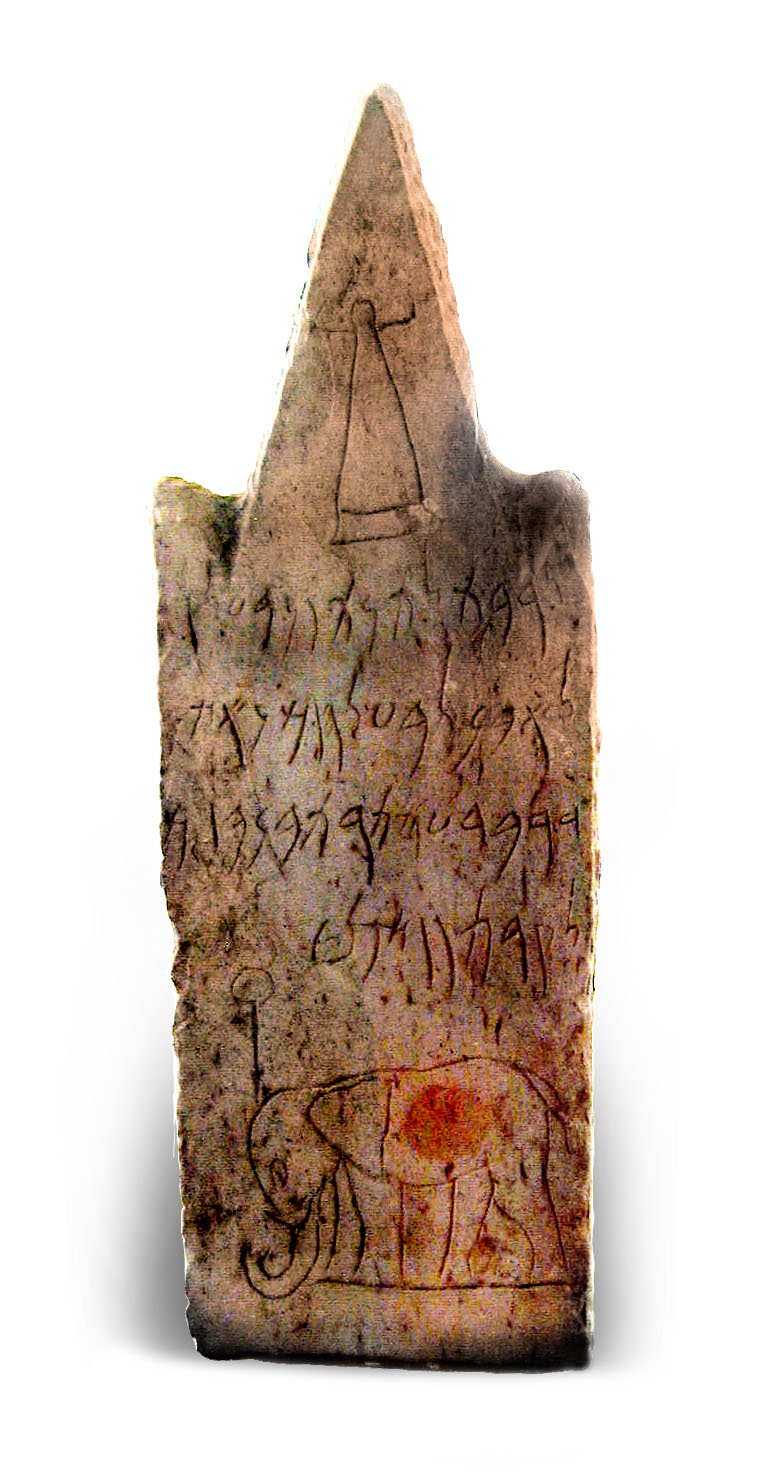
Stèle punique à l'éléphant.
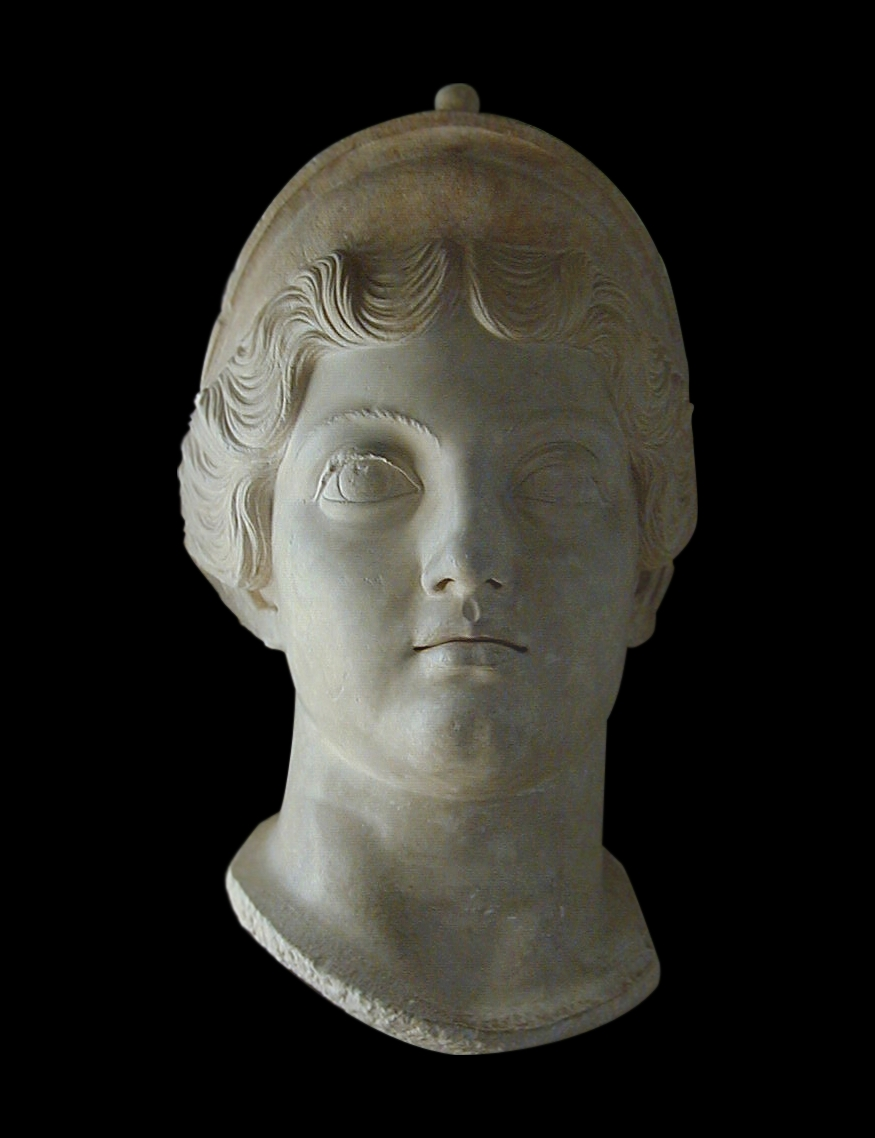
Statue romaine impériale.
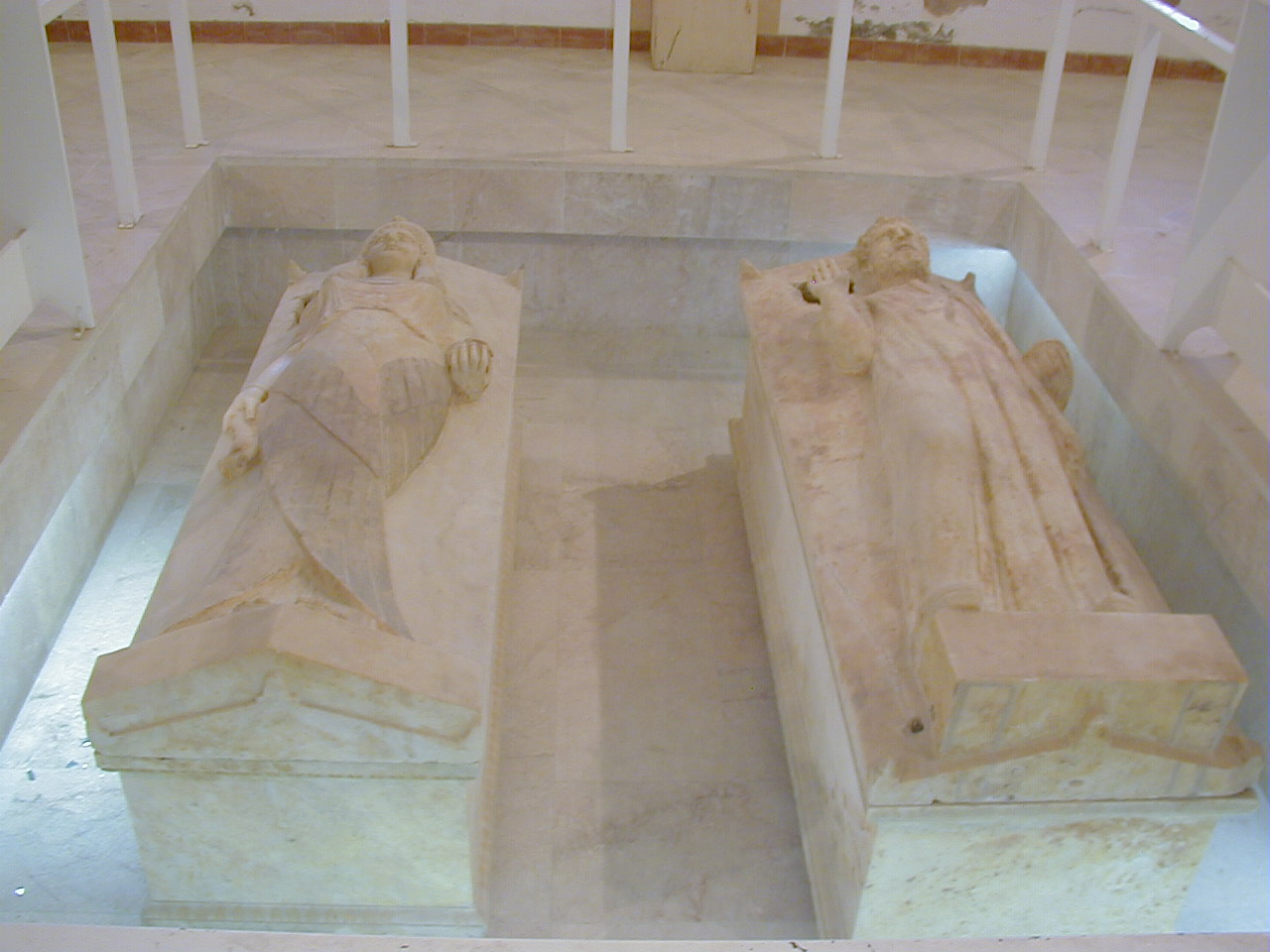
Sarcophages du prêtre et de la prêtresse.
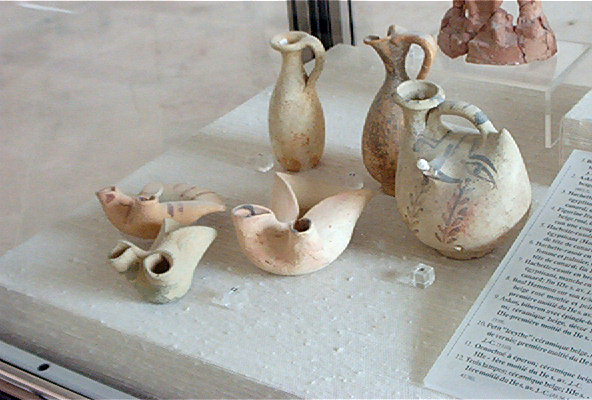
Lampes à huile et céramiques puniques.

### Musée national du Bardo
Un grand nombre de pièces majeures découvertes à Carthage sont désormais exposées au musée national du Bardo, anciennement dénommé musée Alaoui et inauguré en 1882. Connu essentiellement pour la richesse de ses mosaïques d'époque romaine, le musée possède également certaines des pièces les plus intéressantes d'époque punique qui nous soient parvenues ; la mosaïque du seigneur Julius, illustrant la vie d'un domaine agricole au IVe siècle av. J.-C., a pu être considérée comme le document le plus complet sur l'économie et la société de l'Afrique romaine. Sur trois registres superposés sont décrites à la fois les activités du domaine agricole aux différentes saisons et celles des propriétaires des lieux. Les dimensions de la bâtisse représentée au centre de la composition témoignent de la concentration du pouvoir économique dans les mains d'un petit nombre de propriétaires terriens dans l'Antiquité tardive.
La stèle du prêtre à l'enfant, qui vient du tophet, montre un personnage coiffé du chapeau traditionnel des prêtres puniques portant un enfant dans ses bras. Cette découverte de 1921 fut le point de départ d'une vaste polémique, certains historiens voulant y voir une concrétisation des multiples sources antiques évoquant le sacrifice des enfants aux divinités Tanit et Ba'al Hammon. La statue d'Apollon en marbre blanc des Cyclades, provenant du théâtre et figurant le dieu appuyé nonchalamment sur un trépied de Delphes autour duquel s'enroule le serpent Python, et un mausolée retrouvé dans le cimetière des officiales et orné de bas-reliefs comptent parmi les pièces les plus marquantes, tout comme l'autel de la Gens Augusta, retrouvé à proximité de la colline de Byrsa, qui reprend à un niveau moindre les thématiques mises à l'ordre du jour par l'Ara Pacis, en se référant à l'ascendance d'Énée et en mettant en exergue les vertus notamment religieuses de l'empereur.

Pièces au musée national du Bardo
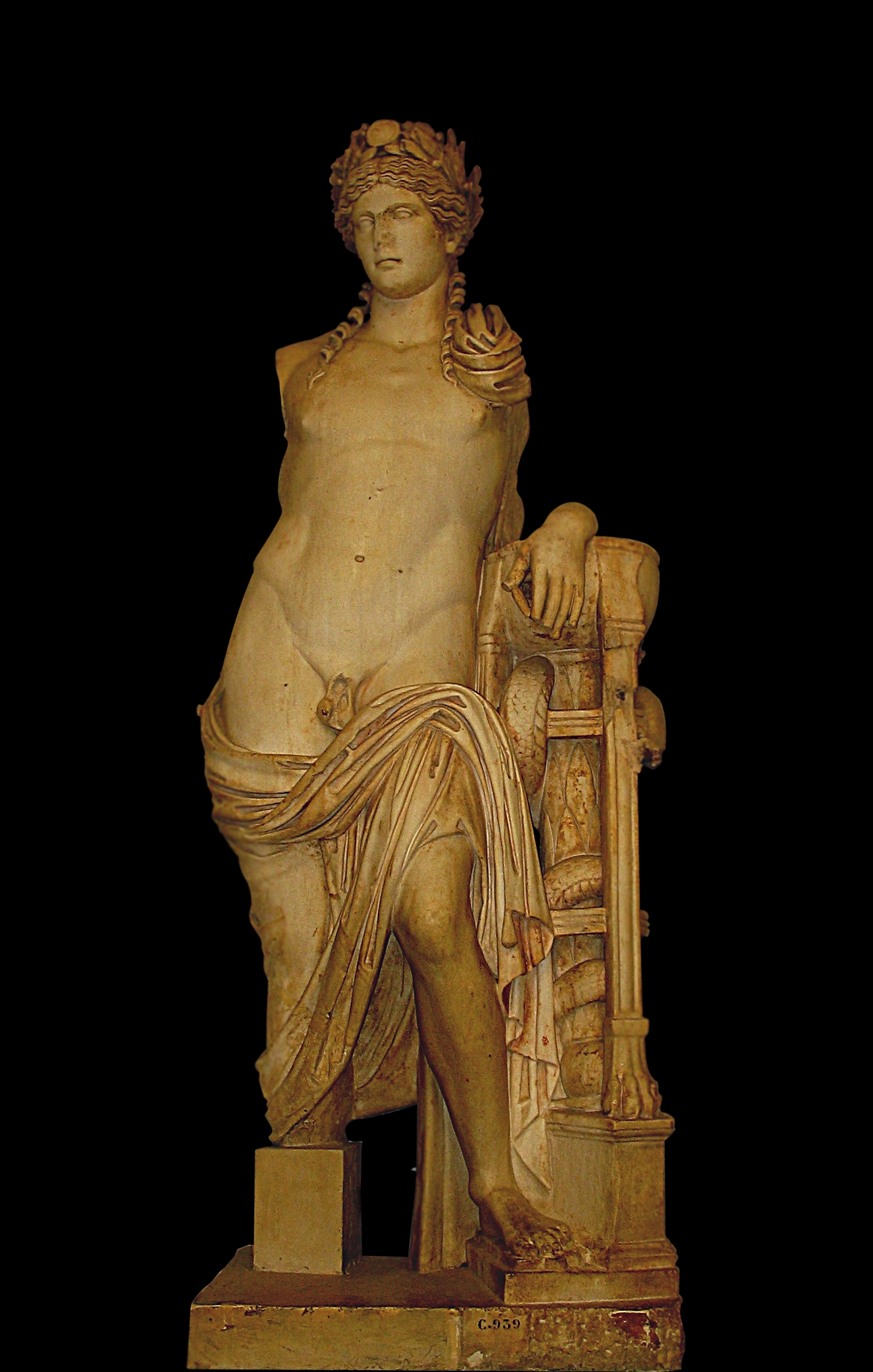
Apollon découvert au théâtre de Carthage.
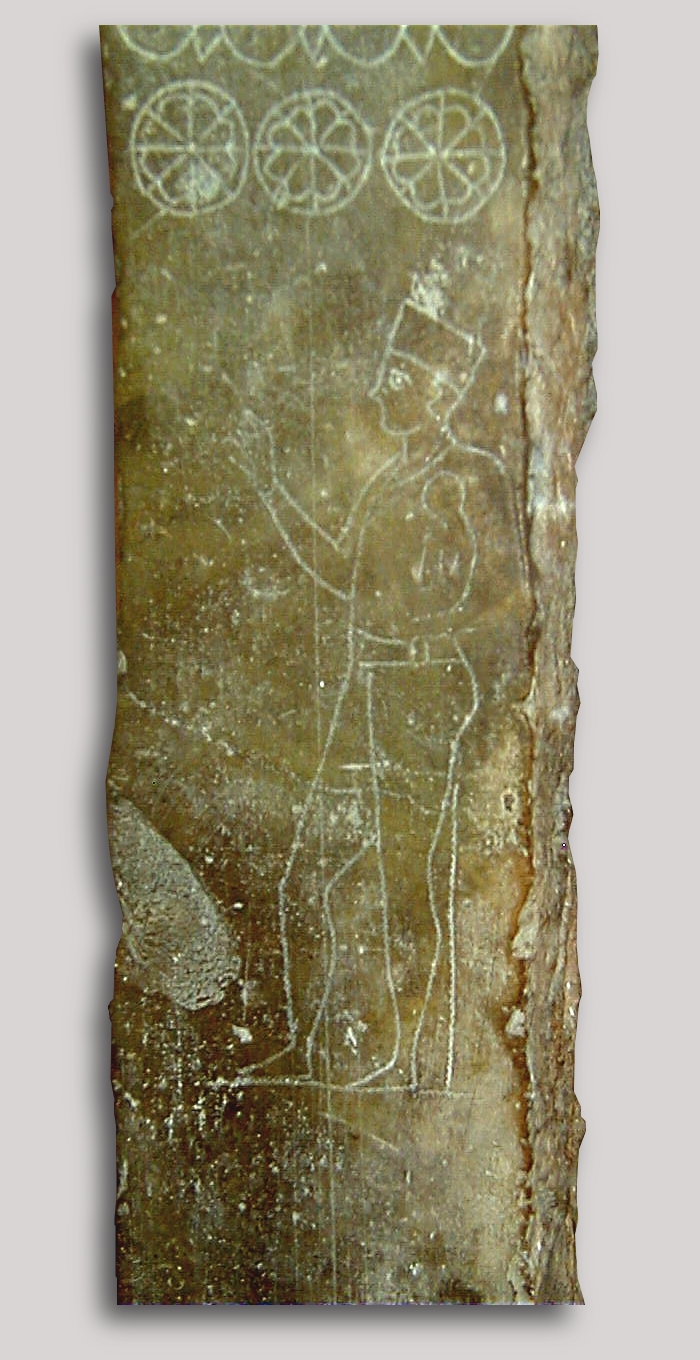
Stèle du prêtre à l'enfant découverte en 1921.
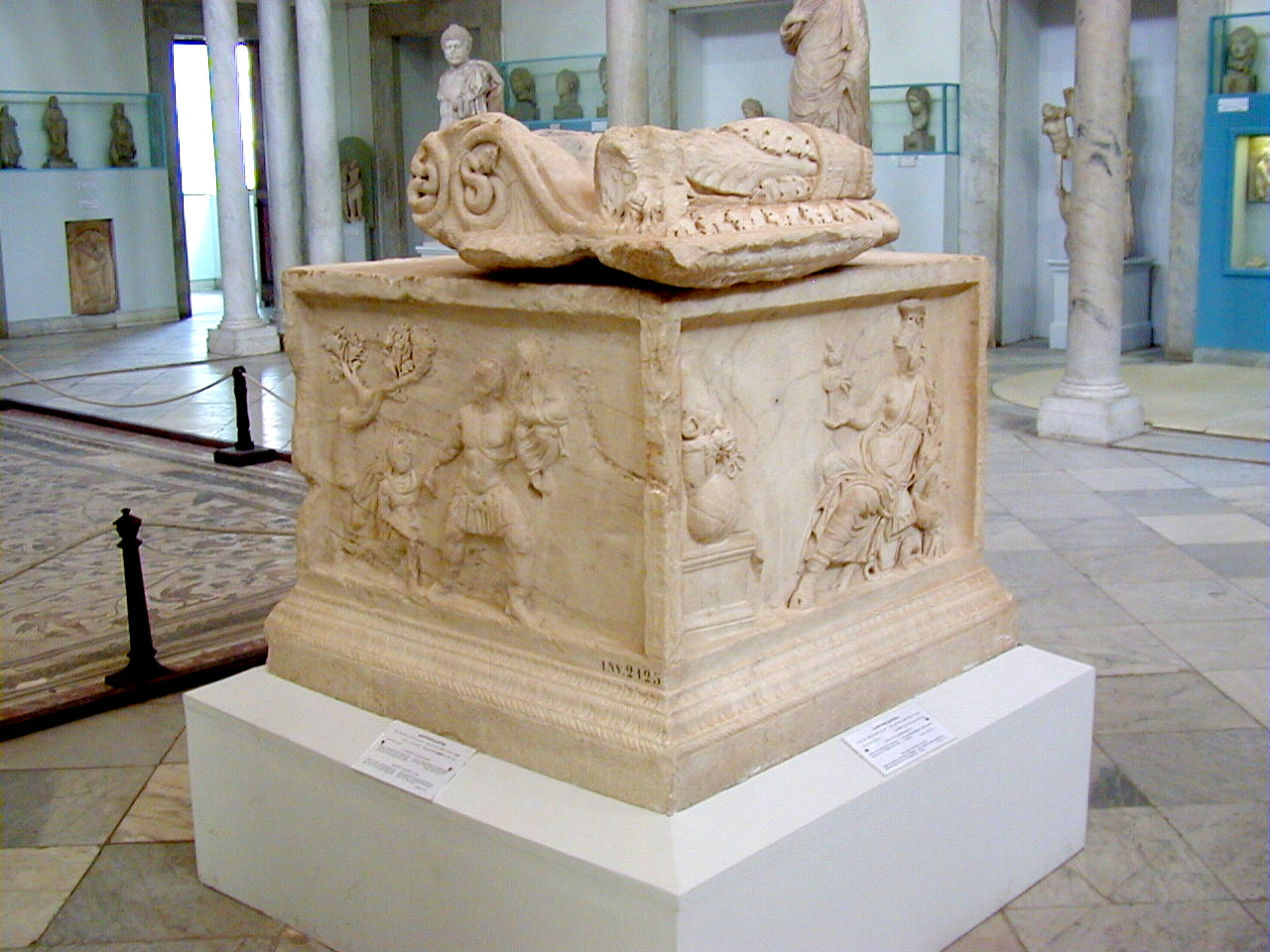
Autel de la Gens Augusta.
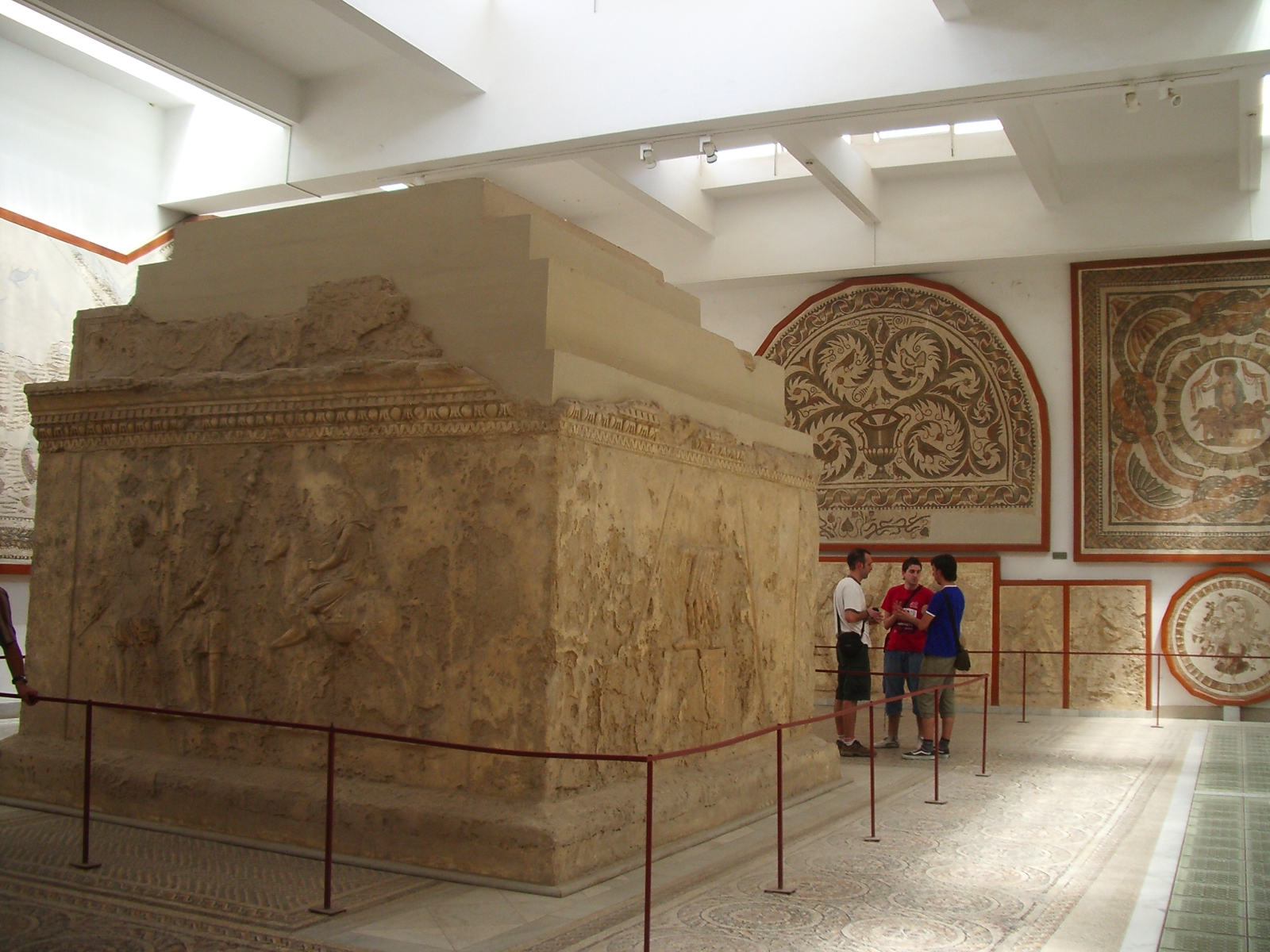
Mausolée reconstitué.

## Enjeux actuels: cohabitation entre cité antique et ville moderne

### Préservation et classement du site
Face à la menace de dégradation qui pèse sur Carthage, le directeur général de l'Unesco René Maheu se rend sur le site, le 19 mai 1972, et lance un appel international en faveur de sa protection :
« [...] Dût-on ne rien trouver de capital ou de spectaculaire, il est beau, il est bon, qu'en ce lieu [...] se rassemble, venant de tous les horizons du monde la grande fraternité de ceux pour qui il n'est pas de quête plus noble et plus enrichissante que celle de la vérité sur l'homme. À l'âpre voix, issue du fin fond des âges qui, en chaque peuple, répète inlassablement son message de haine et qui disait jadis Il faut détruire Carthage !, opposons l'appel de l'avenir, vieux lui aussi comme l'humanité, qu'il a guidée hors des ténèbres. C'est la voix de la concorde, de cette Concorde sous le signe de laquelle Auguste édifia la ville qui effaça les ruines de Scipion. Et c'est en pensant à notre avenir plus encore qu'à notre passé, à cet avenir si menacé par nous-mêmes, que nous disons aujourd'hui : Il faut sauver Carthage ! Ensemble, nous la sauverons,. »

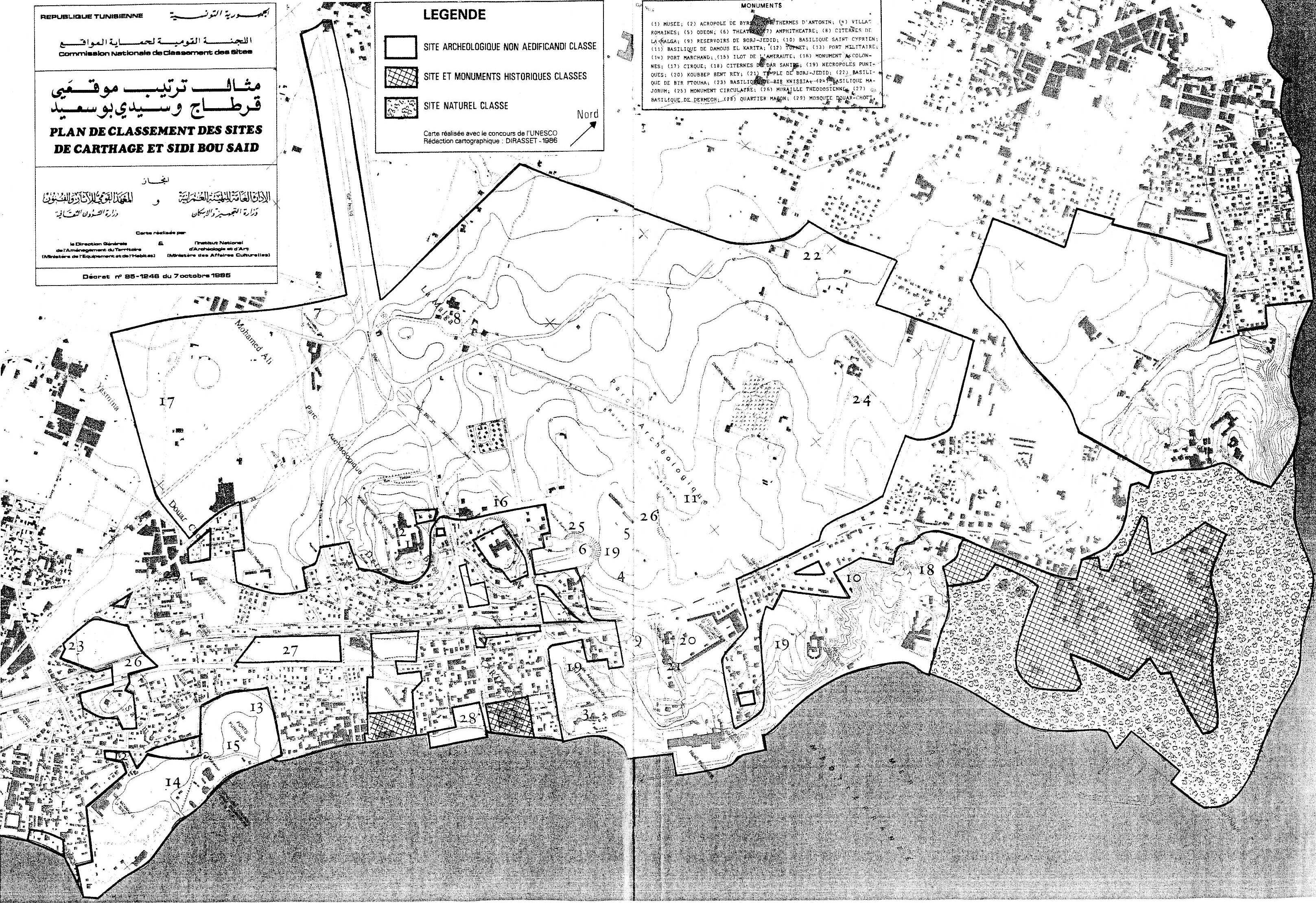
Plan de classement du parc archéologique national de Carthage-Sidi Bou Saïd.

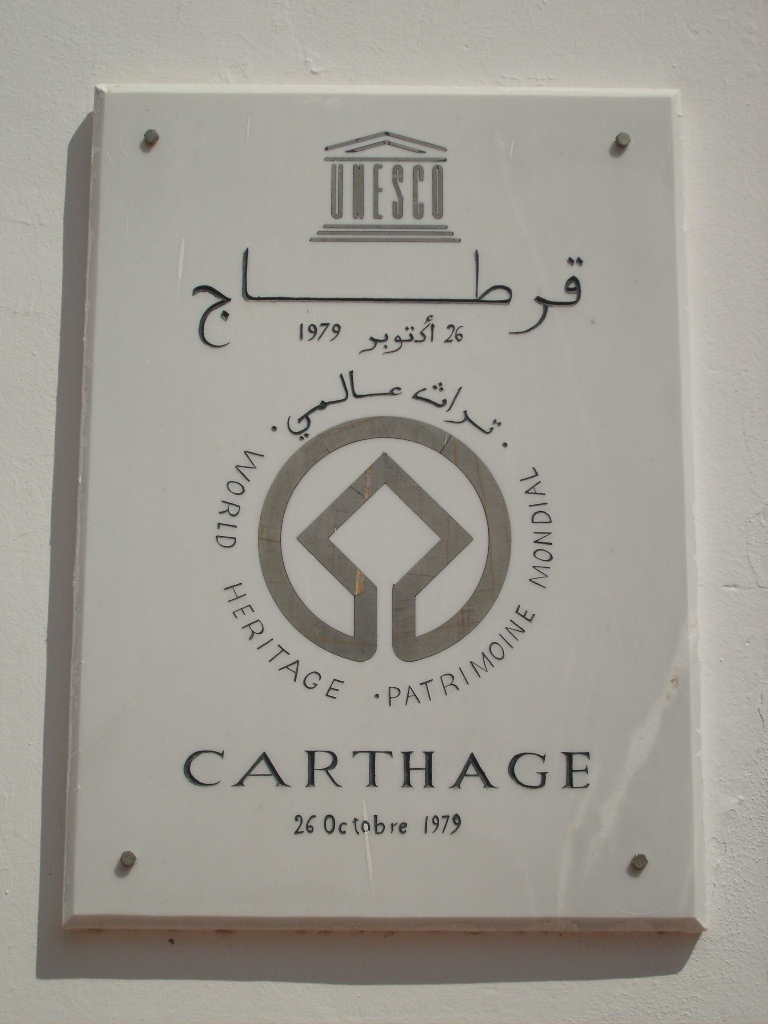
Plaque rappelant le classement du site au patrimoine mondial de l'Unesco.

À la suite de cet appel, une campagne internationale se met immédiatement en place et dure jusqu'en 1992 avec comme objectif, selon l'archéologue et historien tunisien Abdelmajid Ennabli, de « fouiller d'abord, étudier, puis publier, certes, mais aussi consolider, mettre en valeur ces vestiges et les rendre accessibles au public ».

Durant la campagne, le gouvernement tunisien fait inscrire le site sur la liste du patrimoine mondial en 1979, à l'occasion de la troisième session du Comité du patrimoine mondial, qui se déroule en Égypte, plus précisément à Louxor et au Caire. Par la suite, un plan de classement est approuvé par décret du président de la République tunisienne le 7 octobre 1985 : 
« Il apparaît clairement que la décision attendue dépasse largement le niveau technique et budgétaire. Le parc de Carthage-Sidi Bou Saïd est un acte de protection et de valorisation du patrimoine national et mondial ; c'est aussi un acte d'aménagement et comme tel, il est aussi un acte politique, et c'est ce choix politique qui est espéré. »

### Menaces actuelles

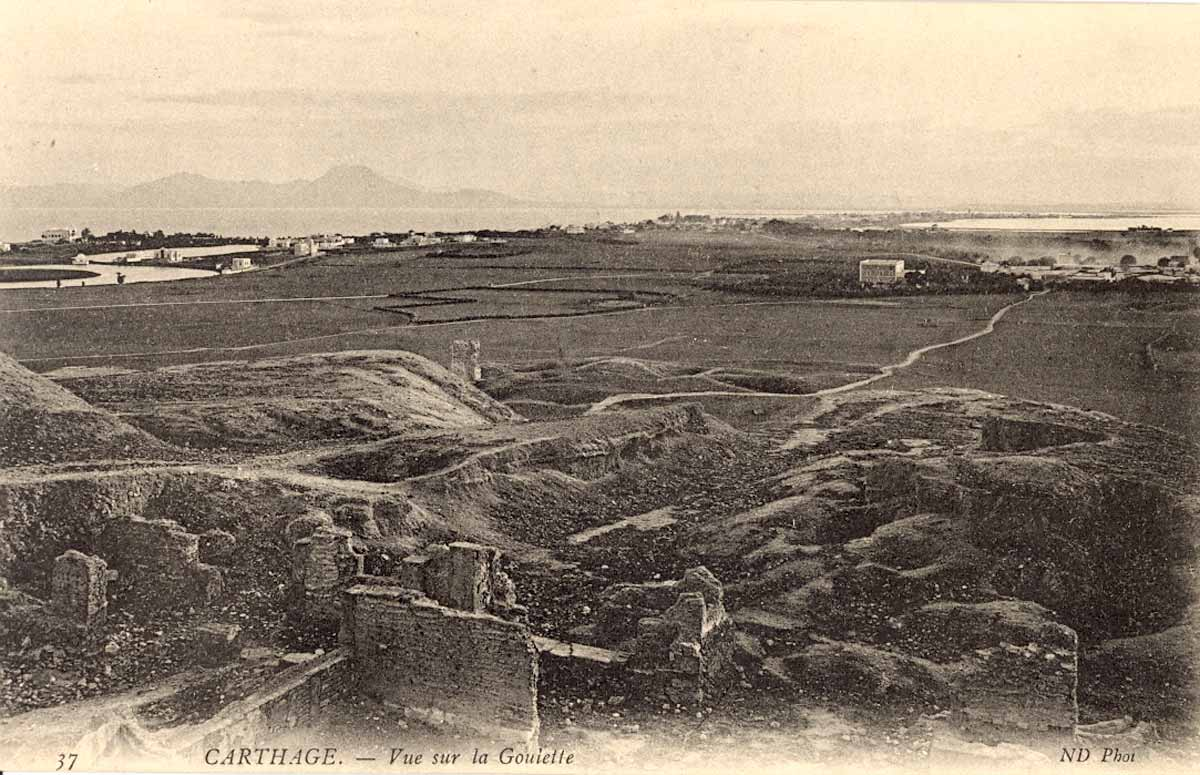
Carthage en 1900 avec vue vers La Goulette.

Pourtant, malgré les diverses mesures de préservation, le site reste aujourd'hui soumis à diverses pressions de son environnement qui menacent sa pérennité. Banlieue dépeuplée de Tunis au début du XXe siècle, Carthage est très largement mise en danger par l'urbanisation rapide des années 1950 et 1960, en particulier l'expansion démographique du Grand Tunis, passé de 300 000 à plus de deux millions d'habitants depuis la fin de la Seconde Guerre mondiale.
La proximité du palais présidentiel de Carthage construit à la fin des années 1950 et le prestige du nom de la cité antique en font un « lieu de pouvoir emblématique », selon Sophie Bessis, et un quartier très prisé, en particulier des ambassades. De nombreuses villas y sont également édifiées. Or, face à cette déferlante, certains scientifiques s'émeuvent de voir le site condamné à être, au mieux, inaccessible aux chercheurs et au pire, victime des bétonnières.

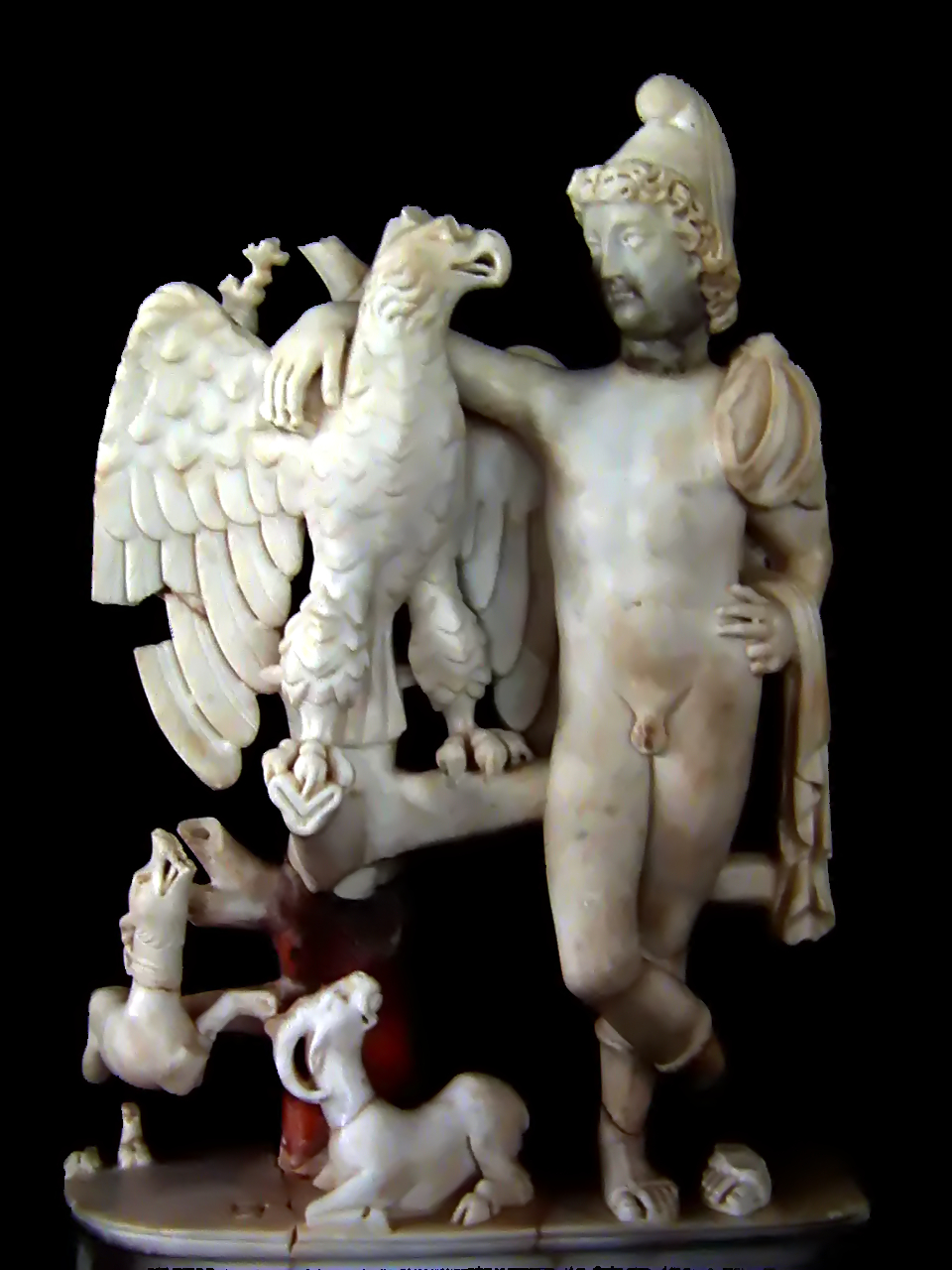
Petite statuette de Ganymède avec l'aigle.

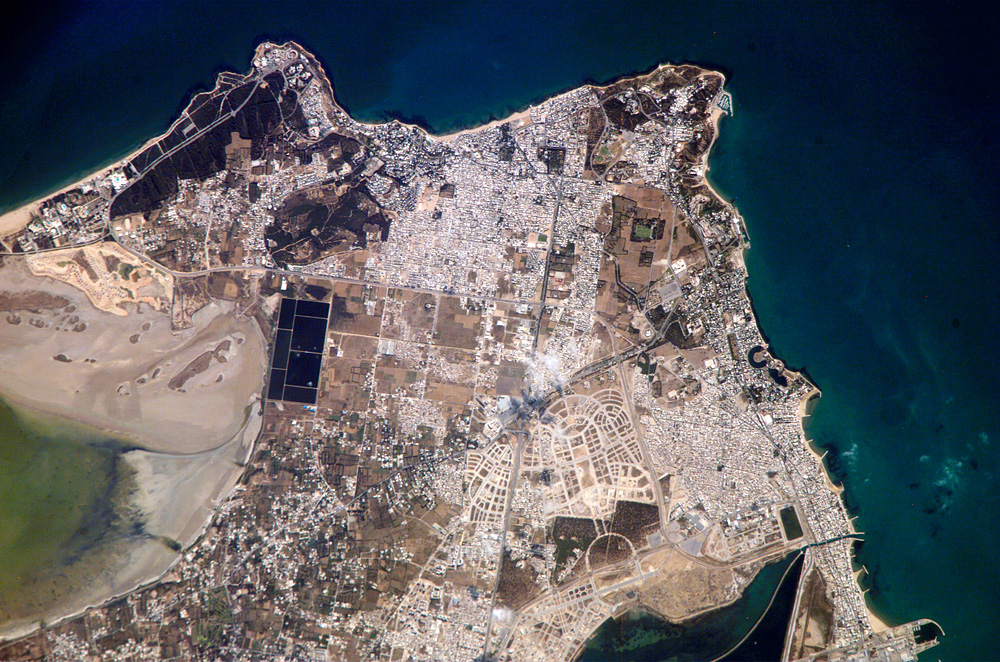
Vue de l'emprise urbaine sur Carthage.

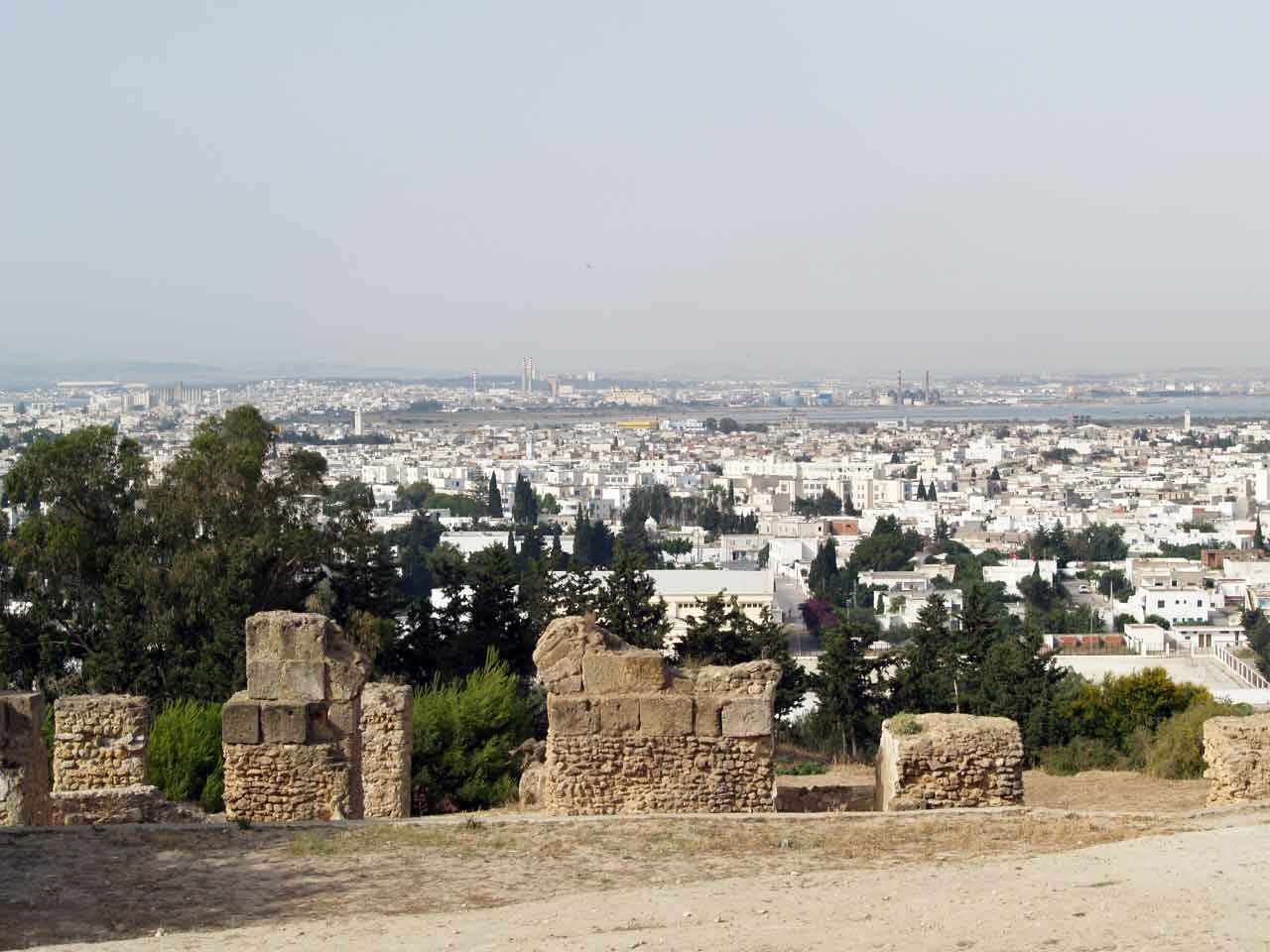
Vue sur l'urbanisation de l'environnement du site.

Les recherches effectuées dans le cadre de la mission de l'Unesco, la mise en place de la protection du site ne suffisent pas, même si elles sont nécessaires. Le danger guette toujours, car des procédures de déclassement ont abouti à une réduction de la zone non ædificandi et à des constructions parfois aux portes des lieux les plus emblématiques, entre autres la zone des ports puniques. De même, la création de la mosquée Mâlik ibn Anas a pu alimenter une polémique du fait de sa situation sur la colline de l'odéon.
Cependant l'urbanisation n'est pas la seule menace qui pèse sur la conservation du site. Les objets conservés dans les musées ne sont pas à l'abri, comme en témoigne le vol dont est victime en novembre 2013 le groupe statuaire de Ganymède et l'aigle, découvert en 1977 dans la Maison des Auriges grecs, au sein même de son lieu de conservation, le musée paléo-chrétien de Carthage.
L'absence de moyens adaptés pour la stabilisation et l'entretien des ruines, leur destruction par érosion et ruissellement, tout comme leur surexploitation par le secteur touristique, constituent des problématiques auxquelles les acteurs institutionnels tunisiens doivent faire face. Là n'est pas le moindre des paradoxes ou des dilemmes : Carthage ne sera sauvée que si la prise de conscience est la plus large possible, cette prise de conscience ne pouvant s'effectuer que par une connaissance du site.
Parallèlement, pour le pays, la présence sur son territoire d'un tel héritage — non seulement les vestiges, mais aussi l'importance de Carthage dans la mémoire de l'humanité — en fait l'un des atouts majeurs de l'économie touristique tunisienne, l'un des moteurs du développement national.